# الخط الزمني للصراع الفلسطيني الإسرائيلي (2023)
تسردُ هذه المقالة الخطّ الزمني للصراع الفلسطيني الإسرائيلي عام 2023. المقالة مرتبة حسب شهور السنة وتسردُ أبرز الأحداث التي شهدتها القضية الفلسطينية أو الصراع الفلسطيني الإسرائيلي طوال السنة.

## يناير

### 1 – 10 يناير
بدأ العامُ الجديد على وقعِ اقتحامات قامَ بها الجيش الإسرائيلي لعدد من البلدات في الضفّة الغربية، وقد تركَّز الاقتحام في قرية كفر دان غرب جنين حينَ تعرض الجنود الإسرائيليون لإطلاق نارٍ متتالٍ من قِبل مقاومين مجهولين دون وقوع خسائر في الأرواح. اعقَلت القوات الإسرائيليّة في وقت متأخّر من يوم الثاني من كانون الثاني/يناير الأسير المحرَّر باسل البرغوثي ووالده وذلك قُبيل انسحابها من بيت ريما شمال غرب رام الله. أقدمَ وزير الأمن القومي الإسرائيلي إيتمار بن غفير على اقتحامِ باحات المسجد الأقصى وهو الاقتحام الذي خلَّف ردود فعل من قِبل بعض الفصائل الفلسطينيّة التي أدانَ بعضها هذا التصرف، فيما وصفتهُ أخرى بـ «الاستفزاز». اقتحمت قوة خاصة من الجيش الإسرائيلي في الساعات الأولى من صباح الخامس من يناير مخيم بلاطة شرق نابلس، ثمّ اندلعت اشتباكاتٌ بينها وبين مقاومين في المنطقة قبل أن ينقطعَ التيار الكهربائي عن المخيّم. انسحبت قواتُ الاحتلال بشكل تدريجي من المنطقة وذلك بعد نحو ساعتين من اقتحامها، فيما أعلنت مصادر طبيّة محلية إصابة 3 شباب أحدهم في حالة حرجة قبل أن يُعلنَ خبر وفاته لاحقًا.
أفرجَت إسرائيل عن الأسير كريم يونس بعد 40 عامًا من الاعتقال، لكنّها أنزلتهُ وحيدًا في رعنانا بالداخل المحتلّ، وهو ما دفعَ لجنة الحريات بالداخل المحتل إلى «استنكارِ الطريقة التي أفرج فيها الاحتلال عن الأسير كريم يونس والتي تدلُّ على الحقد الدفين حيث تم إطلاق سراحه في رعنانا وكان الأهالي في إنتظاره عند باب السجن». في أعقابِ هذا قرَّرت إسرائيل سحبَ تصاريح الدخول من ثلاث قادة في حركة فتح، وهم محمود العالول وروحي فتوح وعزام الأحمد وذلك بعدَ زيارتهم الأسير المحرَّر كريم يونس.
 اندلعت في الثامن من يناير مواجهاتٌ على مدخل بلدة بيت أمر شمال الخليل، وذلكَ بعد انطلاق مسيرة للمطالبة بالإفراج عن جثمانِ الشاب عاهد اخليل المحتجز لدى إسرائيل منذ عامين تقريبًا. على الجانب المُقابل فقد أعلنت إذاعة الجيش الإسرائيلي وقوع انفجارٍ داخل معسكرٍ للجيش في مدينة جنين أدى لتدمير غرف القيادة دون وقوع إصابات، لكنها لم تُعلن السبب. عاودت قواتُ الاحتلال في العاشر من يناير اقتحام عددٍ من البلدات الفلسطينيّة حيث اقتحَمت مدينة نابلس بدايةً وأغلقَت حاجز قلنديا بعد تعرضه لهجومٍ بعبوة ناسفة محلية الصنع، فيما أعلنَ نادي الأسير الفلسطيني في بيانٍ له «اعتقال قوات الاحتلال الإسرائيلي 16 فلسطينيًا في الضفة الغربيّة».
في أعقاب اعتماد الجمعية العامة للأمم المتحدة لقرار يطلب رأي محكمة العدل الدولية بشأن "الاحتلال الإسرائيلي المطول والاستيطان وضم الأراضي الفلسطينية المحتلة منذ عام 1967"، سُئل النائب الإسرائيلي اليميني المتطرف المنتخب حديثًا زفيكا فوجل عما إذا كان الاحتلال في الضفة الغربية دائمًا. قال إنه "لا يستطيع الجدال مع الحقائق. اعتبارًا من الآن، الاحتلال دائم. واعتبارًا من الآن أود الاستمرار في تطبيق السيادة الإسرائيلية على جميع المناطق التي أستطيع".
وفي وقت سابق، وصف رئيس الوزراء القادم بنيامين نتنياهو الإحالة بأنها "حقيرة" وقال "الشعب اليهودي ليس محتلاً في أرضه ولا محتلاً في عاصمتنا الأبدية القدس ولا يمكن لأي قرار للأمم المتحدة أن يشوه هذه الحقيقة التاريخية". ولقلق الإدارة الأمريكية، أبرم نتنياهو اتفاقيات مع شركاء الائتلاف لتوسيع المستوطنات الإسرائيلية وإضفاء الشرعية على عشرات البؤر الاستيطانية الإسرائيلية.
قتلت القوات الإسرائيلية فلسطينيين يبلغان من العمر 22 و25 عامًا في غارة هدم في كفر دان، شمال غرب جنين. وقال الجيش إن "أعمال شغب عنيفة اندلعت" عندما دخلوا القرية، وتعرضوا لإطلاق النار والحجارة والقنابل الحارقة. كانت الغارة لهدم منازل فلسطينيين قُتلا في 14 سبتمبر 2022 خلال هجوم أسفر عن مقتل جندي إسرائيلي. وقالت حماس إن أحد الفلسطينيين كان عضوًا. ترى جماعات حقوق الإنسان مثل هذه الهدم "عقابًا جماعيًا". قتلت القوات الإسرائيلية فلسطينيًا يبلغ من العمر 15 عامًا خلال غارة على مخيم الدهيشة للاجئين جنوب بيت لحم. وذكرت وسائل الإعلام الإسرائيلية أن الجيش قال إنه أطلق النار على فلسطينيين يلقون زجاجات حارقة. وأدانت الولايات المتحدة والاتحاد الأوروبي والمملكة المتحدة وفرنسا وتركيا والمملكة العربية السعودية والأردن والإمارات العربية المتحدة زيارة وزير الأمن القومي إيتمار بن جفير إلى الحرم القدسي/مجمع الأقصى، مشيرين إلى الحاجة إلى الحفاظ على الوضع الراهن وتجنب زيادة التوتر. قتلت القوات الإسرائيلية فلسطينيًا يبلغ من العمر 16 عامًا خلال مداهمة اعتقال في مخيم بلاطة للاجئين. وقال الجيش إن شرطة الحدود أطلقت النار ردًا على إلقاء زجاجات المولوتوف والعبوات الناسفة والحجارة. أكد اجتماع مجلس الأمن التابع للأمم المتحدة على الحاجة إلى الحفاظ على الوضع الراهن في المسجد الأقصى/جبل الهيكل في أعقاب الزيارة التي قام بها إيتامار بن جفير هناك، لكنه لم يتخذ أي إجراء آخر. استدعت الأردن، التي دعت إلى الاجتماع، السفير الإسرائيلي بشأن هذه القضية. وقال نائب السفير الأمريكي لدى الأمم المتحدة، روبرت وود، للمجلس "نلاحظ أن برنامج رئيس الوزراء نتنياهو الحاكم يدعو إلى الحفاظ على الوضع الراهن فيما يتعلق بالأماكن المقدسة. نتوقع من حكومة إسرائيل أن تفي بهذا الالتزام". بعد رفض الاستئناف النهائي، انتهت معركة قانونية استمرت 45 عامًا بإخلاء عائلة فلسطينية من شقتها في البلدة القديمة بالقدس. ويقول الناشطون إن الإخلاء جزء من اتجاه أوسع نطاقًا للمستوطنين الإسرائيليين للاستيلاء على الممتلكات في القدس الشرقية بينما تصفه إسرائيل بأنه نزاع عقاري. يسمح القانون الإسرائيلي لليهود باستعادة الممتلكات التي كان يملكها اليهود قبل عام 1948 بينما لا يوجد حق معادل لمئات الآلاف من الفلسطينيين الذين فروا أو أجبروا على ترك منازلهم للعودة إلى ممتلكاتهم المفقودة.

### 11 – 20 يناير
عاودت قواتُ الاحتلال الإسرائيلي من جديدٍ اقتحامها لمخيّم بلاطة في نابلس في الحادي عشر من يناير فتجدَّدت الاشتباكات بين فلسطينيين في المخيّم والقوات الإسرائيليّة، قبل أن تُعلنَ وزارة الصحة في بيانٍ لها عن «ارتقاء الشاب أحمد أبو جنيد متأثرًا بإصابته برصاص الاحتلال في مخيم صباح اليوم». أقدمَ فلسطينيّ سويعات بعد اقتحامِ مخيّم بلاطة على تنفيذِ عمليّة طعن في مستوطنة حفات يهودا قُربَ الخليل، وهو ما نجمَ عنه بحسبِ مصادر عبريّة إصابة واحدة متوسّطة الخطورة لأحدِ المستوطنين الذي كانَ في عينِ المكان. ذكرت مصار عبريّة أخرى أنّ منفذ هذه العمليّة قد سدَّد طعناتٍ في الرأس والرقبة للمستوطن وأصابه بجراح وُصفت بالمتوسّطة إلى الخطيرة قبل أن تُطلق عليه الشرطة الإسرائيلية النار، ثم أعلنت وزارة الصحة الفلسطينية في بيانٍ جديدٍ لها عن «ارتقاء الشاب سند محمد سمامرة من مدينة الظاهرية على مقربةٍ من مستوطنة حفات يهودا جنوب الخليل برصاص الاحتلال». تصاعدَ التوتر في مدن الضفّة الغربية عقبَ مقتل فلسطينيين اثنين في يومٍ واحد برصاصِ الجيش الإسرائيلي، ووصلَ مدينة رام الله التي شهدت إطلاق نارٍ استهدفَ مركبة مستوطنين دون حديثٍ عن قتلى.
اندلعت في الثاني عشر من يناير اشتباكاتٌ بين مقاومين وقوات الاحتلال وذلك عقبَ اقتحامِ الأخيرة للبلدة القديمة في مدينة نابلس، وقد نجمَ عن هذه الاشتباكات ثلاث إصابات بالرصاص الحيّ التي أطلقها جنود الجيش الإسرائيلي على شباب البلدة. نشرت مجموعات عرين الأسود بُعيد هذا الاقتحامِ بيانًا ذكرت فيهِ أنّ «الاحتلال فشلَ بالوصول إلى أيّ أحدٍ من مقاتلينا ونؤكد خوضنا اشتباكات عنيفة خلال العمليّة في نابلس». اقتحمت القوات الإسرائيلية في وقت آخر من نفس اليوم مخيم قلنديا شمالي القدس فاندلعت اشتباكاتٌ جديدة هناك، قبل أن تُؤكّد الصحة الفلسطينية «استشهاد فلسطيني برصاص قوات الاحتلال الإسرائيلي» خلال هذا الاقتحام الأخير، فضلًا عن اعتقالِ 18 فلسطينيًا في أنحاء متفرقة بالضفة الغربيّة. اغتالَ الجيش الإسرائيلي في ساعات متأخرة من نفس اليوم شابًا في عقده الثالث وذلك بعدما أصابته رصاصة جنديّ إسرائيلي في الرأس في بلدة قباطية، ليرتفعَ عددُ القتلى الفلسطينيين على يدِ جيش الاحتلال لثلاثة في يومٍ واحد.
اغتالت قوّة إسرائيليّة خاصة صبيحة الرابع عشر شابين فلسطينيين في مدينة جنين، وتبيَّن لاحقًا أنّ المغتالَين هما أمجد خليلية وعز الدين حمامرة وذلك بعدما نعتهما سرايا القدس الذراع العسكري لحركة الجهاد الإسلامي في فلسطين، كما وأعلنت وزارة الصحّة الفلسطينيّة عن مقتل فلسطيني ثالث في نفس اليوم وذلك بسببِ الجراح الخطيرة التي كان قد أُصيبَ بها مطلع العام. استمرَّت الاقتحامات الإسرائيلية للبلدات الفلسطينية ومعها تواصلت الاشتباكات خاصّة في بلدة سلواد شرقي رام الله التي قُتل فيها شابٌ فلسطينيّ بعد إصابته بالرصاص الحيّ من جنود الاحتلال الذين كانوا يُحاولون اقتحام المدينة. نشرَ الجيش الإسرائيلي في منتصف الخامس عشر من يناير بيانًا أعلنَ فيه مقتل جندي وإصابة 4 أحدهم بجروح خطيرة جراء انفجار ذخيرة في قاعدة عسكرية في وقتٍ سابق مؤكّدًا فتحه تحقيقًا في الحادث. عرضت كتائب الشهيد عز الدين القسام الجناح العسكري لحركة حماس في السادس عشر من الشهر رسالة مصوَّرة للجندي الإسرائيلي الأسير لديها أفرها منغستو يُطالب فيها إسرائيل بالإفراج عنه وتحريره، فيما علَّقَ مكتب رئيس الوزراء الإسرائيلي على خطوة نشر فيديو منغيستو بالقولِ أنها «خدعة تؤخّر أي فرصة للتوصل إلى صفقة».
رفع الفلسطينيون في القدس الشرقية المحتلة الأعلام الفلسطينية ردًا على قرار اتخذه بن غفير في 8 يناير/كانون الثاني، والذي أمر فيه الشرطة الإسرائيلية بإزالة الأعلام الفلسطينية من الأماكن العامة وقال إن منظمة التحرير الفلسطينية منظمة إرهابية. كما قارن بن غفير العلم برمز نازي على تويتر. وقالت منظمة العفو الدولية إن القيود الإسرائيلية المفروضة على رفع العلم كانت "محاولة وقحة لإضفاء الشرعية على العنصرية". قتلت القوات الإسرائيلية فلسطينياً يبلغ من العمر 41 عاماً خلال مداهمة لمخيم قلنديا للاجئين. ووفقاً للجزيرة، "أطلق عليه قناص إسرائيلي النار بينما كان يقف مع أفراد آخرين من الأسرة على سطح منزلهم يشاهدون المداهمة"، وكان ابنه قد اعتقل قبل ذلك بعشر دقائق، بينما ذكرت صحيفة هآرتس أن الرجل أصيب برصاصة أثناء محاولته منع اعتقال ابنه. وقال الجيش إنه خلال المداهمة "ألقى المشتبه بهم الحجارة والكتل الأسمنتية من أسطح المنازل على القوات بطريقة عرضت حياة المقاتلين للخطر، الذين ردوا بتفريق المظاهرات وإطلاق النار" وأن "إصابة تم اكتشافها"، لكنه لم يؤكد الوفاة.
نفذت القوات الإسرائيلية مداهمة في قباطية للقبض على شخص مطلوب من قبل السلطات الإسرائيلية بتهمة المشاركة في أنشطة إرهابية والتخطيط لهجمات مستقبلية. وبينما فر المشتبه به وشخص ثانٍ من الاعتقال، فتحت القوات الإسرائيلية النار، فأصيب المشتبه به الثاني بالرصاص. ووفقاً لوزارة الصحة الفلسطينية، أصيب رجل فلسطيني يبلغ من العمر 25 عاماً برصاصة في رأسه خلال اشتباكات في المنطقة. توفي فلسطيني يبلغ من العمر 18 عامًا متأثرًا بجراحه بعد إصابته بجروح خطيرة في ذلك الوقت. ولم يتضح ما إذا كان القتيلان متورطين في إطلاق النار أو أعمال الشغب العنيفة أو ما إذا كان أحدهما هو المشتبه به الثاني. وفي حديثه أمام مجلس الأمن التابع للأمم المتحدة، ذكر مارتن جريفيث، رئيس الإغاثة الإنسانية بالأمم المتحدة، أن زملاءه الذين وصلوا إلى شمال غزة في الأيام الأخيرة وصفوا "مشاهد رعب مطلق: جثث ملقاة على الطريق. أشخاص تظهر عليهم علامات الجوع الواضحة يوقفون الشاحنات بحثًا عن أي شيء يمكنهم الحصول عليه للبقاء على قيد الحياة". قتلت القوات الإسرائيلية فلسطينيين اثنين، أحدهما يبلغ من العمر 23 عامًا والآخر 24 عامًا، خلال غارة على جبع جنوب جنين. وقال الجيش إن جنوده أطلقوا النار بعد أن أطلق مسلحون في سيارة عابرة النار عليهم. وقالت جماعة الجهاد الإسلامي المسلحة إنهما عضوان في المجموعة ووصفتهما بأنهما "شهداء أبطال" حاولا التدخل أثناء الغارة. وفقًا لوسائل الإعلام الرسمية الفلسطينية، توفي فلسطيني يبلغ من العمر 19 عامًا أطلق عليه جنود إسرائيليون النار في كفر دان في 2 يناير متأثرًا بجراحه مما رفع عدد الفلسطينيين الذين قتلوا إلى 12 في عام 2023. أفادت التقارير أن مراهقًا فلسطينيًا يبلغ من العمر 18 عامًا تعرض للضرب حتى الموت على يد جنود إسرائيليين خلال غارة في زيتا بطولكرم.
قُتلت جدة فلسطينية برصاص قناص إسرائيلي في شمال غزة. نفذت الولايات المتحدة غارة جوية ثانية في اليمن الخاضع لسيطرة الحوثيين، دون وقوع إصابات أو أضرار وفقًا للحوثيين. وأفادت وزارة الصحة في غزة بمقتل 135 فلسطينياً جراء الهجمات الإسرائيلية خلال الـ24 ساعة الماضية، ليرتفع إجمالي القتلى إلى 23843 قتيلاً. أصابت غارة إسرائيلية منزلاً في رفح، مما أسفر عن مقتل 14 فلسطينيًا، بما في ذلك فتاة تبلغ من العمر عامين. أفادت وزارة الصحة في غزة أن 125 فلسطينيًا قُتلوا في هجمات إسرائيلية في قطاع غزة خلال الـ 24 ساعة الماضية، مما رفع حصيلة القتلى إلى 23968. قُتل فلسطيني يبلغ من العمر 45 عامًا على يد القوات الإسرائيلية. ووفقًا للجزيرة، نقلاً عن وسائل إعلام فلسطينية، قيل إن الرجل طُلب منه الخروج من سيارته وتجادل مع الجنود قبل إطلاق النار عليه، بينما ذكرت وسائل الإعلام الإسرائيلية أنه وفقًا للجيش الإسرائيلي، كان الرجل يحمل سكينًا وقد أُطلق عليه الرصاص بعد اقترابه من موقع جندي وسحب سكينًا. وفي تقرير لاحق نشرته صحيفة إندبندنت/أسوشيتد برس، جاء أن "الجيش الإسرائيلي قال إن الجنود رصدوا مركبة اعتبروها مشبوهة ورفضت التوقف للتفتيش بالقرب من بلدة سلواد بالضفة الغربية. واندلعت اشتباكات عندما حاول الجنود احتجاز أحد الأشخاص في المركبة، وأطلق الجنود النار عندما حاول أحد ركاب المركبة انتزاع سلاح جندي". ووفقًا لصحيفة العرب الجديد، قال نجل الرجل، قصي كحلة، لوكالة فرانس برس إنه كان في السيارة مع والده عندما أوقفوا عند نقطة التفتيش وقال "جاء الجنود ورشوا رذاذ الفلفل على وجهي وسحبوني من السيارة، لا أعرف ماذا حدث بعد ذلك، علمت من عمي أن والدي قُتل". وبعد ذلك، غيّر الجيش الإسرائيلي تفسيره، فبعد أن قال في البداية إن رجلاً في سيارة ألقى الحجارة ثم اقترب من الجنود حاملاً سكينًا، قيل الآن إن الجنود طلبوا من الرجل التوقف واستخدموا الغاز المسيل للدموع عندما رفض. ثم رفض الرجل الخروج من سيارته، ووقعت مواجهة، وحاول سرقة سلاح من جندي فأُطلق عليه الرصاص.
في 23 يناير/كانون الثاني، ذكرت صحيفة تايمز أوف إسرائيل أن الجيش بدأ تحقيقًا بعد أن خلص إلى أن الفلسطيني قُتل بالرصاص دون داعٍ وليس إرهابيًا كما ورد في الأصل. قالت وزارة الصحة الفلسطينية إن قوات الاحتلال قتلت فلسطينيًا يبلغ من العمر 14 عامًا خلال مداهمة لمخيم الدهيشة للاجئين. وقال الجيش الإسرائيلي إن ذلك كان ردًا على إلقاء الحجارة وقنابل المولوتوف والعبوات الناسفة البدائية عليهم. وأفاد نادي الأسير الفلسطيني أن الجنود بحثوا عن صحفي فلسطيني ودخلوا منازل والدته، فوجدوا ناشطة إيطالية تبلغ من العمر 50 عامًا برفقة والدتها. اعتقلت المرأة الإيطالية دون سبب واضح وأُعيدت لاحقًا إلى إيطاليا. أصدر مكتب الأمم المتحدة لتنسيق الشؤون الإنسانية (أوتشا) تقرير حماية المدنيين الذي يغطي الفترة من 20 ديسمبر 2022 إلى 9 يناير 2023. وخلال الفترة المشمولة بالتقرير، قُتل 5 فلسطينيين على يد القوات الإسرائيلية (4 سنوات حتى الآن) ولم يُقتل أي إسرائيلي على يد الفلسطينيين. وقد نفذت القوات الإسرائيلية 202 عملية تفتيش واعتقال في الضفة الغربية (101 عملية حتى الآن خلال العام)، وتم هدم 69 مبنى مملوكًا للفلسطينيين (33 عملية حتى الآن خلال العام). أدانت أكثر من 90 دولة عضو في الأمم المتحدة وأصدرت بيانات تدعو إلى التراجع عن التدابير العقابية التي فرضت مؤخرًا على السلطة الفلسطينية. وقد صوتت العديد من الدول الأعضاء ضد أو امتنعت عن التصويت على قرار الجمعية العامة للأمم المتحدة الأخير الذي يدعو إلى رأي استشاري من محكمة العدل الدولية بشأن الاحتلال. صرحت وزارة الصحة الفلسطينية أن الغارة الليلية على مخيم جنين أسفرت عن مقتل مدرس يبلغ من العمر 57 عامًا وعضو بارز مسلح في كتائب جنين يبلغ من العمر 28 عامًا. صرح الجيش الإسرائيلي أنه "تم تحديد الإصابات" وأصيب جندي بعبوة ناسفة. أصيب حوالي أربعة فلسطينيين وزُعم اعتقال ستة فلسطينيين، بما في ذلك اثنان من أبناء زعيم الجهاد الإسلامي الفلسطيني.

### 21 – 31 يناير
أعلنت وزارة الصحّة الفلسطينيّة في بيانٍ رسمي لها في وقتٍ ما من يوم الـ 21 من يناير عن «استشهاد طارق عودة معالي (42 عامًا) بعد إصابته برصاص الاحتلال غرب رام الله»، في الوقت الذي واصلت فيه القوات الإسرائيليّة اقتحاماتها المتكررة لعددٍ من القرى والبلدات في الضفّة والاشتباك مع مقاومين هناك. ذكرت مصادر عبريّة في نفس اليوم خبر إصابة مستوطِنة بالرصاص في مستوطَنة بسغات زئيف شمال القدس المحتلّة، فيما اشتبهت مصادر مقرّبة من الشرطة الإسرائيليّة بأنَّ مصدر النيران كانَ من مخيّم شعفاط الذي يشهدُ اقتحامات متقطّعة من قوات الاحتلال وعلى فترات زمنيّة متفرقة. اقتحَمت القوات الإسرائيلية في الثالث والعشرين من يناير عددًا من منازل أقارب الأسير المحرَّر كريم يونس ثمّ اقتادت زوجة شقيقه للتحقيق. على المستوى السياسي فقد التقى رئيس الوزراء الإسرائيلي بنيامين نتنياهو في الرابع والعشرين من هذا الشهر بالملك الأردني عبد الله الثاني في العاصِمة الأردنيّة عمان، وناقشَ الثنائي «قضايا مشتركَة» بما فيها «وضع مدينة القدس»، بينما استمرَّت الاقتحامات الإسرائيلية والتي تركَّزت هذه المرة في البلدات الواقعة أو القريبة من بيت لحم.
شهدَ يوم الخامس والعشرين ارتفاعًا ملحوظًا في التوتّر في مدن الضفّة، حيث كانت البداية مع الاقتحامِ المبكّر لقوات الاحتلال لمخيم شعفاط تمهيدًا لهدمِ منزل عدي التميمي، الشاب الفلسطيني الذي نفَّذَ هجوم شعفاط في تشرين الأول/أكتوبر من عام 2022 والذي أسفرَ عن مقتل مجنَّدة إسرائيليّة وإصابة ثلاثة آخرين بجروح متفاوتة الخطورة. ارتفعَ منسوب التوتّر حينما أقدمت قوات إسرائيليّة على إعدامِ شابٍ فلسطينيّ بالرصاص قُرب مدينة قلقيلية، وهو ما أكّدته وزراة الصحّة الفلسطينية في بيانها اللاحق. اندلعت اشتباكاتٌ في مخيّم شعفاط بين القوات الإسرائيليّة المقتحِمة وشباب المخيّم ما تسبَّب في مقتل فتى فلسطيني (17 سنة) هو الثاني الذي تغتاله إسرائيل في هذا اليوم وذلك بعد استهدافه المباشر بالرصاص الحيّ. امتدَّت الاشتباكات بعد عمليّتي الاغتيال لتشملَ بلدة الرام الواقعةِ شمال القدس، وقرية العيسوية الواقعةِ إلى الشمال الشرقي من البلدة القديمة للقدس، فضلًا عن بلدة صور باهر الواقعة في الجنوب الشرقي، وبلدة سلوان التي شهدت إصابات بالرصاص الحيّ بعد استهدافِ قوات الاحتلال للشباب المحتجّين.
أقدَمت قوات إسرائيليّة خاصّة بدعمٍ من باقي أفرع قوات الجيش بُعيد الثامنة صباحًا من يوم السادس والعشرين من يناير (بتوقيت فلسطين) على اقتحامِ مخيّم جنين ثمّ سُرعان ما اندلعت اشتباكاتٌ مسلّحة بين المقاومين في المخيّم الذين حاولوا التصدّي للاجتياحِ الإسرائيلي. وصفت وسائل إعلام محليّة الاقتحام الإسرائيلي بـ «التوغّل العسكري الكبير»، فيما أعلنت وزارة الصحّة الفلسطينية عن «ارتقاء شاب بعد إصابته برصاص الاحتلال في الصدر في جنين». استمرَّ التوغّل الإسرائيلي في المخيّم ومناطق أخرى قريبة، وأقدمَ جيشُ الاحتلال على هدم جدران نادي مخيّم جنين، والذي يتم التعامل معه كنقطة إسعاف للمصابين. اقتحَم الاحتلال خلالَ عمليّته العسكريّة هذه المستشفى الحكومي بمخيم جنين مطلقةً قنابل الغاز تجاه المسعفين الذين كانوا يُحاولون تقديم المساعدة للمصابين والجرحى، وأكَّد الإسعاف الفلسطيني وجود إصابات في صفوفه كما وثَّقَ القوات الإسرائيليّة وهي تستهدفُ طواقمه وسيارات الإسعاف بشكل مباشر. حدثت وزارة الصحّة في بيانها حصيلة ضحايا الهجوم الإسرائيلي والذي أسفرَ عن «استشهاد 5 فلسطينيين بينهم سيدة مسنة» وارتفاع الإصابات إلى 16 بينها 4 بحالة خطيرة، وارتفعَ عدد القتلى على يدِ القوات الإسرائيليّة لـ 9 فلسطينيين أغلبهم مدنيين، وذلكَ قبل أن تنسحبَ القوات الخاصّة قُبيل الواحدة مساءً.
عقدَ رئيسُ الوزراء الإسرائيلي جلسةً لتقييم الأوضاع الأمنيّة بعد اقتحامِ جنين، فيما أعلنت القناة 12 العبريّة نقلًا عن مصادر في حيش الاحتلال استعادة الأخير «لإمكانية اندلاع تصعيد بعد أحداث جنين». نشرت إذاعة الجيش الإسرائيلي مقالًا مفصّلًا قالت إنه نقلًا عن مصدر أمني والذي أكَّد لها أنَّ «الهدف من العملية في جنين اعتقال مطلوبٍ كبير»، فيما ذهبت وسائل إعلام إسرائيلية في وقتٍ لاحق إلى القول بأنّ هدف العملية كانَ اعتقال قيادي في الجهاد الإسلامي، أمّا القناة 14 الإسرائيلية فقد ذهبت أبعد من ذلك وقالت في تحليلها لمعرض ما حصل أنّ «العملية العسكرية في جنين منعت عملية فلسطينية كبيرة في إسرائيل». خلَّف هذا الاقتحام وعمليّات الاغتيال والاستهداف المباشر لسكان المخيّم ردود فعل أوليّة من قِبل عددٍ من فصائل المقاومة الفلسطينيّة، حيث نشرت حركة حماس بيانًا قالت فيه إنَّ «جيش الاحتلال لن يفلح في كسر إرادة الشعب الفلسطيني وقوى المقاومة قادت معركة كبيرة في جنين»، أمّا الجبهة الشعبية لتحرير فلسطين فقد أكَّدت على أنّ «جرائم الاحتلال لن تمرَّ دون عقابٍ» داعيةً قوى المقاومة لضرب مواقع جيش الاحتلال. حركة الجهاد الإسلامي أكَّدت من جهتها أنّ «المقاومة مستعدة وجاهزة لمواجهة قادمة إذا استمرَّ العدوان على الشعب الفلسطيني»، ودعَت مجموعات عرين الأسود إلى الاشتباكِ مع جيش الاحتلال في جميع نقاط التماس في الضفة الغربية.
في غضونِ ذلك أوقفت الرئاسة الفلسطينية ما وصفهُ المتحدث باسمها «التعاون الأمني مع إسرائيل»، داعيةً المجتمع الدولي إلى التحرك العاجل لحماية الفلسطينيين من جرائم الاحتلال»، معَ الإعلانِ عن إضرابٍ شاملٍ في القدس ورام الله ونابلس وبيت لحم «حدادًا على أرواح شهداء جنين». لقي القرارُ الفلسطيني بوقفِ التعاون الأمني معَ إسرائيل معارضةً مبدئيّة من الولايات المتحدة عبرَ خارجيّتها التي أعلنت أنّ «قرار السلطة الفلسطينية تعليق التنسيق الأمني مع إسرائيل ليس في محلّه». نشرَ الجيش الإسرائيلي بيانًا جديدًا بعد انتهاء العمليّة العسكريّة التي نفذها، وقال إنّه استهدفَ خلالها مطلوبين من حركة الجهاد الإسلامي مُضيفًا أنه نجحَ في «تحييد 3 عناصر من الخلية». كردِّ فعلٍ على مجزرة جنين أطلقت فصائل المقاومة في غزّة بُعيد الواحدة صباحًا من يوم السابع والعشرين صاروخَيْنِ صوبَ المستوطنات الإسرائيليّة، وأعلنَ المتحدث باسم الجيش الإسرائيلي تفعيل صافرات الإنذار في مدينة عسقلان وفي بعض بلدات غلاف غزة. لم يُسفر الصاروخان الفلسطينيانِ عن إصابات أو أضرار بحسبِ هيئة البث الإسرائيلية التي نقلت عن الجيش الإسرائيلي تأكيده اعتراض الصاروخان من قِبل نظام القبة الحديدية. أغارت طائرة حربيّة إسرائيلية على موقعٍ للمقاومة الفلسطينية وسط القطاع بُعيد الرابعة صباحًا بالتوقيت الفلسطيني، فيما أعلنت المقاومة في نفس الوقت إطلاقها صواريخ باتجاه الطائرات التي تُحلّق في أجواء غزة. عاودَ طيران الاحتلال غاراته الجويّة حيث قصفَ هذه المرة موقعا ثانيًا للمقاومة جنوب مدينة غزة ما تسبَّب في خسائر ماديّة دون وقوع ضحايا. بعد توقّف الاشتباكات، نشرَ جيشُ الاحتلال الإسرائيلي بيانًا وضَّحَ فيه الغارات التي استهدفت المواقع الفلسطينيّة، كما أعلنَ أنّ الموقع المُستهدَف تحت الأرض يتبعُ لحركة حماس ومُخصَّصٌ لإنتاج الصواريخ، وردَّ المتحدث باسمِ حماس بالقولِ إنّ الغارات الإسرائيلية على القطاع هي «امتدادٌ لجرائم الاحتلال في الضفة والقدس وداخل الخط الأخضر».
اقتحَمت قواتُ الاحتلال الإسرائيلي عقبَ صلاة ظهر يوم الجمعة الموافق للسابع والعشرين من يناير بلدة الرام في مدينة القدس، وهي البلدة التي شهدت مؤخرًا عمليّات اشتباكات كبيرة واقتحامات متكرّرة. على صعيدٍ آخر فقد انطلقَت مسيرةٌ حاشدةٌ في قطاع غزة تنديدًا «بالعدوان الإسرائيلي على مخيّم جنين»، كما نُظّمت مسيراتٌ مماثلة جابت شوارع العاصمة الأردنية عمان. نشرت وسائل إعلام عبريّة خبر إصابة عددٍ من الإسرائيليين فيما وصفتهُ بإطلاق نارٍ شمالي القدس وذلك بُعيد التاسعة والنصف مساءً (بتوقيت فلسطين) من يوم السابع والعشرين من يناير. لم تُحدّد المصادر العبريّة التي نقلت الخبر في البداية موقع الهجوم بدقّة لكنها أعلنت نقلًا عن مصادر طبيّة إسرائيليّة إصابة 13 شخصًا على الأقل بعضهم في حالة خطرة، كما تبيَّن أنّ الهجوم قد وقعَ تحديدًا في منطقة النبي يعقوب شمالي القدس. أعلَنت الشرطة الإسرائيلية مقتلَ منفذ الهجوم، فيما ذكرت هيئة البث الإسرائيلية سقوط 5 قتلى في العمليّة مضيفةً أنّ العدد قابلٌ للازديادِ. نشرت الجريدة الإسرائيليّة معاريف مقالة جديدة مُفصَّلة عن الهجوم وفيه أكَّدت ارتفاع الحصيلة لسبعِ قتلى وعشرات الإصابات.
انتشرت العشرات من قوات الشرطة والجيش في المنطقة التي شهدت الهجوم، وبدأت عمليّات التمشيطِ بحثًا عن مشتبهٍ بهم آخرون. أغلقت قواتُ الاحتلال حاجز شعفاط ومدخل بلدة عناتا شرقي القدس، في الوقتِ الذي أُعلن فيه أنّ نتنياهو سيُجري تقييمًا أمنيًا بعد الهجوم في القدس. نشرت الشرطة الإسرائيلية بعد العمليّة بيانًا قالت فيه إنّ «هجوم القدس صعبٌ ومعقَّد» معلنةً الدفع بتعزيزات أمنيّة إضافية لاحتمال وجود مسلَّحين آخرين. حاولت القوات الإسرائيلية بعدها اقتحامَ مخيم شعفاط شرقي القدس، فاندلَعت اشتباكاتٌ جديدةٌ بينها وبين شبان المخيّم الذين حاولوا منعها من التقدّم واقتحامه. ذكرت وسائل إعلام عبريّة وغربية خبر قطعِ وزير الدفاع زيارته إلى الولايات المتحدة والعودة إلى إسرائيل وذلك في أعقابِ هجوم القدس. اقتَحمت قوات الاحتلال سويعات قليلة بعد الهجوم مفرق بيت حنينا وحي النبي يعقوب وأطلقت قنابل الصوت والغاز على شبان فلسطينيين لتفريقهم، فيما ذكرت وزراة الصحة الفلسطينية أنّ طواقم الهلال الأحمر تعاملت معَ 3 إصابات برصاص الاحتلال.
بدأَ جيش الاحتلال بتعزيز فرقة الضفة بـ 3 كتائب إضافيّة، وذلك بعد تقييمٍ للوضع، كما ألغت الشرطة والإسعاف الإسرائيليان الإجازات والعطل لموظفيهما معلنانِ تعزيز أطقمهما بالقدس. أكَّد نتنياهو في تصريحٍ للصحافة قُبيل الاجتماع الحكومي الأمني خبر التعزيزات التي وصلت القدس، وأعلن دعمه لهدمِ بيوت من سمَّاهم «المخربين». طالبَ وزير المالية الإسرائيلي في نفس السياق بمحاصرة الأحياء التي تعيشُ فيها عائلات منفذي الهجمات، بينما اعترضت الخارجية الفلسطينية على القرارات التي خرجَ بها المجلس الوزاري الإسرائيلي المصغّر ضد المقدسيين، واصفةً إيّاها بـ «العقوبات العنصرية الجماعيّة».
استمرَّ التوتر في المنطقة وأقدمَ مستوطنون على حرقِ منزلٍ وسيّارة في بلدة ترمسعيا شمالي رام الله. نقلت وسائل إعلام عبريّة عن مصادر رسميّة في الجيش الإسرائيلي خبر استهداف الأخير لشخصين على خط وقف إطلاق النار بالجولان السوري المحتل، قبل أن ينشرَ جيشُ الاحتلال بيانًا رسميًا أعلن فيه قَتلهُ لمسلحٍ واعتقال آخر خلالَ محاولتها التسلّل من جنوب غرب سوريا على مقربةٍ من خط وقف إطلاق النار في الجولان. أعلنت وزارة الصحة الفلسطينية في وقتٍ مبكّر من يوم الثلاثين من يناير «استشهاد شابٍ متأثرا بجروحٍ أُصيب بها برصاص الاحتلال قبل أيامٍ في مدينة جنين».
هدأت الأوضاع قليلًا في الثلاثين من يناير، ثم عادت للتوتّر في اليومِ الموالي عقبَ الاستهدافات المتكررة من طرفِ المستوطنين للفلسطينيين في البلدات المتاخمة للمستوطنات. نشرت وسائل إعلام عبريّة بُعيد التاسعة مساءً (بالتوقيت الفلسطيني) خبر عمليّة دهسٍ نفذها شابٌ فلسطيني على حاجز زعترة جنوب نابلس، ما تسبَّبَ في إصابة جنديين اثنين في الوقتِ الذي انسحبَ فيه المنفذ من عينِ المكان. على المستوى السياسي فقد حلَّ وزير الخارجيّة الأمريكي أنتوني بلينكن ضيفًا على تل أبيب، حيثُ طالبَ باتخاذِ خطواتٍ سريعةٍ لتخفيضِ ما سمَّاها «حدة العنف»، وأكَّدَ للإسرائيليين «الالتزام الأمريكي الراسخ بأمن إسرائيل» كما جاءَ على لسانه في المؤتمر الصحفي الذي عقده. خلال غارة على مخيم جنين للاجئين، قُتل تسعة فلسطينيين بينهم امرأة تبلغ من العمر 60 عامًا. قال الجيش الإسرائيلي إن ذلك كان ردًا على معلومات استخباراتية حول هجمات وشيكة من قبل الجهاد الإسلامي ضد الإسرائيليين. ارتفع عدد القتلى إلى 10، بعد إطلاق النار على فلسطيني يبلغ من العمر 22 عامًا في الرام خلال مواجهات بين القوات الإسرائيلية وأشخاص يحتجون على مقتل تسعة فلسطينيين.
صرح جيش الاحتلال الإسرائيلي أن نظام القبة الحديدية اعترض صاروخين من قطاع غزة باتجاه جنوب إسرائيل ولم يتم الإبلاغ عن وقوع إصابات أو أضرار. قيل إن إطلاق الصاروخ كان ردًا على مقتل تسعة فلسطينيين، وقامت إسرائيل بتفعيل صفارات الإنذار الصاروخية في عسقلان وزيكيم وكرميا. أعلن الجيش الإسرائيلي أنه استهدف مواقع تدريب لجماعة فلسطينية مسلحة بعد إطلاق 10 صواريخ أو أكثر من قطاع غزة؛ ووفقًا للجيش، تم اعتراض أربعة، وسقطت ثلاثة في مناطق مفتوحة، والعديد منها داخل غزة. وفقًا لشهود عيان ووسائل إعلام محلية، أطلقت طائرات بدون طيار إسرائيلية ما لا يقل عن 13 ضربة صاروخية أصابت مخيم المغازي للاجئين في وسط قطاع غزة. حوالي ضربتين صاروخيتين من طائرة بدون طيار إسرائيلية كانت مقدمة لغارات جوية أكبر نفذتها طائرات مقاتلة. قُتل سبعة إسرائيليين وجُرح ثلاثة في هجوم إطلاق نار في نيفيه يعقوب بالقدس الشرقية. وفقًا للشرطة الإسرائيلية، قُتل المسلح، وهو فلسطيني يبلغ من العمر 21 عامًا، بالرصاص. وقال متحدث باسم حماس إن إطلاق النار كان "ردًا طبيعيًا" على الغارة السابقة على جنين.
توفي فلسطيني يبلغ من العمر 16 عامًا متأثرًا بجراحه من نيران إسرائيلية خلال اشتباكات في سلوان في 25 يناير. وقالت الشرطة الإسرائيلية إنه كان أحد مراهقين تم إطلاق النار عليهما بعد إلقاء قنابل حارقة وألعاب نارية على الضباط. أصيب شخصان، ضابط في جيش الاحتلال الإسرائيلي خارج الخدمة يبلغ من العمر 22 عامًا ووالده البالغ من العمر 45 عامًا. بجروح خطيرة في هجوم إطلاق نار في سلوان بالقدس الشرقية. وبحسب ما ورد، فإن مطلق النار، وهو مقيم في القدس الشرقية يبلغ من العمر 13 عامًا، أصيب برصاص مدنيين كانا يحملان أسلحة مرخصة وهو الآن محتجز ويتلقى العلاج. كما أصيب جندي من جيش الاحتلال الإسرائيلي بجروح طفيفة في الحادث. وأدانت وزارة الدفاع الأمريكية إطلاق النار، بينما رحبت حماس بالهجوم ووصفته بأنه تأكيد على عمل المقاومة في جميع الأراضي المحتلة. قتلت القوات الإسرائيلية رجلاً فلسطينيًا يبلغ من العمر 26 عامًا في الخليل. قال الجيش الإسرائيلي إن الرجل صدم بسيارته جنديًا عند نقطة تفتيش ثم أطلق الجنود النار على السيارة أثناء محاولتها الفرار، لكنه لم يقل إنه كان هجومًا متعمدًا وأن الحادث سيتم التحقيق فيه بشكل أكبر.

## فبراير

### 1 – 10 فبراير
بدأ الشهرُ الجديد بصاروخٍ أُطلقَ من قطاع غزة فيما تضاربت الأنباء عن عبوره للمستوطنات الإسرائيلية المتاخمة للقطاع أو اعتراضه كما ذكرت هيئة البث الإسرائيلية والتي أعلنت أنه ورغمَ الاعتراض الناجح إلّا أن بقاياه تسبَّبَت في إصابة شخصٍ واحدٍ بجروح طفيفة. شنَّت الطائرات الإسرائيلية بعدها غارة جويّة استهدفت من خلالها وعبر عددٍ من الصواريخ موقعا للمقاومة الفلسطينيّة وسط قطاع غزة دون حديثٍ عن خسائر بشريّة أو إصابات قبل أن تهدأَ الأوضاع على الأرض، أمّا على الجانبِ المُقابل فقد أعلنت مصادر عبرية في الثاني من فبراير عن مقتلِ مستوطنٍ متأثرًا بإصابته خلالَ عملية إلعاد قبل 9 أشهر، والتي أسفرت عن مقتل 3 مستوطنين في حينها. بالعودة للمستوى السياسي فقد نشرت صحيفة هآرتس العبريّة مقالًا نقلًا عن مسؤول إسرائيلي أطلعها فيهِ على أنّ السودان يستعدُّ للتوقيع على اتفاقِ تطبيعٍ للعلاقات مع إسرائيل، وهو ما أكّدته رويترز لاحقًا نقلًا عن عن مصدرين رسميينِ في الحكومة السودانية والذين أكَّدا لها خبر وصول وفد إسرائيلي العاصِمة الخرطوم وذلك لبحثِ تطبيع العلاقات بين البلدين. تبيَّن لاحقًا أنَّ وزير الخارجية الإسرائيلي إيلي كوهين قد التقى فعلًا في العاصِمة السودانيّة رئيس مجلس السيادة عبد الفتاح البرهان وناقشَ الثنائي بحسبِ أكسيوس «تعزيز العلاقات بين البلدين وآفاق التعاون»، ثمّ سارعَ المتحدث باسم الحكومة الإسرائيلية للإعلانِ في مؤتمرٍ صحفيّ أنَّ «دائرة السلام الإقليمي تتوسَّع». في سياقٍ متصل فقد صوَّتَ مجلس النواب الأمريكي لصالحِ إخراج النائبة إلهان عمر من لجنة العلاقات الخارجية وذلكَ على خلفيّة انتقادها لإسرائيل وتوجيه اتهاماتٍ لها بمعاداة السامية.
أطلقت قواتُ الاحتلال في وقتٍ ما من يوم الثالث من فبراير الرصاص الحيّ على شابٍ فلسطيني قرب حاجز حوارة جنوب نابلس بزعم محاولته الاستيلاء على سلاح أحد الجنود الإسرائيليين، قبل أن يُعلن الهلال الأحمر في بيانٍ رسمي مقتلَ الشاب الذي تعرَّض للاستهدافِ الإسرائيلي والذي تعود أصوله لقرية الجديدة جنوب مدينة جنين. اقتحمت القواتُ الإسرائيلية في اليومِ الموالي (4 فبراير) مخيم عقبة جبر في مدينة أريحا، وسُمع صوت الرصاص الحيّ الناجم عن الاشتباكات بين فلسطينيين وقوات الاحتلال عقبَ محاصرة الأخيرة لأحدِ المنازل في المخيّم. تسبَّبت الاشتباكات بحسبِ مصادر طبية فلسطينية أوليّة في وقوعِ 7 إصابات على الأقل بينها اثنتان خطيرتان. أطلقَ جيش الاحتلال عددًا من القذائف تجاه المنزل المحاصر وهو ما تسبَّب في سقوطِ ضحايا. تضاربت الأنباء حول ما حصلَ تحديدًا في المخيّم، ومع ذلك فقد ذكرت وسائل إعلام محليّة أنّ الجيش الإسرائيلي قد قتلَ خلال اقتحامهِ للمخيّم خمس شباب فلسطينيين أغلبهم من المنخرطين في صفوفِ فصائل المقاومة. صادقَ مجلس الوزراء الإسرائيلي في السادس من فبراير على إقامة مستوطنة جديدة في منطقةٍ متاخمةٍ للحدود مع قطاع غزة، ثم عقدَ نتنياهو مؤتمرًا صحفيًا ذكرَ فيه أنّ «الأمر الأكثر أهمية للردِّ على الإرهاب هو تعزيز الاستيطان وهذا ما تقوم به حكومتي». ردَّت فصائل المقاومة سريعًا فبعد سويعاتٍ من تصريحات نتنياهو، سُمعت صافرات إنذارٍ وهي تدوي في منطقة غلاف غزة بعد إطلاق صاروخٍ من القطاع. ضربَ زلزالٌ كبيرٌ دولتي تركيا وسوريا في الساعات المبكّرة من يوم السادس من فبراير، ما تسبَّبَ في سقوطِ عشرات آلاف الضحايا ما بين قتيلٍ وجريحٍ في الدولتين. أعلنت الخارجية الفلسطينية في بيانٍ قابلٍ للتحديث مقتل 72 فلسطينيًا ضمنَ قائمة الضحايا الذين سقطوا في الزلزال في سوريا وذلك عقبَ انتشال عددٍ من الجثت من مخيم الرمل ومن أماكن أخرى.
| \| تاريخ الاغتيال \| الاسم الكامل \| العُمر \| مكان الاغتيال \| معلومات إضافيّة \| \| قائمة الشبان الفلسطينيين الذين اغتِيلوا على يدِ قوات الاحتلال خلال اقتحامها مخيّم عقبة جبر \| قائمة الشبان الفلسطينيين الذين اغتِيلوا على يدِ قوات الاحتلال خلال اقتحامها مخيّم عقبة جبر \| قائمة الشبان الفلسطينيين الذين اغتِيلوا على يدِ قوات الاحتلال خلال اقتحامها مخيّم عقبة جبر \| قائمة الشبان الفلسطينيين الذين اغتِيلوا على يدِ قوات الاحتلال خلال اقتحامها مخيّم عقبة جبر \| قائمة الشبان الفلسطينيين الذين اغتِيلوا على يدِ قوات الاحتلال خلال اقتحامها مخيّم عقبة جبر \| \| --------------------------------------------------------------------------------------- \| --------------------------------------------------------------------------------------- \| --------------------------------------------------------------------------------------- \| --------------------------------------------------------------------------------------- \| ----------------------------------------------------------------------------------------------------------------------------------------------------------------------------------------------------------------------------------------------------------------------------------------------------------------------------------------------------------------------------------------------------------------------------------------------------------------------------------------------------------------------------------------------------------------------------------------------------------------------------------------- \| \| 06 فبراير 2023 \| إبراهيم وائل عويضات \| 27 سنة \| مخيم عقبة جبر، محافظة أريحا \| اغتالت القوات الإسرائيليّة الشباب الخمسة وكلهم منخرطون في صفوفِ فصائل المقاومة الفلسطينيّة خلالَ تنفيذها لعمليّة خاصّة في ساعات مبكّرة من يوم السادس من فبراير 2023 في مخيّم عقبة جبر الواقعِ في مدينة أريحا ضمنَ محافظة أريحا.[179] حاصرت القوات الخاصّة أحد المباني داخل المخيّم والذي تحصَّن فيه الشباب الذين نسبت لهم مصادر عبريّة نقلًا عن مسؤولين في الجيشِ الإسرائيلي الوقوق خلف عملية إطلاق النار على مطعمٍ للمستوطنين قبل 10 أيام.[180] تبيَّن لاحقًا أنَّ الشباب الخمسة ينتمون لخليّة تتبعُ كتائب القسام الجناح العسكري لحركة حماس. عُرفت هذه الخليّة أو الكتيبة باسمِ «كتيبة مخيم عقبة جبر» وكانت تستعدُّ – بحسبِ الجيش الإسرائيلي – لتنفيذ عمليات أخرى.[174] \| \| 06 فبراير 2023 \| رأفت وائل عويضات \| 21 سنة \| مخيم عقبة جبر، محافظة أريحا \| اغتالت القوات الإسرائيليّة الشباب الخمسة وكلهم منخرطون في صفوفِ فصائل المقاومة الفلسطينيّة خلالَ تنفيذها لعمليّة خاصّة في ساعات مبكّرة من يوم السادس من فبراير 2023 في مخيّم عقبة جبر الواقعِ في مدينة أريحا ضمنَ محافظة أريحا.[179] حاصرت القوات الخاصّة أحد المباني داخل المخيّم والذي تحصَّن فيه الشباب الذين نسبت لهم مصادر عبريّة نقلًا عن مسؤولين في الجيشِ الإسرائيلي الوقوق خلف عملية إطلاق النار على مطعمٍ للمستوطنين قبل 10 أيام.[180] تبيَّن لاحقًا أنَّ الشباب الخمسة ينتمون لخليّة تتبعُ كتائب القسام الجناح العسكري لحركة حماس. عُرفت هذه الخليّة أو الكتيبة باسمِ «كتيبة مخيم عقبة جبر» وكانت تستعدُّ – بحسبِ الجيش الإسرائيلي – لتنفيذ عمليات أخرى.[174] \| \| 06 فبراير 2023 \| مالك عوني لافي \| 22 سنة \| مخيم عقبة جبر، محافظة أريحا \| اغتالت القوات الإسرائيليّة الشباب الخمسة وكلهم منخرطون في صفوفِ فصائل المقاومة الفلسطينيّة خلالَ تنفيذها لعمليّة خاصّة في ساعات مبكّرة من يوم السادس من فبراير 2023 في مخيّم عقبة جبر الواقعِ في مدينة أريحا ضمنَ محافظة أريحا.[179] حاصرت القوات الخاصّة أحد المباني داخل المخيّم والذي تحصَّن فيه الشباب الذين نسبت لهم مصادر عبريّة نقلًا عن مسؤولين في الجيشِ الإسرائيلي الوقوق خلف عملية إطلاق النار على مطعمٍ للمستوطنين قبل 10 أيام.[180] تبيَّن لاحقًا أنَّ الشباب الخمسة ينتمون لخليّة تتبعُ كتائب القسام الجناح العسكري لحركة حماس. عُرفت هذه الخليّة أو الكتيبة باسمِ «كتيبة مخيم عقبة جبر» وكانت تستعدُّ – بحسبِ الجيش الإسرائيلي – لتنفيذ عمليات أخرى.[174] \| \| 06 فبراير 2023 \| أدهم مجدي عويضات \| 22 سنة \| مخيم عقبة جبر، محافظة أريحا \| اغتالت القوات الإسرائيليّة الشباب الخمسة وكلهم منخرطون في صفوفِ فصائل المقاومة الفلسطينيّة خلالَ تنفيذها لعمليّة خاصّة في ساعات مبكّرة من يوم السادس من فبراير 2023 في مخيّم عقبة جبر الواقعِ في مدينة أريحا ضمنَ محافظة أريحا.[179] حاصرت القوات الخاصّة أحد المباني داخل المخيّم والذي تحصَّن فيه الشباب الذين نسبت لهم مصادر عبريّة نقلًا عن مسؤولين في الجيشِ الإسرائيلي الوقوق خلف عملية إطلاق النار على مطعمٍ للمستوطنين قبل 10 أيام.[180] تبيَّن لاحقًا أنَّ الشباب الخمسة ينتمون لخليّة تتبعُ كتائب القسام الجناح العسكري لحركة حماس. عُرفت هذه الخليّة أو الكتيبة باسمِ «كتيبة مخيم عقبة جبر» وكانت تستعدُّ – بحسبِ الجيش الإسرائيلي – لتنفيذ عمليات أخرى.[174] \| \| 06 فبراير 2023 \| ثائر عويضات \| 28 سنة \| مخيم عقبة جبر، محافظة أريحا \| اغتالت القوات الإسرائيليّة الشباب الخمسة وكلهم منخرطون في صفوفِ فصائل المقاومة الفلسطينيّة خلالَ تنفيذها لعمليّة خاصّة في ساعات مبكّرة من يوم السادس من فبراير 2023 في مخيّم عقبة جبر الواقعِ في مدينة أريحا ضمنَ محافظة أريحا.[179] حاصرت القوات الخاصّة أحد المباني داخل المخيّم والذي تحصَّن فيه الشباب الذين نسبت لهم مصادر عبريّة نقلًا عن مسؤولين في الجيشِ الإسرائيلي الوقوق خلف عملية إطلاق النار على مطعمٍ للمستوطنين قبل 10 أيام.[180] تبيَّن لاحقًا أنَّ الشباب الخمسة ينتمون لخليّة تتبعُ كتائب القسام الجناح العسكري لحركة حماس. عُرفت هذه الخليّة أو الكتيبة باسمِ «كتيبة مخيم عقبة جبر» وكانت تستعدُّ – بحسبِ الجيش الإسرائيلي – لتنفيذ عمليات أخرى.[174] \| |                     |        |                             | |
| تاريخ الاغتيال | الاسم الكامل        | العُمر  | مكان الاغتيال               | معلومات إضافيّة |
| قائمة الشبان الفلسطينيين الذين اغتِيلوا على يدِ قوات الاحتلال خلال اقتحامها مخيّم عقبة جبر |                     |        |                             | |
| 06 فبراير 2023 | إبراهيم وائل عويضات | 27 سنة | مخيم عقبة جبر، محافظة أريحا | اغتالت القوات الإسرائيليّة الشباب الخمسة وكلهم منخرطون في صفوفِ فصائل المقاومة الفلسطينيّة خلالَ تنفيذها لعمليّة خاصّة في ساعات مبكّرة من يوم السادس من فبراير 2023 في مخيّم عقبة جبر الواقعِ في مدينة أريحا ضمنَ محافظة أريحا. حاصرت القوات الخاصّة أحد المباني داخل المخيّم والذي تحصَّن فيه الشباب الذين نسبت لهم مصادر عبريّة نقلًا عن مسؤولين في الجيشِ الإسرائيلي الوقوق خلف عملية إطلاق النار على مطعمٍ للمستوطنين قبل 10 أيام. تبيَّن لاحقًا أنَّ الشباب الخمسة ينتمون لخليّة تتبعُ كتائب القسام الجناح العسكري لحركة حماس. عُرفت هذه الخليّة أو الكتيبة باسمِ «كتيبة مخيم عقبة جبر» وكانت تستعدُّ – بحسبِ الجيش الإسرائيلي – لتنفيذ عمليات أخرى. |
| 06 فبراير 2023 | رأفت وائل عويضات    | 21 سنة | مخيم عقبة جبر، محافظة أريحا | اغتالت القوات الإسرائيليّة الشباب الخمسة وكلهم منخرطون في صفوفِ فصائل المقاومة الفلسطينيّة خلالَ تنفيذها لعمليّة خاصّة في ساعات مبكّرة من يوم السادس من فبراير 2023 في مخيّم عقبة جبر الواقعِ في مدينة أريحا ضمنَ محافظة أريحا. حاصرت القوات الخاصّة أحد المباني داخل المخيّم والذي تحصَّن فيه الشباب الذين نسبت لهم مصادر عبريّة نقلًا عن مسؤولين في الجيشِ الإسرائيلي الوقوق خلف عملية إطلاق النار على مطعمٍ للمستوطنين قبل 10 أيام. تبيَّن لاحقًا أنَّ الشباب الخمسة ينتمون لخليّة تتبعُ كتائب القسام الجناح العسكري لحركة حماس. عُرفت هذه الخليّة أو الكتيبة باسمِ «كتيبة مخيم عقبة جبر» وكانت تستعدُّ – بحسبِ الجيش الإسرائيلي – لتنفيذ عمليات أخرى. |
| 06 فبراير 2023 | مالك عوني لافي      | 22 سنة | مخيم عقبة جبر، محافظة أريحا | اغتالت القوات الإسرائيليّة الشباب الخمسة وكلهم منخرطون في صفوفِ فصائل المقاومة الفلسطينيّة خلالَ تنفيذها لعمليّة خاصّة في ساعات مبكّرة من يوم السادس من فبراير 2023 في مخيّم عقبة جبر الواقعِ في مدينة أريحا ضمنَ محافظة أريحا. حاصرت القوات الخاصّة أحد المباني داخل المخيّم والذي تحصَّن فيه الشباب الذين نسبت لهم مصادر عبريّة نقلًا عن مسؤولين في الجيشِ الإسرائيلي الوقوق خلف عملية إطلاق النار على مطعمٍ للمستوطنين قبل 10 أيام. تبيَّن لاحقًا أنَّ الشباب الخمسة ينتمون لخليّة تتبعُ كتائب القسام الجناح العسكري لحركة حماس. عُرفت هذه الخليّة أو الكتيبة باسمِ «كتيبة مخيم عقبة جبر» وكانت تستعدُّ – بحسبِ الجيش الإسرائيلي – لتنفيذ عمليات أخرى. |
| 06 فبراير 2023 | أدهم مجدي عويضات    | 22 سنة | مخيم عقبة جبر، محافظة أريحا | اغتالت القوات الإسرائيليّة الشباب الخمسة وكلهم منخرطون في صفوفِ فصائل المقاومة الفلسطينيّة خلالَ تنفيذها لعمليّة خاصّة في ساعات مبكّرة من يوم السادس من فبراير 2023 في مخيّم عقبة جبر الواقعِ في مدينة أريحا ضمنَ محافظة أريحا. حاصرت القوات الخاصّة أحد المباني داخل المخيّم والذي تحصَّن فيه الشباب الذين نسبت لهم مصادر عبريّة نقلًا عن مسؤولين في الجيشِ الإسرائيلي الوقوق خلف عملية إطلاق النار على مطعمٍ للمستوطنين قبل 10 أيام. تبيَّن لاحقًا أنَّ الشباب الخمسة ينتمون لخليّة تتبعُ كتائب القسام الجناح العسكري لحركة حماس. عُرفت هذه الخليّة أو الكتيبة باسمِ «كتيبة مخيم عقبة جبر» وكانت تستعدُّ – بحسبِ الجيش الإسرائيلي – لتنفيذ عمليات أخرى. |
| 06 فبراير 2023 | ثائر عويضات         | 28 سنة | مخيم عقبة جبر، محافظة أريحا | اغتالت القوات الإسرائيليّة الشباب الخمسة وكلهم منخرطون في صفوفِ فصائل المقاومة الفلسطينيّة خلالَ تنفيذها لعمليّة خاصّة في ساعات مبكّرة من يوم السادس من فبراير 2023 في مخيّم عقبة جبر الواقعِ في مدينة أريحا ضمنَ محافظة أريحا. حاصرت القوات الخاصّة أحد المباني داخل المخيّم والذي تحصَّن فيه الشباب الذين نسبت لهم مصادر عبريّة نقلًا عن مسؤولين في الجيشِ الإسرائيلي الوقوق خلف عملية إطلاق النار على مطعمٍ للمستوطنين قبل 10 أيام. تبيَّن لاحقًا أنَّ الشباب الخمسة ينتمون لخليّة تتبعُ كتائب القسام الجناح العسكري لحركة حماس. عُرفت هذه الخليّة أو الكتيبة باسمِ «كتيبة مخيم عقبة جبر» وكانت تستعدُّ – بحسبِ الجيش الإسرائيلي – لتنفيذ عمليات أخرى. |

نشرَ نادي الأسير في وقتٍ ما من يوم العاشر من فبراير بيانًا أعلنَ فيه «استشهاد الأسير أحمد أبو علي من مدينة يطا نتيجة الإهمال الطبي داخل سجون الاحتلال»، فيما ذكرت مصادر عبريّة أنّ إدارة السجن الإسرائيلي أغلقَت كافة الأقسام بعد وفاة أحمد أبو علي. نفَّذ فلسطيني خلال نفس اليوم عمليّة جديدة حيثُ دهسَ عبر سيّارته عددًا من المستوطنين في حي راموت بالقدس، ما أسفرَ عن وقوع عدّة إصابات كما سُمع دوي إطلاق نار في المكان. تأكَّد لاحقًا أنَّ شابًا فلسطينيًا قد قادَ فعلًا مركبته بمحطة حافلات مستوطنين ثمّ نفذ عملية الدعس بالقدس. أسفرت العمليّة بحسبِ مصادر طبية رسمية إسرائيليّة في إصابة 8 مستوطنين بإصابات متفاوتة الخطورة، وقُتل اثنين آخرين، بينما قُتل المنفذ وهو شابٌ ينحدرُ من مدينة العيسوية ويبلغُ من العمر 30 سنة وذلك بعد الاشتباك مع مستوطنين مسلّحين آخرين كانوا في عينِ المكان. أصدر مكتب الأمم المتحدة لتنسيق الشؤون الإنسانية (أوتشا) تقرير حماية المدنيين الذي يغطي الفترة من 10 إلى 30 يناير 2023. خلال الفترة المشمولة بالتقرير، قُتل 31 فلسطينيًا على يد القوات الإسرائيلية، وقتل 7 إسرائيليين على يد الفلسطينيين. كان هناك 233 عملية تفتيش واعتقال عسكرية إسرائيلية في الضفة الغربية، وتم هدم 91 مبنى مملوكًا للفلسطينيين. قتلت القوات الإسرائيلية خمسة فلسطينيين في تبادل لإطلاق النار مع القوات الإسرائيلية في مخيم عقبة جبر للاجئين بالقرب من أريحا. وقال الجيش إن الجنود كانوا يحاولون اعتقال مسلحين متهمين بمحاولة هجوم في الأسبوع السابق على مستوطنة إسرائيلية قريبة، منذ أن كانت المدينة تحت حصار شبه كامل. يزعم الجيش الإسرائيلي أن الأفراد المستهدفين في العملية مرتبطون بحماس. وبينما لم تؤكد حماس الصلة، أشادت بأفعال الأفراد المستهدفين واعترفت بوجود خلية نشطة في المنطقة. قُتل فلسطيني يبلغ من العمر 17 عامًا برصاص القوات الإسرائيلية خلال اشتباكات شرق نابلس. وقال الجيش إنه مسلح أطلق النار على القوات. وقالت جماعة عرين الأسود إنه من مخيم عسكر للاجئين بالقرب من نابلس لكنها لم تزعم أنه عضو فيها. قتل مستوطن إسرائيلي فلسطينيًا يبلغ من العمر 27 عامًا في قرية قراوة بني حسن. ووفقًا لجيش الاحتلال الإسرائيلي، فإن التحقيق الأولي ذكر أن مواجهة وقعت بين المستوطنين والفلسطينيين بالقرب من بؤرة هافات يائير. شنت طائرات إسرائيلية سلسلة من الغارات الجوية على قطاع غزة. ولم ترد أنباء عن سقوط ضحايا. وقال الجيش إن الغارات جاءت ردًا على إطلاق صواريخ وأنه ضرب "مجمعًا تحت الأرض يحتوي على مواد خام تستخدم في تصنيع الصواريخ". قتلت القوات الإسرائيلية فلسطينيًا يبلغ من العمر 21 عامًا خلال مداهمة اعتقال في نابلس.

### 11 – 20 فبراير
قتلَ مستوطنٌ إسرائيلي في الحادي عشر من فبراير شابًا فلسطينيًا بالرصاص وذلك خلال مواجهاتٍ مع الأهالي في قراوة بني حسان غرب سلفيت. سُمعت في نفس اليوم صفارات الإنذار وهي تدوي في ناحل عوز بعد إطلاق صاروخٍ من قطاع غزة. اقتحَمت القوات الإسرائيلية في اليومِ الموالي مخيّم جنين بحثًا عن مطلوبين كما أعلنت وسائل إعلام عبرية، وواجهت مقاومةً من أبناء المخيّم الذين اشتبكوا معها. اغتالَت قوات الاحتلال خلال هذا الاقتحام طفلًا فلسطينيًا بعدما تعرّض لرصاصة من سلاح جنديّ إسرائيلي. توترت الأوضاع أكثر في الضفة كما بدأت تتوتر في قطاع غزة، ففي يوم الثالث عشر من فبراير سُمعَت عدة انفجارات في مدينة غزة وسط تحليقٍ للطائرات الحربية الإسرائيلية، قبل أن يُعلن المتحدث باسم الجيش الإسرائيلي تنفيذ سلاح الجوّ لغارات على مواقع تحت الأرض مخصَّصة لإنتاج مواد صاروخية لحماس. ردَّت فصائل المقاومة سريعًا من خلال كتائب المقاومة الوطنية الجناح العسكري للجبهة الديمقراطية لتحرير فلسطين والتي أطلقت رشقة صاروخيّة صوبَ بلدة سديروت والنقب الغربي مع سماع أصوات تصدّي القبة الحديديّة لبعضِ الصواريخ.
عودةً نحو الضفة فقد أعلنَ الهلال الأحمر الفلسطيني مقتل فتى بنيران قوات الاحتلال في مدينة نابلس، كما بدأت إسرائيل في تنفيذِ هدم منزلين في بلدة جبل المكبر بالقدس المحتلّة التي شهدت اشتباكات متفرقة احتجاجًا على أعمال الهدم المستمرّة في حقّ منازل عوائل منفذي العمليات وغيرهم. عاودت إسرائيل بعد أقلّ من 48 ساعة من هدمِ المنزلين الأولين تفجير منزلٍ هو الثالث في هذا الشهر والذي يعود للفلسطيني محمد الجعبري قُرب مستوطنة كريات أربع في مدينة الخليل. على المستوى السياسي والدولي فقد أصدرَ الاتحاد الأوروبي بيانًا أعلنَ فيه رفضه القرار الإسرائيلي بمنحِ شرعيةٍ لتسع بؤر استيطانية بالضفة الغربية داعيًا لإلغائه بسرعة. وقال خبراء الأمم المتحدة "يجب على المجتمع الدولي أن يتخذ إجراءات لوقف هدم المساكن وإغلاقها بشكل منهجي ومتعمد، والتهجير التعسفي والإخلاء القسري للشعب الفلسطيني في الضفة الغربية المحتلة". وقال خبراء الأمم المتحدة "يجب على المجتمع الدولي أن يتخذ إجراءات لوقف هدم المساكن وإغلاقها بشكل منهجي ومتعمد، والتهجير التعسفي والإخلاء القسري للشعب الفلسطيني في الضفة الغربية المحتلة". بعد أن أطلق عليه جنود الاحتلال النار خلال مداهمة مخيم الفارعة للاجئين، توفي فلسطيني يبلغ من العمر 17 عامًا متأثرًا بجراحه. وقال الجيش إنه أطلق النار على شخص يحمل عبوة ناسفة. ولم يتضح ما إذا كان الضحية متورطًا. توفي فلسطيني يبلغ من العمر 25 عامًا متأثرًا بجراحه التي أصيب بها برصاص الجيش الإسرائيلي في 1 يناير 2021 في حادثة في مسافر يطا. تسبب إطلاق النار في جدل دولي في ذلك الوقت. في نوفمبر/تشرين الثاني 2022، أعلن جيش الاحتلال الإسرائيلي منطقة عسكرية مغلقة حول منزل عمرو في أعقاب شكاواه من استهداف المستوطنين له. قُتل شخصان على الأقل في غارة جوية إسرائيلية مشتبه بها على مبنى سكني في حي كفر سوسة بدمشق.

### 21 – 28 فبراير
هدأت الأوضاع نسبيًا يومي العشرين والحادي والعشرين من فبراير لكنها عادت للاشتعال من جديدٍ عقبَ عملية عسكريّة خاصة نفذتها القوات الإسرائيليّة في مدينة نابلس في ساعات مبكّرة من يوم الثاني والعشرين من الشهر. كانت البداية عبر اقتحامٍ للمدينة بقوات كبيرة حاصرت منزلًا ثم سُرعان ما استهدفته عبرَ عددٍ من الصواريخ ولاحقًا بالأعيرة الناريّة. ذكرت مصادر محليّة في حصيلة مبدئيّة مقتل فلسطينيَيْن اثنين وإصابة 36 على الأقل، ثمّ سُرعان ما ارتفعَ العدد لخمسِ شبابٍ سقطوا في صفوف الفلسطينيين وعشرات الجرحى على يدِ القوات المحتلَّة. انسحبت الأخيرة من وسط المدينة بعد أزيد من خمس ساعات من المحاصَرة والاستهداف، لكنها استمرَّت في حصار عددٍ من مداخل البلدات لساعات إضافيّة. حدَّثَت الصحة الفلسطينية حصيلة هذه المجزرة والتي نجمَ عنها مقتل 9 فلسطينيين وإصابة أكثر من 100 آخرين، كما نشرت سرايا القدس بيانًا أعلنت فيه مقتل قائد كتيبة نابلس محمد أبو بكر جنيدي. في ردودِ الفعل على هذه المجزرة – وهي ثاني مجزرة هذا العام بعد مجزرة جنين التي وقَعت في أواخر يناير – أدانت الخارجية الفلسطينية ما سمَّتها جرائم الاحتلال في نابلس مؤكّدة متابعتها لهذه الجرئم مع الجهات المختصَّة والمحاكم الدولية، كما أعلنت القوى الفلسطينية إضرابًا شاملًا في نابلس ليومٍ كاملٍ «حدادًا على الشهداء الذين قُتلوا برصاص جيش الاحتلال».
أطلقت فصائل المقاومة في الساعات الأولى من صباح الثالث والعشرين وبعد ساعات قليلة من مجزرة نابلس عددًا من الصواريخ من القطاع باتجاه المستوطنات الإسرائيلية المحاذية، وفُعّلت صفارات الإنذار في عسقلان وسديروت ومستوطنات أخرى، فيما أعلنَ الجيش الإسرائيلي اعتراضه لكذا صاروخ. قصفت مقاتلات إسرائيلية في وقتٍ لاحقٍ موقعا للفصائل الفلسطينية غرب مدينة غزة، ومعَ ذلك فقد أعلنَ المتحدث باسمِ حركة حماس أنَّ المقاومة تثبت معادلة القصف بالقصف، وهو نفس ما ذهبَ له المتحدث باسمِ حركة الجهاد الإسلامي الذي أعلنَ أنَّ المقاومة متأهبة ولن تتخلى عن واجباتها والتزاماتها في «الردّ على العدوان أينما وقع». نقلَ موقع أكسيوس عن مصدرٍ في السلطة الفلسطينية نيّة الأخيرة أو بالأحرى تلويحها بإلغاء قمة أمنية مزمعٌ عقدها في الأيّام المقبلة مع الولايات المتحدة وإسرائيل والأردن ومصر، وردَّ رئيس الوزراء الإسرائيلي بالتأكيدِ على مواصلة التصرف بقوة في كافّة الساحات لإحباط مساعي من يحاول المساس بإسرائيل بحسبِ قوله. بالعودة للمستوى السياسي فقد حاولَ وفدٌ إسرائيلي المشاركة في القمّة الإفريقية، لكنّهم تعرضوا للطرد من المؤتمر وأعلنت عددٌ من الدول الإفريقيّة وعلى رأسها جيبوتي على لسان وزير خارجيها وبصريحِ العبارة معارضة التطبيع مؤكّدًا على عدمِ السماحِ لها بالتسلل إلى الاتحاد الإفريقي.
تُوفيَّ في الرابع والعشرين من الشهر فلسطيني آخر متأثرًا بالجروحِِ التي أُصيبَ بها قُبيل ساعات خلال مواجهاتٍ متفرّقةٍ مع الاحتلال في مخيم العروب بالضفة الغربية. هدأت الأوضاعُ قليلًا، وبحلول الخامس والعشرين من فبراير أكّدَ مسؤولٌ فلسطيني لم يكشف عن هويّته مشاركة السلطة الفلسطينية في الاجتماع بمدينة العقبة الأردنية بمشاركة الولايات المتحدة ومصر والأردن وإسرائيل وذلك بعد يومين فقط من مجزرة نابلس وبعد تهديدها وتلويحها بعدم المشاركة احتجاجًا على ما يتعرض له الفلسطينيون في مختلفِ مناطق الضفة. لقيت خطوة المشاركة هذه في القمّة جنبًا إلى جنب مع إسرائيل انتقادات كبيرة واعتراضات شديدة حيثُ استنكرت وأدانت فصائل المقاومة في جنين عقد هذا اللقاء الذي قالت إنّه يرمي لمنح الاحتلال فرصًا لارتكابِ المزيدِ من الجرائم بحقّ الشعب الفلسطيني، أمّا على الجانب العربي فقد أعلنَ مصدرٌ في الحكومة الأردنيّة أنّ اجتماع العقبة يأتي ضمنَ «جهود وقف الإجراءات الإسرائيلية الأحادية والوصول لفترة تهدئة».
نفَّذ فلسطينيٌّ في وقتٍ ما من السادس والعشرين من فبراير عمليّة هجوميّة أسفرت عن مقتلِ مستوطنين إسرائيليين اثنين وذلك بعدما فتحَ عليهما النار في منطقة حوارة جنوب نابلس بالضفة الغربية. بدأَ بعدها الجيش الإسرائيلي عمليات بحث وتمشيط واسعة في المنطقة، كما وصلت تعزيزاتٌ جديدةٌ للمساعدة في إغلاق البلدات والقرى بحثًا عن منفذ أو منفذي الهجوم. خلَّفت هذه العملية الفرديّة ردود فعلٍ في الوسطِ الإسرائيلي خاصّة وأنها تزامنت مع اجتماع العقبة حيثُ طالبت وزيرة الاستيطان الوفد الإسرائيلي بالانسحابِ فورا من الاجتماع، كما أقدمَ مستوطنون في نفس اليوم على حرقِ عددٍ من منازل الفلسطينيين في بلدة حوارة التي شهدت العمليّة الفلسطينية قبل ساعات. صدرَ بيانٌ مشتركٌ عن عن اجتماع العقبة وفيهِ أعلنَ الجانبان الفلسطيني والإسرائيلي التزامهما بجميع الاتفاقات السابقة بما في ذلك خفض التصعيد والحفاظ على الوضع القائم في الأماكن المقدسة في القدس. جرى الاتفاقُ كذلك على عقد اجتماعٍ في شرم الشيخ الشهر المقبل لتحقيق الأهداف التي تم تحديدها في العقبة. ذكرَ البيان المشترك نقطة التزام إسرائيل بوقف إقرار أي بؤر استيطانية جديدة لمدة 6 أشهر، وهي النقطة التي أثارت الكثير من الجدل خاصّة وأنه مباشرة بعد انتهاء الاجتماع، صرَّحَ مسؤولٌ إسرائيلي لم يكشف عن هويّته لوكالة رويترز للأنباء تأكيد الوفد الإسرائيلي الذي شاركَ في العقبة لباقي الوفود أنه لا تغيير على الموافقة السابقة لبناء 9 مستوطنات بالضفة الغربية رغم النقطة المتناقضة التي ذكرها البيان.
رغمَ كل الاتفاقات التي خرجَ بها اجتماع العقبة، فقد أقدمَ الوزير الإسرائيلي المتطرف إيتمار بن غفير سويعات بعد القمّة على اقتحامِ جبل صبيح، وهو ما اعتبرته الخارجيّة الفلسطينية انقلاب على تفاهمات العقبة. قرَّر الجيش الإسرائيلي يوم السابع والعشرين من فبراير تعزيز قواته في الضفة الغربية بكتيبة رابعة وذلكَ بعد تقييمٍ للوضع الأمني. سويعاتٌ بعد هذا القرار حتى نفَّذَ فلسطينيٌّ عمليّة جديدة في الأغوار حينما فتحا النيران على بعضِ المستوطنين، ثمّ قامَ فلسطيني ثانٍ باستهدافِ مجموعة مستوطنين آخرين في عملية إطلاق نار جديدة وهذه المرّة في مدينة أريحا ما نجمَ عنه مقتل مستوطن إسرائيلي متأثرًا بجراحه. قالت وزارة الصحة الفلسطينية إن القوات الإسرائيلية قتلت 11 فلسطينيًا أثناء اقتحامها مدينة نابلس، بينهم رجل يبلغ من العمر 72 عامًا، بينما أصيب أكثر من 102 آخرين، كثير منهم بنيران حية، وبعضهم في حالة حرجة. ويقال إن اثنين من القتلى كانا موضوع عملية الاعتقال وقتلوا بعد هدم القوات الإسرائيلية لمبنى كانوا يحتلونه. وقالت وزارة الصحة الفلسطينية إن فلسطينياً يبلغ من العمر 30 عاماً توفي متأثراً بجراحه أثناء غارة على جنين قبل أسبوعين. توفي فلسطيني يبلغ من العمر 22 عامًا متأثرًا بجراحه بعد أن أطلقت عليه القوات الإسرائيلية النار في 23 فبراير خلال مواجهات في مخيم العروب للاجئين شمال الخليل. قتل مسلح فلسطيني مستوطنين إسرائيليين، أحدهما يبلغ من العمر 20 عامًا والآخر 22 عامًا، ويقال إنهما من مستوطنة هار براخا غير الشرعية بالقرب من حوارة. أطلق المسلح النار عليهما في سيارتهما على الطريق السريع 60 وتوفيا في طريقهما إلى المستشفى. وبعد ساعات، ذهب المستوطنون إلى حوارة "للانتقام". على العديد من البلدات والقرى في جميع أنحاء الضفة الغربية، وأدت إلى تدمير أكثر من 100 سيارة و35 منزلاً بالحرق العمد، مع تضرر 40 منزلاً آخر جزئيًا، كما أحرقت الأراضي الزراعية الفلسطينية. قُتل فلسطيني يبلغ من العمر 37 عامًا خلال أعمال شغب للمستوطنين في بلدة زعترة، جنوب حوارة. نفى رئيس الوزراء الإسرائيلي بنيامين نتنياهو أي اتفاق لتجميد بناء المستوطنات على الرغم من أن واشنطن أعلنت في وقت سابق عن الاتفاق في العقبة. قُتل إسرائيلي أمريكي يبلغ من العمر 27 عامًا في هجوم إطلاق نار وقع في مواقع مختلفة في الضفة الغربية بالقرب من البحر الميت. أطلق المهاجمون، الذين وصلوا بالسيارة، النار على سيارتين إسرائيليتين ثم فروا باتجاه أريحا. لم ترد أنباء عن إصابات في إطلاق النار الثاني. يقول الفلسطينيون إن الجيش الإسرائيلي يجري عمليات تفتيش في مخيم عقبة جبر للاجئين ويغلق مداخل أريحا.

## مارس

### 1 – 10 مارس
شهدت الساعات الأولى من فاتح آذار/مارس اقتحام قوات الاحتلال الإسرائيلي لمخيّم عقبة جبر بمدينة أريحا حيثُ حاصرت أحد المنازل هناك، ثمّ اندلَعت اشتباكاتٌ بين القوات الإسرائيليّة ومقاومين في عينِ المكان. نجمَ عن هذا الاقتحام إصابة 3 فلسطينيين بجروح متفاوتة الخطورة مثلما أعلنت عنه وكالة الأنباء الفلسطينية، كما اعتقلت إسرائيل 3 آخرين «لضلوعهم في عملية إطلاق نار قبل أيّام» والمقصود عمليّة حوارة. منعَت قواتُ الاحتلال قُبيل انسحابها من المنطقة التي حاصرتها طواقم الإسعاف المحليّة من إسعافِ المصابين، خاصّة مع وجودِ 3 إصاباتٍ إحداها خطيرة. انسحَب الجيش الإسرائيلي من المخيّم بعد أكثر من ساعة ونصف من الحصار والاشتباكات، ثمّ أعلنت بعدها وزارة الصحة الفلسطينية عن وفاة فلسطيني متأثرًا بالجروح الحرجة التي أُصيب بها برصاص الاحتلال خلال الاقتحام وهو الذي مَنعت قوات الاحتلال المسعفين من التدخل لإنقاذه.
استمرَّ الجدل السياسي الإسرائيلي بخصوص قرية حوارة الفلسطينيّة التي تعرَّضت في الأيامِ القليلة الماضيّة لعشرات الهجمات التي نفّذها مستطونون إسرائيليون مدجَّجُون بالسلاح وبدعمٍ من جيش الاحتلال. استمرَّ التجييش الإسرائيلي ضد القرية الفلسطينيّة، حيثُ أدلى وزير المالية الإسرائيلي بتصريحٍ أثار الكثير من اللغط خلال حوارٍ له مع موقع أكسيوس الإخباري الأمريكي حينما طالبَ وبصريح العبارة بوجوبِ محو قرية حوارة من الأرض دافعًا الحكومة الإسرائيلية لفعل ذلك، قبل أن يتراجعَ لاحقًا هذا التصريح مبرّرًا أنه كان مجرد زلّة لسان. في سياقٍ آخر وبعد الحديث الإسرائيلي المتصاعد حول سنّ قانون يقضي بإعدام الفلسطينيين من منفذي الهجمات، صادقَ الكنيست بالقراءة التمهيدية على مشروع القانون الذي ينصُّ في بنوده على «إعدام أسرى فلسطينيين متهمين بعمليات قُتلَ فيها إسرائيليون». بالعودة لمجزرة نابلس والتي قَتل فيها جيشُ الاحتلال 10 فلسطينيبن، فتحَ الفريق الاستقصائي التابع لجريدة نيويورك تايمز تحقيقًا خلص فيه إلى أنَّ الجنود الإسرائيليين استخدموا القوة المميتة ضد فلسطينيين عُزَّل بنابلس في الثاني والعشرين من شباط/فبراير، كما خلص إلى أنَّ العملية الإسرائيلية أسفرت عن مقتل 4 أشخاصٍ على الأقل «لم يُشكّلوا تهديدا على ما يبدو».
وصلَ في الثالث من مارس وفدٌ أوروبي إلى قرية زعترة وبلدة حوارة جنوبي نابلس للاطلاع على ما خلّفته اعتداءات المستوطنين. أدانَ الوفد الزائر ما سمَّاها جرائم المستوطنين كما طالبَ بحماية المدنيين الفلسطينيين. حاولَ فلسطينيون وناشطون أجانب مناهضون للاستيطان بالتوازي مع زيارة الوفد الأوروبي تنظيم مسيرة في المنطقة لكنَّ قوات الاحتلال منعتها ومنعت الناشطين من دخول بلدة حوارة، كما اعتدت بالضربِ على بعضهم واعتقلت آخرين بشكل مؤقت.
عادت الأوضاع لتهدأ من جديدٍ لكن لأيام قليلة فقط حيث اقتحَمت مساء السابع من مارس أعدادٌ كبيرةٌ من جيش الاحتلال الإسرائيلي معززة بقوات خاصة مدينة جنين ومخيمها، ثمّ حاصرت منزلًا يقعُ تحديدًا على أحدِ أطراف المخيّم. سُرعان ما اندلعت اشتباكاتٌ بين القوات المحاصِرة ومقاومين فلسطينيين حاولوا إجبار جنود الجيش الإسرائيلي على الانسحاب من المنطقة. كان واضحًا بحسبِ وسائل إعلام فلسطينيّة أنّ العملية العسكريّة الإسرائيليّة كبيرة ومهمّة خاصة بعد رصدِ مروحية تابعة لسلاح الجوّ الإسرائيلي تُحلّق في سماء جنين وتُشارك في عمليّة الاقتحام. أطلقت قوات الاحتلال صاروخًا على المنزل الذي حاصرته، وتحدثت إذاعة الجيش الإسرائيلي بنوعٍ من التفصيل عن هذه العمليَة قائلةً إنها تستهدفُ منفذ هجوم حوارة قبل أيام وأهداف أخرى. تمكَّن الجيش الإسرائيلي بحسبِ نفس الإذاعة من اغتيالِ 4 مسلحين فلسطينيين بينهم منفذ عملية حوارة. نفذ الجيش الإسرائيلي بالموازاة مع عمليّته العسكريّة في جنين عملية عسكرية أخرى في نابلس، وخرجَ الناطق العسكري الإسرائيلي ليؤكّد الأخبار التي سرت مُعلنًا أنّ العمليتان في جنين ونابلس تتعلقان بمنفذي هجوم حوارة. نشرت وزارة الصحة الفلسطينية عديد البيانات بخصوص ضحايا الهجوم الإسرائيلي، وأعلنت في آخر تحديثٍ لها مقتل 6 فلسطينيين وإصابة آخرين في جنين كلهم على يدِ القوات الإسرائيلية، فضلًا عن الاعتقالات التي طالت مجموعة من الشباب في قرى وبلدات مختلفة.
انتهت العمليّة بعد ساعاتٍ بالانسحابِ التدريجي للجيش الإسرائيلي من المنطقة كما قامَ بعمليّة إخلاء واحدة عبر المروحيّة المسندة له، في حين تحدثت مصادر فلسطينيّة عن نجاحِ مقاومين في جنين في إسقاطِ طائرة مسيَرة إسرائيلية. انتهت العمليّة بمقتل 6 فلسطينيين مُقابل إصابة جنديين إسرائيليين خلال تبادل إطلاق النار الذي جرى حين حصار جنين. أدانت الخارجية الفلسطينية العمليّة الإسرائيلية وقالت في بيانٍ لها «إنّ مجازر واعتداءات الاحتلال في جنين ونابلس تأكيدٌ إسرائيلي على اختيار مسار التصعيد»، ومثل الخارجيّة فعلت الرئاسة الفلسطينية التي أصدرت بيانًا تحدثت فيه عن «عمليات القتل اليومية التي تنفذها قوات الاحتلال» وكيف أنها «حربٌ شاملةٌ وتدميرٌ لجهود إعادة الاستقرار». نعت كتائب القسام منفذ عملية حوارة الذي تُؤكّد اغتياله خلال العمليّة العسكرية الإسرائيلية التي شاركت بها قوات خاصة، ودعت الحركة الفلسطينية الناشِطة في قطاع غزة إلى تصعيدِ المقاومة المسلَّحة «في وجه الاحتلال ومستوطنيه في كل مكان». أعرَبت الخارجية الأمريكية عن قلقها مما سمَّته تصاعد العنف بالضفة الغربية وحثت كلّ الأطراف على اتخاذ خطوات للحد من سقوط الأرواح.
بعدَ السابعة والنصف من صباح يوم التاسع من مارس، فتحَ جنود الجيش الإسرائيلي النار على سيّارة كان بها شبابٌ فلسطينيون في بلدة جبع جنوب جنين. ظلّت الأخبار قليلة بخصوصِ هذه العمليّة لكن مصادر محليّة أكّدت أنّ قوات الاحتلال قد اغتالت في هجومها هذا 3 شبان فلسطينيين، وقُتل الرابع في يومٍ واحدٍ وهو طفل (14 سنة) متأثرًا بجروحٍ كانَ قد أُصيبَ بها في مدينة جنين قبل يومين. ردًا على عمليات الاغتيال الإسرائيليّة الأخيرة والتي أسفرت عن مقتلِ 12 فلسطينيًا قُتلوا جيمعًا برصاصِ جنود الجيش الإسرائيلي منذ بداية شهر آذار/مارس فقط، نفَّذَ فلسطيني بشكل فردي عمليّة هجوميّة في تل أبيب حيثُ فتحَ النيران على عددٍ من المستوطنين في المدينة وذلك في الساعات الأخيرة من يوم التاسع من مارس. ذكرت وسائل إعلام إسرائيلية في حصيلة مبدئيّة إصابة 3 أشخاص، كما وردت أنباءٌ عن مقتلِ المنفذ. ارتفعَ عددُ المصابين في العمليّة لخمسة، اثنان منهم في حالة خطيرة، فيما أكّدت إذاعة الجيش الإسرائيلي الأخبار التي تحدثت عن مقتل المنفذ مُضيفةً أنه قُتل في وسطِ تل أبيب مع استمرار التحقيق بشأن وجود مشتبه به آخر في المنطقة. تبيَّنَ لاحقًا أنّ منفذ عملية تل أبيب شابٌ فلسطينيّ يبلغُ من العمر 23 سنة وينحدرُ من بلدة نعلين شمال غرب رام الله.
في ردودِ الفعل على هجوم تل أبيب، استغلَّ عمدة المدينة الوضع مطالبًا من الإسرائيليين وقفَ الاحتجاجات الشعبيّة فورًا وإفساح المجال لقوات الأمن لتقوم بعملها، في حين وصفَ رئيس الوزراء الإسرائيلي العمليّة بـ «الصعبة والإرهابية» مضيفًا أنها لن تُضعف عزمه. زفَّت حركة المقاومة الفلسطينيّة حماس في بيانٍ لها منفذ العمليّة وباركت عمليته واصفةً إيّاها بـ «البطولية» وتوعَّدت إسرائيل بالمزيد، كما أكّدت على لسانِ الناطق باسمها أنّ العملية جاءت «ردًا على جرائم الاحتلال في جنين وباقي البلدات القريبة» متوعدًا هو الآخر بـ «مزيدٍ من الضربات الموجعة». ذكرَ الناطق باسم حركة الجهاد الإسلامي أنّ «العملية الفدائية في تل أبيب حطَّمت المنظومة الأمنية الصهيونية ووجَّهت ضربةً في العمق». أمرَ وزير الدفاع الإسرائيلي في وقتٍ لاحقٍ بهدمِ منزل منفذ هجوم تل أبيب، ثمّ نفذَ الجيش الإسرائيلي عملية عسكرية سريعة بمشاركةِ الشاباك وحرس الحدود في قرية نعلين غربي رام الله استهدفَ من خلالها فعلًا منزل منفذ الهجوم.
كان العاشر من مارس حافلًا بهجمات المستوطنين الإسرائيليين، حيثُ أقدم مستوطنٌ على اغتيال شابٍ فلسطيني بالرصاص الحيّ حينما أطلقَ النار عليه على مقربةٍ من مستوطنة معاليه شمرون شرق مدينة قلقيلية مدعيًا أنه كان يحملُ أكواع متفجرة وسكاكين وكان ينوي القيام بعمليّة طعنٍ ما. ساعاتٌ بعد عمليّة الاغتيال الأولى حتى اغتالَ الجيش الإسرائيلي فلسطينيًا ثانيًا في أقلّ من 24 ساعة وهو فتى في السادسة عشر من عمره حينما أصابه جنديّ إسرائيلي برصاصةٍ في الصدر خلال مواجهات روتينيّة تتكرّر يوم الجمعة من كلّ أسبوع في مدينة قلقيلية كذلك. قتلت القوات الإسرائيلية فلسطينيًا يبلغ من العمر 15 عامًا وأصابت آخر في عزون بالقرب من قلقيلية. وذكرت وسائل إعلام فلسطينية أن الاثنين ألقيا الحجارة على الجنود. وقال الجيش الإسرائيلي إن الجنود أطلقوا النار على المشتبه بهم الذين ألقوا متفجرات على القوات. اندلعت اشتباكات مسلحة أثناء غارة للجيش الإسرائيلي في جنين، مما أسفر عن مقتل ستة فلسطينيين وإصابة 26 آخرين. وقال الجيش إنه دخل جنين لاعتقال المشتبه بهم المتورطين في مقتل إسرائيليين اثنين في حوارة في 26 فبراير وأن أحد القتلى هو الجاني المشتبه به، الذي حدده الجيش الإسرائيلي على أنه من نشطاء حماس البالغ من العمر 49 عامًا. وذكرت لواء جنين أن نشطائها أطلقوا النار وألقوا عبوات ناسفة على جنود إسرائيليين. وندد المتحدث باسم الرئيس الفلسطيني محمود عباس بأفعال الجيش الإسرائيلي، ووصفها بأنها حرب شاملة ضد الفلسطينيين وتعرقل الجهود الأخيرة لاستعادة الهدوء. قُتل شاب فلسطيني يبلغ من العمر 21 عامًا من قرية سنيريا برصاص مستوطن إسرائيلي بالقرب من مستوطنة كارني شمرون بالقرب من قلقيلية. وقال الجيش الإسرائيلي إن الفلسطيني دخل مزرعة بقصد تنفيذ هجوم. ويُزعم أنه ألقى جهازين متفجرين قبل أن يُقتل. ولم يُعرف عنه أي علاقات بجماعات مسلحة. قتلت القوات الإسرائيلية فلسطينيًا يبلغ من العمر 16 عامًا خلال مواجهات بالقرب من قلقيلية. ووفقًا للجيش، ألقى الشاب زجاجة حارقة على موقع للجيش "من مسافة قريبة".

### 11 – 20 مارس
كانَ الحادي عشر من مارس هادئًا نوعًا ما، حيث لم يشهد اشتباكات بين الطرفين، ورغم ذلك فقد استمرَّت التوترات في الضفة الغربية. ذكرت مصادر مقربة من الجيش الإسرائيلي في صباح الثاني عشر من الشهر أنّ الأخير قتلَ 3 فلسطينيين خلال اشتباكٍ قرب بلدة صرة غربي نابلس بالضفة الغربية، وهو ما أكّدته وزارة الصحة الفلسطينية دقائق بعد حديث المصادر العبريّة حيث أعلنت في بيانٍ لها «استشهاد 3 مواطنين عقب إطلاق الاحتلال النار عليهم قُرب نابلس»، وأصدرت مجموعة عرين الأسود بيانًا مطولًا أعلنت فيه مقتل مجموعة من مقاتليها خلالَ اشتباكاتٍ مع القوات الإسرائيلية متوعّدةً بالرد والاستمرار في الفِعل المقاوم. أعلنَ الجيش الإسرائيلي في الخامس عشر من مارس أنَّ قوة أمنية قتلت شخصًا تسلَّل من لبنان ونفذ تفجيرًا بعبوة ناسفة جنوب مدينة حيفا قبل أيام، وبيَّن أنه يُحقّق في مسؤولية حزب الله اللبناني عن هذه العملية التي وصفها بالخطيرة دون تقديم مزيدٍ من التفاصيل أو التوضيحات، ومع ذلك فقد ذكرَ المتحدث باسم قوة الأمم المتحدة المؤقتة في لبنان (اليونيفيل) في وقتٍ لاحقٍ أنّ الأخيرة لم تلحظ عبور أي شخص للخط الأزرق بين لبنان وإسرائيل خلال الأيام الأخيرة. استمرَّ المسؤولون الإسرائيليون في الحديث عن عمليّة الاغتيال هذه وعن خطورتها، حيث ذكرَ وزير الدفاع الإسرائيلي أنّ قوات الجيش بالتعاون مع أجهزتها منعَت ما وصفها بـ «العمليّة الكبيرة والصعبة والتي تحملُ في طياتها ضررًا كبيرًا».
اندلعت في الساعة الأولى من صباح السادس عشر من مارس اشتباكاتٌ بين الفلسطينيين والاحتلال الذي اقتحمَ مدينة نابلس تمهيدًا لاقتحامِ المستوطنين منطقة قبر يوسف، ثم اقتحمَت بعد ساعات دوريات إسرائيلية برفقة جرافات هدم قرية دير عمار غرب مدينة رام الله وشرعت في هدمِ منزل لفلسطيني. استمرَّت الاقتحامات الإسرائيلية للبلدات والمدن الفلسطينية خلال نفس اليوم، فنفذت القوات الخاصّة عمليّة في وسط مدينة جنين. كانت البداية عبر الدفعِ بتعزيزات عسكريّة مفاجِئة إلى المدينة وذلك في حوالي الرابعة مساءً بالتوقيت الفلسطيني، ثمّ سرعان ما تحدثت مصادر فلسطينيّة وأخرى عبريّة عن اغتيال القوات الخاصّة لشابٍ فلسطيني وسط المدينة الفلسطينية، وارتفعَ العدد إلى 3 بحسبِ بيان الصحّة الفلسطينية. أكّد الجيش الإسرائيلي في بيانٍ له تنفيذه عمليّة أساسيّة في جنين، كما توالت الأخبار والمعلومات عن هويّة الضحايا فنشرت كتيبة جنين هي الأخرى بيانًا أعلنت فيه أنّ من ضمنِ الضحايا القيادي في صفوفِ الكتيبة نضال خازم وهو المسؤول عن وحدة قوة البهاء.، بالإضافة إلى يوسف شريم القيادي بكتائب القسام في الضفة. انسحبت القوّة الإسرائيلية التي اقتحَمت المدينة بعد حوالي ساعة ونصف، في الوقت الذي نشرت فيه وزارة الصحة الفلسطينية بيانًا محدثًا أعلنت فيه ارتفاع عدد الضحايا برصاص قوات الاحتلال في جنين إلى 4 ووصلَ عددُ المصابين إلى 20. في ردودِ الفعل على هذه العملية، ذكرت حركة المقاومة الإسلاميّة (حماس) أنّ «جريمة اغتيال أبطال المقاومة في جنين لن تمر دون رد، والمقاومة قادرة على ضرب الاحتلال وتدفيعه الثمن»، أمّا الخارجية الفلسطينية فذكرت أنَّ سلطات الاحتلال «تستغلُّ عدم جدية المواقف الدولية فتُصعّد من جرائمها ضد الشعب الفلسطيني». أدانت الرئاسة الفلسطينية في ذات السياق ما وصفتها بـ «مجزرة الاحتلال الجديدة في جنين» قائلةً إنها تهدفُ لتفجير الأوضاع و«هي استمرارٌ للعدوان على شعبنا»، فيما دعت القنصلية البريطانية في القدس إسرائيل إلى إجراءِ تحقيقٍ شفافٍ بشأن التوغّل الإسرائيلي في جنين.
استمرّت التوترات أكثر، حيث اغتالَ الجيش الإسرائيلي في اليومِ المولي فلسطينيًا آخر بزعمِ محاولته طعن جندي قرب مستوطنة بيت إيل شمال رام الله. نشرت سرايا القدس في التاسع عشر من مارس بيانًا أعلنت فيه مقتل أحد قادتها في سوريا وهو علي رمزي الأسود، مضيفةً أنه قُتل بالرصاص في ريف دمشق في عملية اغتيالٍ وصفتها بـ «الجبانة» ومؤكّدةً أنها تحملُ «بصمات العدو الصهيوني». على نفس الجانب فقد أدانت حركة حماس في نفس اليوم إعلان السلطة الفلسطينيّة المشاركة في اجتماع شرم الشيخ الأمني مجدّدةً الدعوة لها لوقفِ كل أشكال التنسيق الأمني مع الاحتلال. أقرَّ المبعوث الأممي للسلام بصعوية الاتفاق على استراتيجيةٍ لاحتواء التصعيد بسبب انعدام الثقة بين الطرفين الإسرائيلي والفلسطيني، لكنّه لمَّح إلى أنَّ تنفيذ تفاهمات اجتماع العقبة – الذي ترفضه فصائل المقاومة المسلّحة في فلسطين – يُمكن أن يُساعد في دفع الأمور نحو الاتجاه الصحيح، كما اعترفّ بأنَّ ضمان الهدوء والسلام في الضفة الغربية وشرقي القدس هو مفتاحٌ للحفاظ على الهدوء في غزة.
أُصيبَ خلال نفس اليوم إسرائيليين اثنين في عملية إطلاق نارٍ بحوارة. تفاقَمت حالة إحداهما حيث وصفتها مصادر طبية عبرية بالخطيرة، في الوقت الذي انتشرت فيه قوات الاحتلال بكثافة في شارع حوارة الرئيسي بحثًا عن منفذ العملية. سرَت أخبارٌ أنَّ منفذ الهجوم تجنَّب إطلاق النار باتجاه أطفال كانوا داخل مركبة المستوطنيـن. واصلت القوات الإسرائيليّة بحثها وأغلقَت أغلبية مداخل مدينة نابلس، لكنها فشلت رغمَ ذلك في ضبطِ المنفذ. ذكرَ الناطق باسم حركة حماس في معرض ردّه على العمليّة الفدائية في حوارة مبرزًا أنها «ردُّ فعلٍ طبيعي على جرائم الاحتلال بحق الشعبن الفلسطيني»، كما باركَت الجهاد الإسلامي عملية نابلس واصفةً إيّاها بـ «البطولية» واعتبرتها هي الأخرى ردًا مشروعًا على جرائم الاحتلال. أعلنت إذاعة الجيش الإسرائيلي في وقتٍ لاحقٍ «تحييد القوات الإسرائيلية فلسطينيًا ويجري فحصه لمعرفة ما إذا كان هو منفذ الهجوم في حوارة»، لكنَّ الناطق باسم جيش الاحتلال الإسرائيلي خرجَ بتصريحٍ مختلفٍ حينَ أعلنَ إلقاء القبض على منفذ هجوم حوارة بعد إصابته وهو رهن التحقيق. عُقد خلال هذا اليوم اجتماع شرم الشيخ المرتقَب وهو الاجتماع الذي جاء متمّمًا لاجتماع العقبة. أكَّد المشاركون في اجتماع شرم الشيخ التزامهم بتعزيز الاستقرار والسلام للفلسطينيين والإسرائيليين، كما اتفقَ الأخيرَيـن بحسب البيان الختامي للمؤتمر على استحداث آليةٍ للحد من العنف والتحريض، بالإضافة للتأكيد على عدم المساس بالوضعية التاريخية للأماكن المقدسة في القدس، فضلًا عن النقطة التي أثارت الجدل في الاجتماع السابق وهي النقطة التي تُلزم إسرائيل بوقف مناقشة أي وحدات استيطانية جديدة لمدة 4 أشهر. أصيب الصبي برصاصة في الرأس وهو مستلقٍ بلا حراك ووجهه لأسفل على الأرض. وصفت منظمة كسر الصمت إطلاق النار بأنه "إعدام خارج نطاق القضاء" وطالب الاتحاد الأوروبي بإجراء تحقيق شفاف فوري في القتل. خلص تحقيق لاحق وإعادة بناء ثلاثية الأبعاد نشرتها صحيفة واشنطن بوست في مايو إلى أن القوات الإسرائيلية قتلت الصبي، وأنه كان واحدًا من 16 مدنيًا على الأقل في المنطقة حيث أطلقت القوات الإسرائيلية أكثر من 20 طلقة قتلت المسلحين، ولم يكن أي منهما مسلحًا على ما يبدو، ثم أطلقت النار على أحد المسلحين عدة مرات بعد أن أصبح عاجزًا في إعدام خارج نطاق القضاء على ما يبدو. قتلت القوات الإسرائيلية شاباً فلسطينياً يبلغ من العمر 23 عاماً بالقرب من رام الله.
```
أطلق مسلحون فلسطينيون صاروخاً من غزة على جنوب إسرائيل. سقط الصاروخ في منطقة مفتوحة في مدينة سديروت جنوب إسرائيل ولم يتسبب في أي إصابات.
[
326
]
 توفي رجل إسرائيلي يبلغ من العمر 32 عاماً متأثراً بجراحه التي أصيب بها في هجوم بالرصاص في تل أبيب قبل أحد عشر يوماً.
[
327
]
 أما وزير المالية الإسرائيلي بتسلئيل سموتريتش، أثناء حديثه في باريس، فقد نفى علناً وجود الجماعة العرقية الفلسطينية، مدعياً أنها "اختراع" من القرن الماضي.
[
328
]
 أصدر مكتب تنسيق الشؤون الإنسانية تقرير حماية المدنيين الذي يغطي الفترة من 28 فبراير إلى 13 مارس 2023. خلال الفترة المشمولة بالتقرير، قُتل 16 فلسطينيًا على يد القوات الإسرائيلية، ولم يُقتل أي إسرائيلي على يد الفلسطينيين. كان هناك 124 عملية تفتيش واعتقال عسكرية إسرائيلية في الضفة الغربية، وتم هدم 38 مبنى مملوكًا للفلسطينيين.
[
329
]
```

### 21 – 31 مارس
لم يمر يومانِ على اجتماع شرم الشيخ حتى صادقَ الكنيست على قانونٍ يسمحُ للمستوطنين بالعودة إلى 4 مستوطنات خالية بالضفة الغربية، وهو الذي وقَّع على اتفاقٍ يقضي بوقف مثل هذه القرارات لأربعة أشهر. أدانت الرئاسة الفلسطينية – التي شاركت في اجتماعَي العقبة وشرم الشيخ على التوالي – تصديق الكنيست الإسرائيلي وأعلنت رفضها له، مضيفةً أنَّ الحكومة الإسرائيلية – التي شاركت هي الأخرى في الاجتماع إلى جانبِ الرئاسة الفلسطينية – مصرة على تحدي القانون الدولي وتعمل على إفشال جهود منع التصعيد.
اقتحَمت قوات الاحتلال في الثاني والعشرين من مارس مخيّم عسكر شرق نابلس تمهيدًا لهدم منزل عائلة خروشة المتهم بتنفيذ عملية حوارة. في ردودِ الفعل الدوليّة على قرار الحكومة الإسرائيلية الأخير، استدعت واشنطن السفير الإسرائيلي حيث أعربت الإدارة الأمريكية عن قلقها من الإجراء الذي وصفته بـ «الاستفزازي». رغم كل هذه الاجتماعات والتنبيهات والبيانات وغيرها فقد أقرَّت بلدية القدس في نفسِ اليوم خطّة لبناء حي استيطاني جديد جنوب المدينة يشملُ إنشاء 1200 وحدة سكنية، وسيقطع هذا الحيّ التواصل الجغرافي للقدس مع بيت لحم.
عادت الاغتيالات من جديد لتبرز وتتصدر الأخبار، ففي الثالث والعشرين من مارس اغتالَت قوة عسكرية إسرائيلية أمير أبو خديجة قائد كتيبة طولكرم العسكرية ومؤسس مجموعة الرد السريع فيها واعتقلَت اثنين آخرين بعد محاصرة منزلٍ قُرب طولكرم. هدأت الأوضاع لاحقًا، وفي الخامس والعشرين من الشهر ردَّ فلسطينيون على أعمال الاغتيال والتضييق والحصار والاعتقال عبر تنفيذ عمليّة خاطِفة استهدفوا من خلالها بالنيران قوة تابعة لجيش الاحتلال في بلدة حوارة جنوبي نابلس وهي البلدة التي شهدت عمليّة مشابهة قبلَ أيّام قليلة، ما نجمَ عنه إصابة 3 إسرائيليين بجروح متفاوتة الخطورة. أغلقَ الجيش الإسرائيلي عددًا من مداخل نابلس ونَشَرَ قوات إضافية في البلدة لملاحقة منفذي الهجوم، في الوقت الذي نشرت فيه حماس والجهاد بيانَين يُشيدان بالعمليّة الجديدة في نفس البلدة، والتي تثبت بحسبِ الحركَتين «قدرة المقاومة على مباغتة العدو والاستخفاف بأمنه وجيشه».
ردَّت إسرائيل على العمليّة في حوارة عبرَ اقتحامِ المصلى القبلي بالمسجد الأقصى مطالبةً المعتكفين داخله بالمغادرة بشكل فوري، قبل أن تبدأَ في اعتقال بعض المعتكفين الذين أصرّوا على عدم الانسحاب، كما اقتحَمت مخيم نور شمس شرقي طولكرم وسطَ اشتباكات مسلحة مع مقاومين فلسطينيين. طغت المشاكل الداخليّة في الحكومة الإسرائيليّة على الصراع الفلسطيني الإسرائيلي طوال الأيام الماضيّة، وتصاعدت الأمور أكثر يوم السادس والعشرين من مارس حينما خرجَ عشرات الآلاف من المحتجّين الإسرائيليين للشوارع في مدن عدّة للتظاهر ضد التعديلات القضائية، وزادت الأمور احتقانًا بعدما أقالَ نتنياهو وزير الدفاع الإسرائيلي يوآف غالانت من منصبه. اشتبكت الشرطة مع محتجين حاولوا الوصول إلى منزل رئيس الوزراء نتنياهو بالقدس، واستخدمت خراطيم المياه لتفريقهم. قرَّرَ نتنياهو أخيرًا تعليق تشريع التغييرات القضائية تحت ضغطٍ شعبي كبير، ورغمَ ذلك فقد واصلَ بعضٌ من منظمي الاحتجاجات المظاهرات لأن هدفهم إلغاء التعديلات وليس تأجيلها فحسب. استيقظَ الفلسطينيون في الساعات الأولى من صباح الثلاثين من مارس على وقع اقتحامٍ جديدٍ من الجيش الإسرائيلي وهذه المرّة لبلدة قباطية جنوب جنين في الضفة الغربية، فاندلَعت اشتباكاتٌ مسلّحة بين القوات الإسرائيلية وبين مقاومين فلسطينيين في البلدة قبل أن تنسحبَ الأولى في وقت لاحق بعدما اعتقلَت فلسطينيًا أو أكثر. أصدر مكتب تنسيق الشؤون الإنسانية تقرير حماية المدنيين الذي يغطي الفترة من 14 إلى 27 مارس 2023. وخلال الفترة المشمولة بالتقرير، قُتل 6 فلسطينيين على يد القوات الإسرائيلية، وقُتل إسرائيلي واحد على يد الفلسطينيين. كما نُفذت 130 عملية تفتيش واعتقال عسكرية إسرائيلية في الضفة الغربية، وهُدم 5 مباني مملوكة لفلسطينيين.

## أبريل

### 1 – 10 أبريل
بدأَ اليوم الأول من الشهر الرابع من السنة على وقعِ توترٍ جديدٍ حينما أطلقَ جندي في الجيش الإسرائيلي رصاصة بشكل مباشر على شابٍ فلسطيني عند باب السلسلة في البلدة القديمة بالقدس، ومعَ اقتراب صلاة الفجر أغلقت قوات الاحتلال عددًا من الأبواب المؤدية للأقصى، كما دفعت بتعزيزات ملحوظة داخل البلدة القديمة، وصوَّرت عدسات مصوّرين فلسطينيين القوات الإسرائيليّة وهي تعتدي على عددٍ من المعتكفين داخل المسجد الأقصى. شهدَ نفس اليوم عمليّة فلسطينيّة جديدة وهذه المرة على مقربةٍ من مدينة الخليل حينما دهسَ فلسطيني عددًا من الجنود في منطقة غوش عتصيون ما تسبَّبَ في إصابة 3 منهم على الأقل قبل أن تتمكَّن القواتُ الإسرائيليّة في عينِ المكان من قتله. ذكرت إذاعة الجيش الإٍسرائيلي أنَّ منفذ عملية الدهس في الخليل ضابط في أحد أجهزة أمن السلطة الفلسطينية، وتبيَّن لاحقًا أنَّ المنفذ يُدعى محمد برادعية وقد أخطرت الهيئة العامة للشؤون المدنية بـ «استشهاد الرجل برصاص الاحتلال شمال الخليل». عاودت القوات الإسرائيليّة لليومِ الثاني تواليًا (2 أبريل) اقتحام المصلى القبلي بالمسجد الأقصى وحاولت إخلاءه من المعتكفين، وبحلول الثالث من الشهر قتلَ الجنود الإسرائيليون فلسطينيًا آخر حيثُ أعدموه بالرصاص الحيّ وأصابوا ثانيًا بجروح خطيرة في حي المخفية بمدينة نابلس، ثمّ فارقَ الحياة هو الآخر سويعاتٌ بعد ذلك متأثرًا بالجراحِ التي أُصيبَ بها. شهدَ الرابع من أبريل اشتباكات متفرقة في عددٍ من بلدات الضفة، ولعلَّ أبرزها الاشتباكات في قرية كفر نعمة غربي رام الله والتي نجمَ عنها إصابة فلسطينيين بجروح متفاوتة الخطورة. ساعاتٌ بعد ذلك حتى أعلنَ الإسعاف الإسرائيلي إصابة جنديانِ في عملية طعن في ريشون لتسيون جنوب تل ابيب، فيما ذكرت هيئة البث الإسرائيلية مقتل منفذ العملية، واعتقال مشتبهٍ فيه آخر.
وصلت حدّة التوترات مستويات قياسيّة في ساعات الصباح الأولى من يوم الخامس من أبريل حينما حاولَت شرطة الاحتلال إخلاء معتكفين من داخل المسجد القبلي في المسجد الأقصى، فاستعملت قنابل الصوت التي ألقتها من خلال النوافذ الزجاجيّة بعدما حطَّمتها، كما منعت طواقم الإسعاف من التدخل. اقتحَمت الشرطة الإسرائيلية المسجد القبلي فعلًا واعتدت على المعتكفين ممن رفضوا الانسحاب، فضلًا عن اعتقالها للعشرات منهم وإجلاء آخرين قسرًا. سُمعَت دعواتٌ عبر مآذن القدس للنفير العام إثرَ هذا الاقتحام، ومن غزة طالبَ إسماعيل هنية القيادي البارز في حركة حماس الشعب الفلسطيني في الضفة ومناطق 48 التوجه للمسجد الأقصى وحمايته وهو نفس الذي طالبَ به الأمين العام للجهاد الإسلامي. خرجَت مسيراتٌ في عددٍ من محافظات الضفة الغربية نُصرةً للمسجد الأقصى وتنديدًا بانتهاكات الاحتلال، في الوقت الذي حاصرت فيه الأخيرة عشرات الشبان الفلسطينيين في إحدى ساحات المسجد القبلي واعتقلَت العشرات منهم، وبحسبِ هيئة شؤون الأسرى والمحررين فقد تجاوزَ عدد المعتقلين الفلسطينيين من المسجد الأقصى خلال هذا اليوم فحسب الـ 400 معتقَل. رغمَ كل هذا فقد تمكَّن بعضٌ من الفلسطينيين من تأديةِ صلاة الفجر عند باب الأسباط بعد أن منعهم الجيش الإسرائيلي من دخول الأقصى. مع بزوغ الشمس بدأت شرطة الاحتلال في طردِ المصلين من باحات المسجد الأقصى للسماحِ لمستوطنين باقتحامِ باحات المسجد على دُفعات. في غمرة الاشتباكات ومحاولات الاقتحام في الأقصى، هاجمَ شابٌ فلسطيني عبر سلاحهِ الناري مجموعة جنود إسرائيليين في دوريَة عسكريّة في بيت أمر شمال الخليل فأصاب واحدًا بجروح متعددة. اقتحمَ بعدها الجيشُ الإسرائيلي المدينة التي حصلَ فيها الهجوم ومخيم نور شمس بحثًا عن المنفذ الذي كان قد انسحب من مكان العمليّة.
| بعضٌ من أبرز ردود الفعل العربيّة على اقتحامِ الأقصى من قِبل إسرائيل صباح الخامس من أبريل |
| --- |
| - الخارجية الأردنية: اقتحام إسرائيل للمسجد الأقصى والاعتداء عليه وعلى المصلين انتهاكٌ صارخٌ وتصرفٌ مدانٌ ومرفوض. - الخارجية المصرية: نُدين اقتحام الشرطة الإسرائيلية المسجد الأقصى ونطالب بالوقف الفوري للاعتداءات على المصلّين. - الخارجية القطرية: تُدين قطر بأشدِّ العبارات اقتحام قوات الاحتلال الإسرائيلي المسجد الأقصى والاعتداء على المصلين. - الخارجية السعودية: نُدين اقتحام قوات الاحتلال لباحات المسجد الأقصى والاعتداء على المصلين. |

على الجانبِ المُقابل وتحديدًا في غزّة كانت صافرات الإنذار قد دوَّت في منطقة غلاف القطاع تزامنًا معَ محاولات الاقتحام الإسرائيليّة للمسجد. سُمعَ دوي انفجارات في منطقة سديروت في الوقت الذي تحدثت فيه بعضٌ من وسائل الإعلام المحليّة عن إطلاقِ 10 صواريخ من غزة تجاه المستوطنات الإسرائيلية المتاخمة، وأكَّد الجيش الإسرائيلي الخبر حينما أعلنَ في بيانٍ له اعتراضَ القبة الحديدة لعددٍ من القذائف الصاروخية التي أُطلقت من غزة. سُمعَ كذلك دوي انفجار غرب مدينة غزة وتبيَّنَ أنها طائرات إسرائيلية أغارت على المنطقة بعد إطلاق صواريخ من القطاع. تبادلت حماس والجيش الإسرائيلي التصريحات من بعدِ تبادل القصف، حيث ذكر جيش الاحتلال أنّه في حالة تأهب وجاهزية على كافة الجبهات والساحات وذلك عشيّة عيد الفصح اليهودي، كما توعَّد بالردِ بقوة على أي اعتداء ينطلقُ من قطاع غزة، فيما ذكرت حماس في بيانها أنَّ قصف إسرائيل لغزة ما هي إلّا محاولةٌ فاشلةٌ بحسبها لمنع استمرارِ الحركة في دعم أهالي القدس والضفة الغربية بكل الوسائل. بعد نهايةِ الاشتباكات القصيرة بين فصائل المقاومة العسكريَة في غزة من جهة وبين إسرائيل من جهة ثانيّة وهي الاشتباكات التي لم تتسبَّب في وقوع خسائر في الأرواح، طالبَ وزير الأمن القومي الإسرائيلي الحكومة بالرد بقوّة على إطلاق الصواريخ من القطاع وليس قصف الأماكن غير المأهولة فحسب، كما طالبَ وزير المالية الإسرائيلي بشنّ عملية السور الواقي 2 في الضفة الغربية تبدأ في نابلس وجنين. ساعاتٌ بعد انتهاء اقتحام باحات الأقصى ودخول مجموعتي مستوطنين له بحمايةٍ من الشرطة الإسرائيليّة وبعد توقّف القصف السريع المتبادل بين غزة وإسرائيل حتى سرت أخبار نقلتها وسائل إعلام عبريّة عن مسؤولين في الحكومة والجيش طلبوا من سكّان الجليل الأعلى بالتزام الملاجىء عقبَ سماع انفجارات على الحدود مع لبنان. تضاربت الأخبار حول سبب الانفجار الذي سُمع دويه في المنطقة حيث رجَّحت القناة الـ 13 الإسرائيليّة أنّ المسألة تتعلَّقُ باعتراض طائرة مسيَّرة بعد الاشتباه باختراقها الحدود الإسرائيلية اللبنانية من جهة بلدة المطلة، قبل أن تُؤكّد إذاعة الجيش الإسرائيلي أنَّ تفعيل القبة الحديدية في شمال إسرائيل كانَ عن طريق الخطأ وهو سبب أصوات الانفجارات التي سُمعَت في المنطقة.
عاودت قوات الاحتلال قُبيل صلاة تراويح نفس اليوم (الخامس من أبريل) اقتحام باحات الاقصى استعدادًا لمنع اعتكاف المصلين في المسجد القبلي، فاندلعت مواجهاتٌ بين الفلسطينيين في عينِ المكان والقوات الإسرائيلية. نظَّمَ آلاف الفلسطينيين مسيرة داخل الباحات تنديدًا بالاقتحام المتكرِّر، كما نُظِّمت وقفات احتجاجية متزامِنة في مدن فلسطينية أخرى داخل الخط الأخضر. استعانت الشرطة الإسرائيلية بطائرة مسيَّرة كانت تُحلّق على ارتفاعٍ قريبٍ فوق الأقصى لرصد ومتابعة مجريات الأوضاع. تصاعدت حدّة التوترات حينما اقتحمَ عناصر من جيش الاحتلال الباحات واعتدوا على فلسطينيين هناك حيث استهدفهوم بالرصاص المطاطي كما ضربوهم بالهراوات والعصي وغيرها لدفعهم نحو الانسحاب وإخلاء المنطقة. حصلت مواجهاتٌ بين فلسطينيين والقوات الإسرائيلية على مدخل مخيم شعفاط شمال القدس، كما شهدت قرية الرينة داخل الخط الأخضر مواجهات متفرقة هي الأخرى فضلًا عن مخيم العروب شمال الخليل. شهدت الاحتجاجات في البلدة القديمة بالقُدس استهدافًا مباشرًا بالرصاص الحيّ لطفل فلسطيني أُصيب في ذراعه بسلاح مستوطن إسرائيلي.
مع بزوغ فجر السادس من نيسان/أبريل أعلنت إسرائيل فرضَ قيودٍ جديدةٍ على دخول المصلين للمسجد الأقصى لأداء صلاة الفجر، ثمّ سمحَت سويعاتٌ بعد ذلك لمجموعة من المستوطنين باقتحام الأقصى وسطَ حراسة مشددة. تطوَّرت الأوضاع لاحقًا حينما أعلنَ الجيش الإسرائيلي بعد الثانية والنصف من زوال نفس اليوم (توقيت إسرائيل) عن تفعيل صفارات الإنذار في مستوطنة شلومي بالجليل الغربي ويجري فحص الأمر. نُشر فيديو لمنظومة القبة الحديدية وهي تعترضُ صاروخًا أُطلق من الأراضي اللبنانية باتجاه الجليل الغربي، كما سُمعَت صفارات الإنذار وهي تدوي في بلدات إسرائيلية عدة على الحدود مع لبنان. طلبَ الجيش الإسرائيلي من سكان المناطق الحدودية الدخول إلى الملاجئ، كما أخلى الشواطئ في منطقة مدينة نهاريا الساحلية. أكَّدت إذاعة الجيش الإسرائيلي الأخبار مُضيفةً بأنَّ صاروخين سقطا في بلدتي شلومي وباسوتا بالجليل الغربي. أعلنت مصادر طبيّة إسرائيلية عن إصابة 3 إسرائيليين بجروح متفاوتة الخطورة جراء القصف الصاروخي، في الوقت الذي نقلت هيئة البث الإسرائيلية عن مصادر أمنيّة توضيحها أنَّ معظم الصواريخ التي أُطلقت من لبنان من طرازي كاتيوشا وغراد. ردَّت إسرائيل عبرَ المدفعية التي قصفت منطقتي القليلة وزبقين جنوبي لبنان بعدد من القذائف، في الوقت الذي ترأسَ فيه رئيس الوزراء نتنياهو اجتماعًا أمنيًا عالي المستوى لمتابعة التطورات. تضاربت الأنباء حول عدد الصواريخ التي أُطلقَت من لبنان، حيث ذكرت هيئة البث الإسرائيلية بناءً على تقديرات إلى أنه جرى إطلاق 15 صاروخًا، فيما ذكر مراسلون عسكريون لقنوات عبريّة عددًا يفوقُ العشرين بقليل لكنَّ مراسلًا للقناة 14 الإسرائيليّة قالَ إن عدد الصواريخ تجاوزَ الـ 100، قبل أن يخرجَ الجيش الإسرائيلي على لسانِ الناطق الرسمي بلسانه ليُؤكّد «اعتراض 25 صاروخًا من أصل 30 أُطلقت من لبنان على شمال إسرائيل».
لم تُعلن أيّ جهة مسؤوليتها عن الهجوم من جنوب لبنان، لكنَّ مسؤول إسرائيلي افترضَ بأن فلسطينيين هم من شنًّوا  الضربات الصاروخية على إسرائيل. خرجَ الجيش اللبناني ببيانٍ في وقتٍ لاحقٍ يُؤكّد فيه إطلاق عددٍ من الصواريخ من محيط بلدات القليلة والمعلية وزبقين لكنّه لم يُحدّد الجهة التي تقفُ خلفَ الهجوم، وتزامنًا مع بيان الجيش اللبناني، حذرت الخارجية اللبنانية ممَّا سمَّتها «نيّات إسرائيل التصعيدية التي تُهدد السلم والأمن الإقليميين والدوليين». حمَّلَ جيشُ الاحتلال الإسرائيلي الجيش اللبناني مسؤولية إطلاق صواريخ نحو إسرائيل، كما عزَّزَ من إجراءاته الأمنية في القدس والبلدة القديمة بعدما حجَّ نحو 40 ألف شخصٍ نحو الأقصى لتأدية صلاة التراويح. اندلعت مواجهاتٌ في مدينة الناصرة وأم الفحم وسخنين بين فلسطينيين وقوات الشرطة الإسرائيلية احتجاجًا على اقتحامِ الأقصى. قُبيل الحادية عشر من يوم السادس من أبريل الطويل والمليء بالأحداث، صوَّرت وسائل إعلام عبريّة السلطات الأمنيّة وهي تفتحُ الملاجئ في تل أبيب ومدن أخرى، كما وصلت تعزيزات عسكرية إلى الشمال بما فيها نظام القبة الحديدية، واستمرَّ التوتر أكثر فأكثر حيث هاجمَ فلسطيني عبر سلاحه الناري جنديًا إسرائيليًا عند مستوطنة آدم شرقي القدس مصيبًا إيّاه.

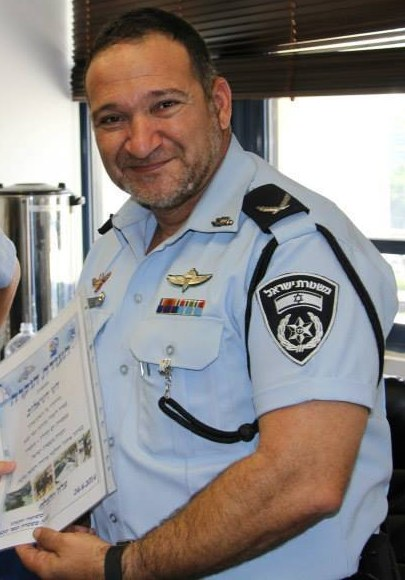
يعقوب شبتاي مفوض الشرطة الإسرائيلية الذي طالبَ المستوطنين الحاصلين على رخصة سلاح بحمله معهم ردًا على العمليّة الفلسطينية في منطقة الحمرا.

بدأَ اليوم الجديد (السابع من أبريل) ببيانٍ استباقي للغرفة المشتركة لفصائل المقاومة الفلسطينية أكَّدت فيه جاهزية المقاومة للمواجهة والرد بكل قوة على أي عدوان، كما طالبت إسرائيل «وقف عدوانها الهمجي بحق الأقصى والمعتكفين فيه». بحلول الثانية عشر ورُبع من صباح اليوم الجديد، نقلت وسائل إعلام فلسطينيّة خبر سماع دوي انفجارات في مدينة غزة، ونشرت إذاعة الجيش الإسرائيلي بيانًا عريضًا كتبت فيه باللّغة العبرية:
أكَّد الجيش الإسرائيلي الأخبار مُضيفًا أنّه «يُهاجم أهداف داخل القطاع»، وردَّت الفصائل العسكريّة عبرَ إطلاق صاروخ أرض جو تجاه الطيران الإسرائيلي في سماء قطاع غزة، مُعلنةً تصدّي دفاعاتها الجوية للطيران الحربي الإسرائيلي. استمرَّ ردُّ المقاومة عبرَ إطلاق رشقة صاروخية استهدَفت بلدات غلاف غزة وتحديدًا مدينة سديروت وعدد من المستوطنات الأخرى القريبة. تواصلَ تبادل القصف بين فصائل المقاومة وإسرائيل، حيث أغارت الأخيرة على موقعٍ في بيت حانون، فيما قصفت الأولى البلدات المتاخمة للقطاع من جديد.
تطوَّر الأمر حينما قصفَت إسرائيل مواقع في مدينة صور وضواحيها جنوبي لبنان، وركَّزت غارتها الجويّة على سهل القليلة الذي أُطلقت منه الصواريخ نحو البلدات الإسرائيليّة قبل عدّة ساعات. عاودت الطائرات الحربيّة الإسرائيلية شنَّ غارات جديدة على قطاع غزة ثم حصل تبادل قصفٍ جديد بين الطرفين. أطلَقت فصائل المقاومة في القطاع في المجموعِ 44 قذيفة صاروخيّة نحو البلدات المتاخمة، وبحسبِ مصادر رسميّة عبرية فقد نجحت القبة الحديدية في صدِّ 29 صاروخًا. في المُقابل فقد شنَّت إسرائيل عدّة غارات على غزة وذكرَ الجيش الإسرائيلي في بيانه أنه قصفَ 10 أهدافٍ في القطاع مُقابل 3 في لبنان. رغمَ كلّ الاشتباكات وتبادل القصف فلم تقع خسائر بشريّة في صفوف جميعِ الأطراف. بُعيد العاشرة صباحًا ألغى الجيش الإسرائيلي التعليمات الاستثنائية لسكان غلاف غزة داعيًا إيّاهم للعودة إلى حياتهم الطبيعية. دقائقُ بعد ذلك حتى حصلَ هجومٌ مسلّحٌ لكن هذه المرة في منطقة الحمرا في غور الأردن، حيث أطلقَ فلسطيني الرصاص من سلاح كلاشينكوف ما تسبَّب في مقتل 3 إسرائيليين. دعا المفوض العام للشرطة عقبَ هذا الهجوم الإسرائيليين ممن يمتلكون رخصَ أسلحةٍ لحملها، في الوقتِ الذي فرضت فيه قوات الاحتلال طوقا أمنيا على مدينة أريحا في إطار البحث عن منفذ أو منفذي العملية. رغم انتهاء الاشتباكات إلّا أن وتيرة العنف بين الفلسطينيين والمستوطنين ظلَّت في تصاعد مستمر حيثُ أقدمَ مستوطنون إسرائيليون وهذه المرّة بحمايةٍ ودعمٍ من الشرطة الإسرائيلية على مهاجمةِ مركبات المواطنين الفلسطينيين قُربَ مدخل مدينة البيرة بالضفة بالغربية.
شهدَ مساء السابع من أبريل عملية فلسطينية جديدة لكن هذه المرة في قلبِ تل أبيب حينما دهسَ فلسطيني مجموعة مستوطنين وأطلق النار عليهم ما تسبَّبَ في مقتل مستوطن إسرائيلي واحد وجُرح 6 آخرين بعضهم جراحهم وُصفت بالخطيرة للغاية. تبيَّن أن منفذ الهجوم هو يوسف أبو جابر وينحدرُ من قرية كفر قاسم حيثُ استعملَ سيارة عائلته لتنفيذ العمليّة قبل أن يقتله جنود إسرائيليون كانوا متمركزين في منطقة الهجوم. رغمَ بداية انحسار التوترات، فقد شهدَ اليوم الموالي (8 أبريل) توترًا في منطقة الجولان حينما فعَّلت إسرائيل سفارات الإنذار خاصتها هناك، بعدما سماع دوي انفجارٍ في المنطقة ناجمٌ بحسبِ هيئة البثّ الإسرائيلية عن صاروخ أُطلقَ من سوريا وسقطَ في منطقة مفتوحة. سُرعان ما ردَّت إسرائيل حينما أعلنَ المتحدث باسمِ جيشها شنّ غارات داخل الأراضي السورية وتحديدًا محيط العاصمة دمشق. أعلنت القناة 13 الإسرائيلية في وقتٍ لاحقٍ وبناء على مصادر أمنيّة أنَّ القصف الإسرائيلي الذي طالَ العاصمة السوريّة استهدفَ مقرًا تابعًا لماهر الأسد شقيق الرئيس السوري، وأنه جاء ردًا على إطلاق مسيّرة إيرانية منه نحو إسرائيل قبل أسبوع. قتلت الشرطة الإسرائيلية فلسطينيًا يبلغ من العمر 26 عامًا بالقرب من باب السلسلة المؤدي إلى المسجد الأقصى. وقالت الشرطة إن الرجل حاول انتزاع سلاح ضابط شرطة. وتشكك المصادر الفلسطينية في رواية الشرطة. قتلت القوات الإسرائيلية فلسطينيًا يبلغ من العمر 24 عامًا في سيارته بالقرب من بيت أمر. وقال الجيش إن الرجل صدم سيارته بمجموعة من الجنود مما أدى إلى إصابة ثلاثة منهم، أحدهم على الأقل في حالة خطيرة. نفذت القوات الإسرائيلية عملية طرد ثانية للمسجد الأقصى. ومن المقرر أن يجتمع مجلس الأمن التابع للأمم المتحدة في جلسة مغلقة لمناقشة الوضع. قتلت القوات الإسرائيلية شابًا فلسطينيًا يبلغ من العمر 20 عامًا بزعم محاولته تفجير عبوة ناسفة بالقرب من عزون. قتلت القوات الإسرائيلية فلسطينياً يبلغ من العمر 15 عاماً خلال مداهمة لمخيم عقبة جبر للاجئين بالقرب من أريحا. أصيب فلسطينيان وجنديان إسرائيليان خلال مداهمة لمخيم العين للاجئين في نابلس. قتلت القوات الإسرائيلية رجلين فلسطينيين. وقال الجيش إن القوات في دير الحطب أطلقت النار على مسلحين فلسطينيين أطلقوا النار من سيارة على موقع عسكري بالقرب من مستوطنة إلون موريه الإسرائيلية المجاورة.

### 11 – 30 أبريل
قتلت القوات الإسرائيلية فلسطينيًا يبلغ من العمر 20 عامًا أثناء مداهمة لمخيم عقبة جبر للاجئين في أريحا، حيث يحاصر الجيش المدينة منذ ثلاثة أيام. وأصيب ثلاثة رجال فلسطينيون آخرون.

## مايو

### 1 – 10 مايو
نفذت القوات الإسرائيلية الخاصة في الصباح الباكر من يوم السبت 6 مايو 2023 عملية عسكرية لها في مخيم طولكرم بمدينة طولكرم واغتالت فلسطينيين اثنين من عناصر كتيبة طولكرم بعد الاشتباك معهما وهما "سامر صلاح الشافعي" (22 عامًا) و"حمزة جميل خريوش (22 عامًا)"، حيث اتهمتهم إسرائيل بتنفيذ عدة عمليات إطلاق نار صوب الحواجز والمستوطنات والمركبات الإسرائيلية في منطقة طولكرم. توفي الناشط الفلسطيني خضر عدنان في السجن الإسرائيلي بعد ما يقرب من ثلاثة أشهر من الإضراب عن الطعام، وهو أول حالة وفاة من هذا النوع منذ ثلاثين عامًا. تم إطلاق ثلاثة صواريخ وقذيفة هاون من غزة على إسرائيل. صرح الجيش أن الدبابات الإسرائيلية ردت بإطلاق النار على غزة، مما دفع حماس والجهاد الإسلامي إلى إطلاق وابل من 22 صاروخًا على البلدات الإسرائيلية الواقعة على طول الحدود، مما أدى إلى تنشيط نظام اعتراض القبة الحديدية التابع لجيش الاحتلال الإسرائيلي. أصيب موقع بناء في جنوب إسرائيل بشظايا أسفرت عن إصابة ثلاثة أجانب، أحدهم بجروح خطيرة واثنان بجروح طفيفة. وفقًا لحماس، تم قصف موقع أمني لحماس. إن حجم الخسائر في قطاع غزة غير مؤكد.
قتلت القوات الإسرائيلية ثلاثة فلسطينيين في غارة على نابلس. وأكدت حماس أن الرجال الفلسطينيين كانوا أعضاء وأنهم نفذوا هجومًا في 7 أبريل أسفر عن مقتل ثلاثة بريطانيين إسرائيليين. قتلت القوات الإسرائيلية فلسطينية تبلغ من العمر 26 عامًا في حوارة. زُعم أنها نفذت هجوم طعن ضد جندي أصيب بجروح طفيفة في الحادث. هدمت إسرائيل مدرسة في قرية جبة الذيب الفلسطينية. تم تمويل المدرسة من قبل الاتحاد الأوروبي، ودعت بعثة الاتحاد الأوروبي إلى الفلسطينيين إسرائيل إلى وقف عمليات الهدم والإخلاء، قائلة "إن عمليات الهدم غير قانونية بموجب القانون الدولي، ويجب احترام حق الأطفال في التعليم". تقدر أوتشا أن ما لا يقل عن 58 مدرسة في الضفة الغربية (50 في المنطقة ج و8 في القدس الشرقية) تخضع لأوامر الهدم أو وقف العمل. قُتل فلسطينيان في غارة جوية إسرائيلية على سيارة في غزة. وغرد الجيش أن الفلسطينيين كانوا يحملون صواريخ موجهة مضادة للدبابات. قتلت القوات الإسرائيلية فلسطينيين في غارة على قباطية بالقرب من جنين. وقال الجيش إنهما تعرضا لإطلاق نار من سيارة وردا على إطلاق النار. ادعت حركة الجهاد الإسلامي أن الرجلين كانا عضوين. وفي وقت لاحق، توفي فلسطيني يبلغ من العمر 30 عامًا متأثرًا بجراحه التي أصيب بها أثناء الحادث. واستمرت الغارات الجوية الإسرائيلية على غزة وارتفع عدد القتلى الفلسطينيين إلى 21. وبعد وقت قصير من بدء الضربات المتجددة، أطلق المسلحون مئات الصواريخ على إسرائيل، أكثر من 300 صاروخ وفقًا لوسائل الإعلام الإسرائيلية.

### 11 – 20 مايو
وقد قُتل أحد كبار قادة حركة الجهاد الإسلامي ومساعده، مما رفع إجمالي القتلى في التصعيد الحالي في غزة إلى 33 فلسطينيًا وإسرائيليًا واحدًا. قتلت القوات الإسرائيلية فلسطينيين اثنين في غارة على مخيم بلاطة للاجئين في نابلس. وقال شهود عيان إن الاثنين كانا من المتظاهرين وليسا موضوع الغارة التي استهدفت الاعتقال. أصدر مكتب تنسيق الشؤون الإنسانية تقرير حماية المدنيين الذي يغطي الفترة من 2 إلى 15 مايو 2023. وخلال الفترة المشمولة بالتقرير، قُتل 45 فلسطينيًا على يد القوات الإسرائيلية، كما قُتل إسرائيلي واحد على يد الفلسطينيين. ونفذت القوات الإسرائيلية 124 عملية تفتيش واعتقال في الضفة الغربية، وهُدم 44 مبنى مملوكًا للفلسطينيين. وشن المستوطنون الإسرائيليون 33 هجومًا على الفلسطينيين.

### 21 – 31 مايو
- وقعت عملية طولكرم بتاريخ 30 مايو 2023 حيث أسفرت عن مقُتل إسرائيلي بهجوم إطلاق نار عند مدخل مستوطنة حرميش الواقعة شمال محافظة طولكرم في الضفة الغربية، وقد أعلنت "مجموعة الرد السريع - كتيبة طولكرم" عن مسؤوليتها عن تنفيذ العملية.[442] زار وزير الأمن القومي الإسرائيلي إيتامار بن جفير الحرم القدسي/الأقصى برفقة سكرتيره الأمني ورئيس الشرطة كوبي شبتاي. وقد أدان الفلسطينيون والأردن ومصر الزيارة باعتبارها استفزازًا وانتهاكًا للوضع الراهن.[443][444][445] قتلت القوات الإسرائيلية ثلاثة مسلحين فلسطينيين وأصابت ستة أشخاص آخرين خلال غارة واسعة النطاق على مخيم بلاطة للاجئين. حددت كتائب شهداء الأقصى الرجال الذين قتلوا على أنهم أعضاء فيها.[446] قالت الولايات المتحدة إنها "منزعجة بشدة" من القرار الذي يسمح للإسرائيليين بدخول حومش مشيرة إلى قرار إسرائيل السابق بأن البؤرة الاستيطانية تم بناؤها بشكل غير قانوني على أرض فلسطينية خاصة.[447][448][449] في اجتماع لمجلس الأمن التابع للأمم المتحدة في 24 مايو، قال سفير المملكة المتحدة إن إسرائيل يجب أن تتصدى لعنف المستوطنين المتزايد الذي يؤدي إلى النقل القسري للفلسطينيين.[450][451] في عين سامية بالقرب من رام الله، استعد مجتمع رعوي فلسطيني يضم 178 شخصًا، بما في ذلك 78 طفلاً، لمغادرة منازلهم، مشيرين إلى عنف المستوطنين. وأضاف الاتحاد الأوروبي إدانته للوضع.[452][453][454][455] قتلت القوات الإسرائيلية عضوًا فلسطينيًا يبلغ من العمر 37 عامًا في جهاز المخابرات التابع لحركة فتح خلال مداهمة اعتقال في جنين.[456][457]

بموافقة الحكومة الإسرائيلية، نقل المستوطنون الإسرائيليون مدرسة دينية أقيمت على أرض فلسطينية خاصة في حومش، إلى مكان قريب تم تحديده على أنه أرض مملوكة للدولة. تم تنفيذ النقل على الرغم من المعارضة الدولية، بما في ذلك مرارًا وتكرارًا من الولايات المتحدة، ومعارضة النائب العام الإسرائيلي. تم إرسال تقرير، بدعم من 21 دولة عضو من أصل 23 دولة لها تمثيل دبلوماسي في القدس الشرقية أو رام الله، إلى خدمة العمل الخارجي بالاتحاد الأوروبي. ويدعو التقرير الاتحاد الأوروبي إلى معارضة الضغوط الإسرائيلية المتسارعة لتغيير وضع القدس وحدودها من جانب واحد. ويسلط التقرير الضوء على خطر استكمال بناء حلقة من المستوطنات حول القدس. كما يثير التقرير قضية استخدام إسرائيل للآثار والسياحة "لتعزيز الرواية اليهودية والتوراتية عن القدس" ويقترح استجابة محتملة.

## يونيو
أصيب طفل فلسطيني يبلغ من العمر عامين ووالده بجروح خطيرة بعد إطلاق النار عليهما من قبل القوات الإسرائيلية. وقع الحادث أثناء مغادرة الاثنين لمنزلهما في النبي صالح. وزعم جنود إسرائيليون أنهم أطلقوا النار في مطاردة مسلحين هاجموا سابقًا مستوطنة نفيه تسوف (حلميش) القريبة. تم نقل الصبي جواً إلى مستشفى إسرائيلي لكنه استسلم لجراحه في 5 يونيو. صرح الجيش أنه يأسف على الأذى الذي لحق بـ "غير المقاتلين" وأن الحادث قيد التحقيق. وفي وقت لاحق، قال جيش الاحتلال الإسرائيلي إن الجندي لن يتم تأديبه لأنه اعتقد خطأً أنه تعرض لإطلاق نار من قبل الفلسطينيين على الرغم من ذكر أوجه القصور في التواصل والقرارات الخاطئة. أصيب جندي إسرائيلي بجروح طفيفة بشظايا في ساقه بعد أن أطلق مسلحون فلسطينيون النار على جنود من قرية دير شرف الفلسطينية. داهمت القوات الإسرائيلية رام الله وهدمت منزل فلسطيني يشتبه في مسؤوليته عن تفجيرات القدس 2022. اندلعت اشتباكات بين الفلسطينيين والجيش الإسرائيلي بالقرب من مسكنه. وذكرت وزارة الصحة الفلسطينية أن ستة أفراد، من بينهم ثلاثة مصابين بطلقات نارية، نُقلوا إلى المستشفى لتلقي العلاج. قتلت القوات الإسرائيلية فلسطينيًا يبلغ من العمر 19 عامًا خلال غارة على مخيم بلاطة للاجئين. قتلت القوات الإسرائيلية فلسطينيًا يبلغ من العمر 20 عامًا خلال غارة هدم في نابلس. منذ بداية عام 2022 وحتى 8 يونيو، تقول منظمة بتسيلم إن إسرائيل هدمت 27 منزلاً لمشتبه بهم ومدانين بالإرهاب، 10 منها خلال عام 2023. وبينما يرى بعض المعلقين أن هذا الإجراء له دوافع سياسية، تقول إسرائيل إن الغرض منه هو الردع على الرغم من وجود القليل من الأدلة التي تدعم ذلك، ووصفت وزارة الخارجية الأمريكية هذه الممارسة بأنها "مضادة للإنتاجية لقضية السلام". وتنظر جماعات حقوق الإنسان إلى هذه السياسة باعتبارها عقابًا جماعيًا وجريمة حرب محتملة.
قتلت القوات الإسرائيلية ستة فلسطينيين، بينهم صبي يبلغ من العمر 15 عامًا، خلال غارة على جنين. وأصيب العشرات من الفلسطينيين، بعضهم في حالة خطيرة. وأصيب سبعة جنود. وبينما كانت القوات تغادر المنطقة، انفجرت عبوة ناسفة بدائية الصنع وأعطبت مركبة إسرائيلية. وقال متحدث عسكري إنه بعد ساعات من تبادل إطلاق النار الأولي، كان الجيش يستخرج "أفرادًا عالقين في خمس مركبات معطلة في مكان الحادث". وللمرة الأولى منذ الانتفاضة الثانية، تم نشر مروحية إسرائيلية مسلحة. وقال المفوض السامي للأمم المتحدة لحقوق الإنسان فولكر تورك إنه "قلق للغاية بشأن الوضع" في جنين، "بما في ذلك عمليات الإعدام الواضحة من قبل القوات الإسرائيلية". في إطلاق نار من قبل فلسطينيين في محطة وقود بالقرب من مستوطنة إيلي بالضفة الغربية، قُتل أربعة مستوطنين إسرائيليين وأصيب أربعة آخرون، بما في ذلك واحد في حالة خطيرة. وكان من بين القتلى صبي يبلغ من العمر 17 عامًا. قُتل مسلح يبلغ من العمر 26 عامًا برصاص مدني مسلح في مكان الحادث، بينما فر الآخر في سيارة. تم العثور عليه بعد ساعتين بالقرب من نابلس وقتله على يد القوات الإسرائيلية. أصيب فلسطيني بجروح متوسطة في إطلاق النار. في بيان، قال الاتحاد الأوروبي "نحن ندين اندلاع عنف المستوطنين الحالي في جميع أنحاء الضفة الغربية، مما أدى إلى عنف عشوائي غير مقبول ضد المدنيين الفلسطينيين وتدمير الممتلكات الفلسطينية" و"نذكر أن إسرائيل ملزمة بضمان حماية المدنيين الفلسطينيين في الأراضي المحتلة". هاجم المستوطنون قرية اللبن الشرقية الفلسطينية فيما وصفته مجلة 972+ بأنه مذبحة. أصيب 5 قرويين بنيران حية، وصدمت سيارة مستوطن صبيًا يبلغ من العمر 12 عامًا على دراجة ثم تعرض للضرب؛ وأُضرمت النيران في 30 مركبة؛ تضررت 10 منازل، وتعرض متجران ومحطة وقود للتخريب، إلى جانب حقول زراعية وصومعة قمح وأعمدة تلغراف. اندلعت حوادث مماثلة من عنف المستوطنين عند تقاطع زعترة وتقاطع يتسهار وحوارة وقبلان وبيتين. وذكرت منظمة يش دين أن الشرطة الإسرائيلية وجنود جيش الاحتلال الإسرائيلي كانوا حاضرين أثناء أعمال الشغب، لكنهم لم يتدخلوا.
أسفرت غارة إسرائيلية بطائرة بدون طيار عن مقتل ثلاثة مسلحين فلسطينيين في سيارة. وقال الجيش إنه "حدد خلية إرهابية داخل مركبة مشبوهة" يُزعم أنها نفذت هجمات إطلاق نار على مستوطنات يهودية. وقالت صحيفة تايمز أوف إسرائيل إن اثنين من القتلى من أعضاء الجهاد الإسلامي الفلسطيني والثالث ينتمي إلى كتائب شهداء الأقصى، بينما أعلنت وكالة أسوشيتد برس مسؤوليتها عن الثلاثة. وقد اعتبرت هذه أول عملية قتل مستهدفة في الضفة الغربية منذ عام 2006. في أعقاب إدانة السفير الأمريكي لدى إسرائيل توم نيدس للعنف الذي يمارسه المستوطنون الإسرائيليون، قال المتحدث باسم الأمن القومي جون كيربي إن الولايات المتحدة "تتعاون بنشاط" مع إسرائيل بشأن هذه المسألة. ومن المتوقع أن يناقش اجتماع مغلق لمجلس الأمن التابع للأمم المتحدة بناء على طلب الصين وفرنسا والإمارات العربية المتحدة هذه المسألة وكذلك العنف المتزايد في الضفة الغربية بشكل عام. وقد أعرب كبار المسؤولين الدفاعيين الإسرائيليين عن مخاوفهم بشأن هذه القضية مشيرين إلى وزير الأمن القومي إيتامار بن جفير باعتباره مساهمًا كبيرًا في المشكلة. أصيب فلسطيني يبلغ من العمر 39 عامًا برصاصة خطيرة من قبل القوات الإسرائيلية خلال غارة على مخيم عسكر للاجئين في 23 يونيو، وتوفي لاحقًا متأثرًا بجراحه. قتلت القوات الإسرائيلية فلسطينيًا يبلغ من العمر 17 عامًا من القدس الشرقية، والذي أطلق النار على القوات الإسرائيلية عند حاجز قلنديا، وفقًا للشرطة الإسرائيلية. وبحسب السكان، دخل نحو 50 مستوطنًا إسرائيليًا مسلحين ببنادق وسوائل قابلة للاشتعال إلى أم صفا وأشعلوا النار في المنازل والمركبات، وهو الهجوم السادس لعصابات المستوطنين على بلدة فلسطينية خلال الأسبوع. وبحسب السكان، دخل نحو 50 مستوطنًا إسرائيليًا مسلحين ببنادق وسوائل قابلة للاشتعال إلى أم صفا وأشعلوا النار في المنازل والمركبات، وهو الهجوم السادس لعصابات المستوطنين على بلدة فلسطينية خلال الأسبوع.

## يوليو

### 1 – 10 يوليو
إسقاط المسيرة الإسرائيلية في مخيم جنين
لم يشهد فاتح تموز/يوليو أحداثًا بارزًا في الصراع الفلسطيني الإسرائيلي، لكنّ اليوم الثاني شهدَ حدثًا ملحوظًا حين أعلنت حركة الجهاد الإسلامي نجاح مقاتليها في إسقاطِ طائرة مسيرة إسرائيلية في أجواء مخيم جنين دون تقديمِ مزيدٍ من التفاصيل، وسُرعان ما انتشر مقطع فيديو على مواقع التواصل الاجتماعي يُظهر المسيّرة الإسرائيلية والنيران تلتهمُ جزئًا منها بعدما استُهدفت برصاصِ المقاومين الفلسطينيين وهي بصددِ إجراء جولات استطلاعيّة في السماء. على الجانب الإسرائيلي نقلت الإذاعة الإسرائيلية عن مصادر رسمية قولها إنَّ الجيشَ الإسرائيلي يُجري تحقيقًا لمعرفة أسباب تحطم الطائرة المُسيَّرة والتي اعترفَ الحيش أنها كانت في مهمة أمنية. شهدَ هذا اليوم أيضًا عودة نسبيةً لعُنف المستوطنين الممنهَج ضد المدن والبلدات الفلسطينية حيثُ أقدمَ مستوطنون على إضرامِ النيران في شاحنة فلسطينية بين قريتي عوريف وعصيرة القبلية جنوب نابلس.
التوغل الإسرائيلي داخل جنين
| الخط الزمني للصراع الفلسطيني الإسرائيلي (2023)                                               | طُلب من شرطة الأجهزة الأمنية الفلسطينية مغادرة مدينة جنين عندما بدأت قوات الأمن [الإسرائيلية] في اقتحام المدينة. | الخط الزمني للصراع الفلسطيني الإسرائيلي (2023) |
| — موقع Ynet العبري المَنْفذ الإلكتروني لجريدة يديعوت أحرنوت نقلًا عن مصادر في الجيش الإسرائيلي. | |                                                |

شهدت الساعة الأولى من يوم الثالث من يوليو شنّ إسرائيل هجومًا جويًا خاطفًا على مخيم جنين وسُمع دوي انفجارين متتاليين ناجمينِ عن الغارة الجويّة. ذكرت مصادر إسرائيلية رسمية أنّ الغارة استهدفت ما قالت إنها «بنية تحتية» في جنين. نجمَ عن القصف الإسرائيلي الأول مقتل فلسطيني واحد ووقوعِ وجريحين كما تبيَّن أنَّ الاستهداف طالَ منزلًا وسط المخيم. صوَّرت وسائل إعلام فلسطينية القوات الإسرائيلية وهي تقتحمُ المخيم مستعينةً بآليات عسكرية كبيرة وجرافات معَ غطاء جوي. تعقدت الأمور أكثر فأكثر حينما أرسلَ جيش الاحتلال الإسرائيلي رسائل نصية لسكان المخيم يدعوهم فيها إلى البقاء في منازلهم، ومباشرة بعد ذلك جدَّدت القوات الإسرائيلية قصفها على جنين ثمّ واجهَ مقاومةً من الفلسطينيين في المدينة والذين استهدفوا آليات الاحتلال بعبوات ناسفة محلية الصنع. سرعان ما نشرت حركات المقاومة بياناتٍ تحديثية لما يجري في الضفة الغربية حيثُ أكّدت حركة الجهاد الإسلامي والتي ينشطُ أعضائها بقوة ملحوظة في جنين عن استعدادها لمواجهة من وصفته بالعدوّ موضّحةً أن كل الخيارات مفتوحة لضربه ردًا على عدوانه، في حين قالت حركة حماس إنّ العدوان على جنين سيفشل محملة حكومة نتنياهو مسؤولية ما يجري، أما حركة فتح فقد أكّدت مواجهتها ومعها كل الفصائل الفلسطينية لهذا العدوان. تقدمت القوات الإسرائيلية أعمق بقليل داخل المدينة فحاصرت مخيم جنين من اتجاهين وتبثت بعضًا من قواتها وسط المدينة.
بدأت العملية الإسرائيلية في التوضح أكثر فأكثر مع مرور الوقت، حيثُ أكّدت وسائل إعلام عبرية أنّ القوات التي تشارك في العملية من وحدات النخبة، كما أنّ عددها كان كبيرًا جدًا مقارنة بعمليات أخرى سابقة حيث قدَّرت مصادر شبه رسمية أن أكثر من 1000 جندي يُشارك في الاقتحام، ورجَّح متابعون للشأن الفلسطيني أنّ عدد القوات خلال هذه العملية هو الأكبر منذ عملية السور الواقي عام 2002. نشر الجيش الإسرائيلي بيانًا مشتركًا مع جهاز الشاباك أعلنا فيه استهدفهما عناصر من كتيبة جنين ومقرًا للفصائل الفلسطينية في المدينة يُستخدم كنقطة مراقبة وتجمُّع لتسليح العناصر. عاودت إسرائيل قصفها على مخيم جنين وكان القصفُ صاروخيًا هذه المرة، كما استولَت القوات المقتحمَة على منزل عائلة الأسير زكريا الزبيدي.
لقي الجيش الإسرائيلي خلال توغّله مقاومةً شديدةً من فصائل المقاومة على اختلافها في جنين والتي حاولت عبر العبوات الناسفة منعه من التقدم كما خاضَ مقاتلو الفصائل اشتباكاتٍ مسلّحة من مسافات قريبة جدًا وتبادلَ الطرفان إطلاقًا كثيفًا للنيران في بعض أوقات الاجتياح. أسفرَ الهجوم الإسرائيلي الكبير عن مقتلِ 12 فلسطينيًا كلّهم من الشباب فضلًا عن إصابة المئات وأغلبهم مدنيون أُصيبوا خلال الغارات الجوية التي شُنّت على المخيم عبر الطائرات الحربية والطائرات المسيرة كما اعتقلت إسرائيل ما مجموعه 300 فلسطينيًا وعثرت على ما قالت إنها عبوات ناسفة وقنابل ومتفجّرات، في حين قتلت الفصائل المقاوِمة جنديًا إسرائيليًا واحدًا خلال اشتباكٍ مسلحٍ وجرحت آخرين كما نسفت العديد من الآليات والجرافات وناقلات الجند المدرعة وأسقطت خمس طائرات مسيّرة.
تسبَّب الاجتياح الإسرائيلي الذي يُعتبر أكبر توغلٍ داخل المدينة منذ 2002 في دمارٍ هائلٍ للبنية التحتية للمدينة التي تُعاني أصلًا بسبب القيود الإسرائيلية المفروضة عليها منذُ سنوات، حيث أُتلفت شبكتي المياه والكهرباء كما تدمَّر نحو 800 منزل إمّا بشكل كلّي أو جزئي حسبَ إحصائيات بلدية جنين، فضلًا عن تضرر 3 مستشفيات تعرضت لهجمات إسرائيلية أثناء التوغّل والاجتياح. إنسانيًا فقد أجبرت إسرائيل مئات العوائل على إخلاء منازلها كما نزحَ آلافُ الفلسطينيين الذين تعاملَ معهم الهلال الأحمر الفلسطيني لمناطق أخرى داخل المدينة أكثر أمانًا.
تداعيات
أقدمت قوات الاحتلال الإسرائيلي في التاسع من يوليو على فتح النار صوب سيّدة فلسطينية على مقربةٍ من محطة القطار في القدس بدعوى محاولتها تنفيذ عملية طعن. استمرّت التوترات في التصاعد ما بعد اقتحام جنين، حيث أطلق الجيش الإسرائيلي في اليوم الموالي (10 يوليو) النار على شابٍ فلسطيني وهذه المرة في قرية دير نظام شمال غرب مدينة رام الله ما تسبب في وفاته وبرّر عناصر الجيش عمليتهم هذه بالقولِ إنّ الشاب حاول تفجير عبوة ناسفة دون تقديم دلائل ولا مزيدٍ من التفاصيل.
صاروخ كتيبة عياش
شهدَ يوم العاشر من تموز/يوليو حدثًا ملحوظًا ونوعيًا حيث أعلنت كتيبة العياش أنها أطلقت صاروخًا محلي الصنع باتجاه مستوطنة شاكيد غرب مدينة جنين، وهو ما أكّدته المصادر العبريّة قبل أن يعثر الجيش الإسرائيلي على منصتي إطلاق صواريخ استُعملتا على ما يبدو في استهدافِ مستوطنة شاكيد بالصاروخ المحلّي، كما عثر الجيش على شظايا قذيفة صاروخية داخل المستوطنة ولم يُعلن عن وقوع قتلى أو إصابات.
في عملية عسكرية تركزت حول مخيم جنين للاجئين، وشارك فيها مئات الجنود وضربات متعددة بطائرات بدون طيار، قتلت القوات الإسرائيلية ثمانية فلسطينيين على الأقل وأصابت العشرات، بعضهم في حالة حرجة. وقال جيش الاحتلال الإسرائيلي إنهم كانوا منخرطين في "جهود مكثفة لمكافحة الإرهاب" في جميع أنحاء جنين وفي مخيم اللاجئين. أفادت التقارير بمقتل فلسطيني يبلغ من العمر 16 عامًا يدعى عبد الرحمن حسن أحمد حردان. وعلى الرغم من ادعاء إسرائيل بأن جميع القتلى كانوا من المقاتلين، إلا أن لقطات فيديو للحادث تظهر أن عبد الرحمن كان أعزلًا عندما أُطلق عليه الرصاص. وبعد شهر، توفي فلسطيني يبلغ من العمر 20 عامًا متأثرًا بجراحه. قُتل فلسطيني يبلغ من العمر 21 عامًا على يد القوات الإسرائيلية بالقرب من رام الله، وفقًا لوزارة الصحة الفلسطينية. قتلت القوات الإسرائيلية فلسطينيين اثنين، ليرتفع إجمالي القتلى إلى عشرة، مع استمرار العملية العسكرية في جنين لليوم الثاني. فر آلاف السكان من مخيم اللاجئين إلى جنين. أصيب 7 إسرائيليين في هجوم دهس وطعن بسيارة في تل أبيب. قُتل المهاجم، وهو فلسطيني يبلغ من العمر 20 عامًا من الضفة الغربية، برصاص مدني. أصيب 7 إسرائيليين في هجوم دهس وطعن بسيارة في تل أبيب. قُتل المهاجم، وهو فلسطيني يبلغ من العمر 20 عامًا من الضفة الغربية، برصاص مدني.
توفي فلسطيني يبلغ من العمر 22 عامًا متأثرًا بجراحه التي أصيب بها خلال هجوم جنين، ليرتفع إجمالي القتلى إلى 11.
انسحبت القوات الإسرائيلية من جنين مع مقتل 12 فلسطينيًا على الأقل وجندي إسرائيلي واحد. قُتل جندي من جيش الاحتلال الإسرائيلي. بعد أن أطلق مسلح فلسطيني النار على قوات الأمن التي توقفت لتفقد سيارته بالقرب من مستوطنة كدوميم الإسرائيلية. قُتل المهاجم على يد القوات الإسرائيلية بعد فراره من مكان الحادث. تبنت حماس الهجوم، ووصفته بأنه "عملية بطولية" ردًا على التوغل الإسرائيلي في جنين قبل يومين. قتلت القوات الإسرائيلية فلسطينيين اثنين في غارة على نابلس. وقال مسؤولون إسرائيليون إن الرجلين كانا وراء هجوم بإطلاق النار على سيارة شرطة في وقت سابق من الأسبوع. قتلت القوات الإسرائيلية فلسطينيًا يبلغ من العمر 24 عامًا بالقرب من قرية أم صفا وفقًا لوزارة الصحة الفلسطينية.

### 11 – 20 يوليو
الهدوء الحذر
هدأت الأوضاع لعدّة أيام بعد توترٍ كبيرٍ أعقبَ عملية الاقتحام الإسرائيلية لمدينة جنين وما تلاها من تداعياتٍ وردود فعلٍ ميدانية وغير ذلك. شهد يوم السادس عشر من يوليو عملية فلسطينية جديدة حيث فتح فلسطيني النار على مستوطنين عند حاجز تقوع قرب مدينة بيت لحم بالضفة الغربية. أُصيبَ خلال هذا الهجوم مستوطنين اثنين أحدهم جراحه وُصفت بالحرجة، فيما أعلنت مصادر مقربة من الجيش الإسرائيلي أنّ الأخير يُطارد المشتبه فيه، والذي نجحَ في وقتٍ لاحقٍ في اعتقاله. باركَ الناطق باسم حركة حماس عملية إطلاق النار في بيت لحم مضبفًا أنّ «المقاومة لن تتوقف أمام عدوان الاحتلال»، كما باركت حركة الجهاد الإسلامي العملية معتبرةً إيّاها ردًا طبيعيًا ومشروعًا على ما قالت إنّها جرائم الاحتلال في حقّ الشعب الفلسطيني.
ردود الفعل على تصرفات السلطة الفلسطينية
أيامٌ قليلةٌ عقبَ زيارة محمود عباس لمدينة جنين حتى نشرت كتيبة جنين التي تنشطُ داخل المدينة بيانًا قالت فيه إنها وافقت على طلب وفدٍ من السلطة زيارة الرئيس إلى جنين مُقابل الإفراج عن معتقليها، لكنّ السلطة نقضت عهدها بعد انتهاء الزيارة بل أقدمت على اعتقالِ المزيد من المقاومين واصفةً هذا السلوك بأنّه «وصمة عار» وأنه «تكاملٌ بين السلطة والاحتلال»، داعيةً إلى تنظيمِ مسيرات غضب في جميع المحافظات في الضفة وفي غزة والشتات للضغطِ على السلطة التي تُنسّق أمنيًا مع تل أبيب. لم تكن كتيبة جنين الوحيدة التي وجَّهت انتقادًا للسلطة الفلسطينية بقيادة عباس بسبب تصرفاتها، بل فعلت مثلها كتائب أخرى ولعلَّ أبرزها كتائب شهداء الأقصى في طولكرم التي أعلنت براءتها من «الاعتقالات والملاحقات التي تنفذها السلطة الفلسطينية»، مؤكّدة أن كل الفصائل موحدة واختتمت بيانها بدعوةٍ إلى أجهزة الأمن الفلسطينية لتصحيح المسار. جاء ردُّ السلطة على الانتقادات الكثيرة التي طالتها على لسانِ المتحدث باسم الأجهزة الأمنية والذي رفضَ «اتهام السلطة وأجهزتها بتنفيذ اعتقالات سياسية في الضفة الغربية»، مضيفًا أنّ الاعتقال أو التوقيف الذي طال بعض الفلسطينيين «جاء بناءً على مذكرات قانونية» وليس بسببِ الانتماء السياسي. شهد يوم السابع عشر من الشهر مظاهراتٍ واحتجاجاتٍ في مخيم جنين وقطاع غزة تنديدًا بالاعتقالات التي تشنها السلطة الفلسطينية. اعتبرت كتيبة جنين أنّ الحشود التي شاركت في المظاهرات التي دعت لها خرجت لتؤكّد صوابية النهج معتبرةً خيار المقاومة خيار كل الشعب وليس فصيلًا بعينه، ومتوعّدة الاحتلال بالمزيدِ من العمليات والمزيدِ من المقاومة.
اقتحام قبر النبي يوسف
أقدمَ مئات المستوطنين يوم التاسع عشر من تموز/يوليو على اقتحامِ قبر النبي يوسف في المنطقة الشرقية في مدينة نابلس، لكنهم واجهوا مقاومةً من فلسطينيين في عينِ المكان والذين فجّروا عبوة ناسفة بالقربِ من جرافة عسكرية كانت تُساند المقتحمين الإسرائيليين. تطوّر الاقتحام لاحقًا لاشتباكاتٍ بين الطرفين استخدم فيه الجيش الإسرائيلي الرصاص الحيّ ما تسبب في إصابة 4 فلسطينيين واحدٌ منهم فارق الحياة في وقتٍ لاحقٍ متأثرًا بالإصابات الحرجة التي طالت جسده واختنقَ نحو 15 آخرين تعاملت معهم منظمة الهلال الأحمر الفلسطيني.

### 21 – 31 يوليو
عودة الاقتحامات والاجتياحات
اجتاحت إسرائيل مخيم نور شمس فجر يوم الرابع والعشرين من تموز/يوليو 2023 في مدينة طولكرم بأكثر من 60 آلية عسكرية في اقتحامٍ هو الأوسع للمدينة منذُ الانتفاضة الثانية بهدف توجيه ضربة عسكرية لكتيبة طولكرم، وقد دمَّرت القوات الإسرائيلية شوارع المخيم عبر تجريفها بجرافات عسكرية مجنزرة، وأدى الاجتياح إلى وقوع 13 إصابة في الجانب الفلسطيني، فيما فجَّرت كتيبة طولكرم عبوات ناسفة بالآليات الإسرائيلية في المدينة كان منها عبوة ناسفة شديدة الانفجار استهدفت جرافة عسكرية إسرائيلية مجنزرة مما أدى إلى إعطابها. فور انسحاب القوات الإسرائيلية التي خلَّفت دمارًا واسعًا، أصدر الرئيس الفلسطيني محمود عباس تعليماته بإزالة آثار الاجتياح حيث باشرت طواقم بلدية طولكرم ووزارة الأشغال العامة ووزارة الحكم المحلي والدفاع المدني وسلطة الطاقة بالعمل على إصلاح الطرق وخطوط المياه والكهرباء والصرف الصحي المدمَّرة، وعقبَ الانسحاب تفقَّدَ المخيم كل من وزير الحكم المحلي مجدي الصالح ومدير عام الدفاع المدني اللواء العبد إبراهيم خليل بإيعاز من رئيس الحكومة الفلسطينية محمد اشتية وبتوجيهات الرئيس الفلسطيني عباس.
اغتيال 3 فلسطينيين في نابلس
نشر الجيش الإسرائيلي بيانًا في وقت مبكّر من يوم الخامس والعشرين من تموز/يوليو أعلن فيه «تحييد 3 مخربين أطلقوا النار نحو قواتنا في مدينة نابلس». لم يُعرف الكثير عن هذه العمليّة، لكنّ حركة حماس أدانت جريمة الاغتيال في نابلس وقالت إنها «تُضاف إلى سجلات جرائم حكومة الاحتلال الفاشية وعدوانها المتصاعد على شعبنا»، أمّا الرئاسة الفلسطينية فقد وصفت اغتيال الشبان الثلاثة بجريمة حرب خاصة بعدما احتجزت تل أبيب جثمان الضحايا. تبيَّن لاحقًا أنّ الفلسطينيين الثلاثة الذين اغتالتهم إسرائيل هم منخرطون في صفوفِ حركة حماس التي نعتهم في بيانٍ جديدٍ لاحقٍ، وأنهم خاضوا اشتباكًا مسلحًا مع جنود الجيش الإسرائيلي في نابلس وقُتلوا هناك بعد محاصرة سيارتهم في أحد شوارع المدينة. قتلت القوات الإسرائيلية ثلاثة مسلحين فلسطينيين في نابلس. وقال الجيش إن الفلسطينيين أطلقوا النار عليهم من سيارة. قتلت القوات الإسرائيلية فلسطينيًا يبلغ من العمر 23 عامًا بالقرب من نابلس أثناء اعتقال فلسطينيين آخرين. ووفقًا لشاهد عيان، كان الرجل متفرجًا غير متورط.
تواصل الاقتحامات واستمرار اغتيال المدنيين الفلسطينيين
تسارعت وتيرة الاقتحامات الإسرائيلية للمدن الفلسطينية، حيث اقتحمَ الجيش الإسرائيلي في السادس والعشرين من يوليو مخيم العين في مدينة نابلس وحاصرَ أحد المنازل، ثمّ خاضَت اشتباكًا مع مقاومين في المنطقة. اعتقلت القوات الإسرائيلية خلال اقتحامها «المطلوب الفلسطيني» كما تصفة ثمّ بدأت عملي الانسحاب بعدما قتلت فلسطينيًا آخر وأصابت سيّدة ثالثة بجراح متفاوتة الخطورة.

الطفل فارس شرحبيل أبو سمرة (14 سنة) الذي اغتيلَ على يد جندي إسرائيلي في مدينة قلقيلية.

واصلت القوات الإسرائيلية اقتحاماتها للمدن والبلدات الفلسطينية حيثُ شهد نفس اليوم اقتحام الجيش الإسرائيلي حيّ النقار في مدينة قلقيلية الواقعة شمال الضفة الغربية، وهناك أقدم جندي إسرائيلي على فتح النار صوب طفلٍ فلسطيني لم يتجاوز الرابعة عشر من عمره فأرداهُ قتيلًا على الفور. أثار هذا الاغتيال الإسرائيلي للطفل الفلسطيني جدلًا وخلَّف بعض ردود الفعل الفلسطينية التي استنكرت سياسة الاغتيالات الإسرائيلية التي لا تُميّز بين مدني وعسكري ولا بين طفل وبالغ.
اقتحام الأقصى
أقدم مئاتُ المستوطنين على اقتحامِ المسجد الأقصى صبيحة السابع والعشرين من يوليو، وشاركَ في عمليّة الاقتحام وزير الأمن القومي الإسرائيلي إيتمار بن غفير الذي أدى رفقة باقي المقتحمين طقوسا تلمودية في باحات المسجد وذلك تزامنًا مع ذكرى خراب الهيكل. بلغَ عددُ المستوطنين الذين اقتحموا المسجد قرابة 2140 مستوطنًا وذلك بحسبِ وزارة الأوقاف الإسلامية، والتي وثقت منعَ قوات الاحتلال الإسرائيلي للمصلين الفلسطينيين من الدخول إلى الأقصى. أدانت الخارجية الفلسطينية الاقتحام الإسرائيلي وقالت إنّه «عمل استفزازي وغطاء رسمي لخطط التهويد»، فيما اعتبرت حركة حماس هذه الاقتحامات الواسعة والمستمرة والتي يقودها وزراء في حكومة الاحتلال تصعيدًا خطيرًا لما قالت إنها «حرب دينية». أدانت كذلك السفارة الأمريكية في إسرائيل وعلى غيرِ عادتها دخول بن غفير المسجد الأقصى معلنةً رفضها «أي خطواتٍ أحادية تُهدد الوضع القائم». قتلت القوات الإسرائيلية فلسطينيًا يبلغ من العمر 18 عامًا في ظروف متنازع عليها. وقال الجيش إن رجلين فلسطينيين حاولا قيادة سيارة إلى جنود في سبسطية أطلقوا النار ولكن لم يتم التحقق من الادعاء. دعت وزارة الخارجية الفلسطينية إلى إجراء تحقيق دولي في القتل. في 28 أغسطس، نشرت منظمة بتسيلم رواية للحادث وأشارت إلى أن محكمة إسرائيلية رفضت ادعاء دهس السيارة.

## أغسطس

### 1 – 10 أغسطس
عمليّة معاليه أدوميم
شهد فاتح آب/أغسطس عملية فلسطينية جديدة في مستوطنة معاليه أدوميم حينما فتحَ فلسطيني النار على مجموعةٍ من المستوطنين ما تسبَّب في إصابة خمسة منهم بجروحٍ متفاوتة الخطورة، قبل أن يتبادل المهاجِم إطلاق النار مع جنود الجيش الإسرائيلي المتمركزين في المستوطنة ليُصاب برصاصةٍ أوليّة منهم قبل أن يتمّ تصفيته. أعلنت وزارة الصحة الفلسطينية «استشهاد الشاب مهند المزارعة برصاص الاحتلال شرقي القدس»، فيما قالت حركة حماس إنّ العملية تأتي دفاعًا عن المسجد الأقصى وردًا على اقتحامات المستوطنين وأداء الطقوس التلمودية في ساحاته، ومثلها قالت حركة الجهاد التي اعتبرت العمليّة ردٌّ طبيعي على «العدوان الإسرائيلي واقتحام المسجد الأقصى».
تصاعد التوتر
تصاعدَ التوتر بعد الاقتحام الإسرائيلي للمسجد الأقصى قبل أيّام وعملية معاليه أدوميم، حيث شهد نفس اليوم (الأول من أغسطس) عملية فلسطينية جديدة وهذه المرة في مدينة الخليل حين حاول فلسطيني طعنَ جندي إسرائيلي قبل أن يقوم جنود آخرون في عينِ المكان بفتحِ النار عليه ليُفارق الحياة على الفور. اندلعت احتجاجاتٌ في بعض مدن الضفة الغربية تنديدًا بالهجمات الإسرائيلية والاغتيالات المتصاعدة، وخلال احتجاجٍ في بلدة السموع جنوب الضفة الغربية فتحَ جندي إسرائيلي النار على طفلٍ فلسطيني (15 سنة) ضمن المحتجّين فأرداهُ قتيلًا. نشرت حركة حماس بيانًا نعت فيه «الشهيد الطفل محمد الزعارير» مضيفةً أنّ «دماء أطفالنا ستكون لعنة على الاحتلال ومستوطنيه».
اغتيال فلسطيني على يد مستوطن إسرائيلي
عاد عنف المستوطنين للواجهة حينما أقدمَ مستوطنٌ إسرائيلي في الرابع من آب/أغسطس على قتلِ الشاب الفلسطيني قصي جمال معطان (19 سنة) بدمٍ بارد وبدون سبب محدّد في قرية برقة شرقي رام الله في الضفة الغربية. خلَّفت هذه الجريمة – التي حظيت بدعمٍ من بن غفير وساسة آخرون يُوصفون بالمتطرفين في الحكومة الإسرائيلية – ردود فعل محليّة ودولية خاصة بعدما أفرجت إسرائيل عن المستوطن الذي اغتالَ قصي والمعروف بتطرّفه ودعمه لقتلِ الفلسطينيين في أيّ مكان.
هجوم تل أبيب
وسط موجة تصاعد العنف ضدّ الفلسطينيين من قِبل المستوطنين الذين يحظون بدعمٍ وحمايةٍ كاملةٍ من الجيش الإسرائيلي ومع ازدياد حالات الاغتيال الإسرائيلية للفلسطينيين والاقتحام المستمر للمدن والبلدات الفلسطينية في الضفة، شنّ فلسطينيٌّ هجومًا في قلبِ العاصمة تل أبيب حيث فتح النار على عناصر الأمن الإسرائيليين ما تسبب في إصابة ثلاثة منهم بإصابات مختلفة ومتفاوتة الخطورة، قبل أن يُقتل في عينِ المكان على يدِ عنصر أمني رابع كان في منطقة العمليّة. أعلنَ المفتش العام للشرطة الإسرائيلية أنّ منفذ الهجوم من قرية رمانة في قضاء جنين وعُثر بحوزته على وصيّةٍ بأنه جاء ليُستشهَد. في ردودٍ الفعل الفلسطينية على هذه العمليّة، وصفت حركة حماس الهجوم بـ «البطولي» قائلةً إنه ردٌّ على «تصعيد مليشيات المستوطنين جرائمها بحق الفلسطينيين»، فيما اعتبرت حركة الجهاد الإسلامي العملية تأكيدٌ على ترابط الساحات واستمرار المقاومة في مواجهة العدوان، مؤكّدةً هي الأخرى أنّ ما حصلَ «ردٌّ طبيعي على جرائم القتل اليومية التي ينفذها الاحتلال بحق أبناء شعبنا». خرجت مسيراتٌ صغيرة بالعشرات في مدينة جنين تأييدًا لعملية تل أبيب خاصة بعدما سرت أخبارٌ عن وفاة شرطي هُوجم خلال العمليّة متأثرا بجراحه، لكنّ الأجهزة الأمنية التابعة للسلطة الفلسطينية قمعتها وحاولت تفريقها.
اغتيال 3 فلسطينيين في جنين
شهد مساء السادس من أغسطس عملية جديدة نفذتها القوات الخاصّة الإسرائيلية بعدما تسلّلت لموقعٍ قُرب بلدة عرابة جنوبي جنين، وهناك اغتالت ثلاث شبان فلسطينيين بعدما كانت قد اغتالت قبل أقلّ من عشر أيامٍ ثلاث شبان فلسطينيين آخرين في نابلس. حظيت القوات الخاصة الإسرائيلية بدعمٍ كبيرٍ من الجيش على الأرض، والذي منعَ سيارات الإسعاف من الوصول إلى مكان إطلاق النار. في أعقابِ ذلك نشر الجيش الإسرائيلي بيانًا قال فيه إنّ «قواتنا قضت على خلية في منطقة جنين»، زاعمًا أنّ الخلية التي وصفها بـ «الإرهابيّة» كانت تُخطّط لتنفيذِ هجومٍ مسلّح وجرى تصفيتها بتعاونٍ بين الجيش وقوات حرس الحدود والشاباك في عمليّة قال إنها «دقيقة». اعتبرت حركة الجهاد الإسلامي اغتيال قوات الاحتلال الإسرائيلي الشبان الثلاثة «جريمة مكتملة الأركان»، فيما قالت حماس إنّ «الاحتلال لن يفلت من دفع ثمن جرائمه وشعبنا ومقاومته الباسلة لن يمررا العدوان دون تدفيعه الثمن»، أما كتيبة جنين فقد نعت الشبان الفلسطينيين الثلاثة، مؤكّدة في بيانها أنّ «الاغتيال الجبان الذي استهدف أبطالنا المجاهدين لن ينال من عزيمة مجاهدينا الذين سيثأرون للشهداء».
الاخرين
أطلق شاب فلسطيني يبلغ من العمر 20 عامًا النار على ستة أشخاص خارج مركز تجاري في مستوطنة معاليه أدوميم قبل أن يُقتل برصاص ضابط شرطة إسرائيلي خارج الخدمة. وأشادت حماس بالهجوم ووصفته بأنه "عملية إطلاق نار بطولية دفاعًا عن المسجد الأقصى وردًا على غزوات المستوطنين" و"لكمة في وجه بن جفير وغزوه للمسجد الأقصى". أفادت منظمة هموكيد الإسرائيلية لحقوق الإنسان أن إسرائيل تحتجز 1201 معتقلًا دون تهمة أو محاكمة، وهو أعلى رقم في ثلاثة عقود. 99٪ من المعتقلين فلسطينيون. قتلت القوات الإسرائيلية فلسطينيًا يبلغ من العمر 15 عامًا بالقرب من السموع، جنوب الخليل. يُزعم أن الفلسطيني حاول طعن جنديين عند تقاطع اشتيموا. قتلت القوات الإسرائيلية فلسطينيًا يبلغ من العمر 18 عامًا خلال مداهمة في طولكرم. وقال الجيش إن الفلسطينيين ألقوا الحجارة والمتفجرات وردوا بإطلاق النار. قتل المستوطنون الإسرائيليون فلسطينيًا يبلغ من العمر 19 عامًا في برقة. تم اعتقال مستوطنين بعد ذلك. وفقًا لمكتب تنسيق الشؤون الإنسانية، سجلت الأمم المتحدة 591 حادثة متعلقة بالمستوطنين في النصف الأول من عام 2023، بزيادة قدرها 39 في المائة في المتوسط الشهري مقارنة بعام 2022 والذي كان بالفعل أعلى رقم منذ بدأت الأمم المتحدة في تسجيل البيانات في عام 2006. أطلق مسلح فلسطيني النار في وسط تل أبيب، مما أسفر عن مقتل ضابط دورية بلدية إسرائيلي يبلغ من العمر 42 عامًا قبل أن يطلق عليه ضابط آخر النار ويقتله. تم التعرف على الجاني على أنه رجل يبلغ من العمر 27 عامًا من منطقة جنين، والذي كان يهرب من القبض عليه في مخيم اللاجئين خلال الأشهر الستة الماضية. أشادت حركة الجهاد الإسلامي بالهجوم. أعد الجيش الإسرائيلي منزل عائلة الفلسطيني للهدم. قتلت القوات الإسرائيلية ثلاثة مسلحين فلسطينيين في سيارة جنوب جنين. وقال الجيش إن الرجال كانوا في طريقهم لتنفيذ هجوم. توفي فلسطيني يبلغ من العمر 17 عامًا أصيب في وقت سابق بالقرب من سلواد. وقالت مصادر في جيش الاحتلال الإسرائيلي إنه في 2 أغسطس ألقى الفلسطيني قنبلة حارقة باتجاه عوفرا وأطلق عليه جنود إسرائيليون النار.

### 11 – 20 أغسطس
اقتحام طولكرم والطائرة المسيرة في غزة
استمرّت السياسة الإسرائيلية في اقتحامِ بلدات الضفة الغربية، ففي الحادي عشر من آب/أغسطس اقتحمَ جيش الاحتلال الإسرائيلي مخيم طولكرم وقتل خلال اقتحامه شابًا فلسطينيًا وأصابَ آخرين قبل أن ينسحب وسطَ حمايةٍ من عشرات الآليات العسكريّة. لم يتأخر الرد الفلسطيني كثيرًا على اقتحام طولكرم، حيث تعرّض موقعٌ يتمركزُ فيه جنود الجيش الإسرائيلي بين مستوطنتي دوتان وحارميش بالضفة الغربية لإطلاق نارٍ وفرَّ المنفذ(ون). شهد مساء الرابع عشر من أغسطس حدثًا أمنيًا جديدًا على الحدود مع قطاع غزة حينما سرت أخبارٌ تُفيد بسقوط طائرة مسيرة تابعة لجهاز الأمن الإسرائيلي العام الشاباك في غزة دون مزيدٍ من المعلومات، قبل أن تُؤكّد كتائب القسام عبر منصّاتها الرسمية تمكنّها الفعلي من الاستيلاء على طائرة مسيرة إسرائيلية مفصحةً عن طرازها (نأوربيتر K1).
اقتحام مخيمي عقبة جبر وبلاطة
اقتحمت القوات الإسرائيلية في ساعات الصباح الأولى من يوم الخامس عشر من أغسطس مخيم عقبة جبر «بحثًا عن مطلوبين»، وهناك اشتبكت مع مقاومين فلسطينيين حاولوا منعها من التوغّل للداخل، لكنها نجحت في اغتيالِ فلسطينيين اثنين وأصابت آخرين كما جاء في بيانٍ رسمي لوكالة الأنباء الفلسطينية.
توجّه الجيش الإسرائيلي بعدها صوبَ مخيم بلاطة، وهناك دارت اشتباكاتٌ خفيفةٌ بين المقاومين من جهة وقوات الاحتلال من جهة ثانيّة والتي استعملت الرصاص الحيّ فأصابت شابًا فلسطينيًا برصاصةٍ في الصدر نُقل على إثرها وهو في حالةٍ حرجةٍ لمستشفى رفيديا لتلقي العلاج.
اشتباكات جنين
حاولت قوّة إسرائيلية خاصة التسلل ليلًا لمخيم جنين فضبطتها كتيبة جنين التي اشتبكت مع القوة الخاصّة في الحي الشرقي لمدينة جنين، ومع ذلك فقد تمكّنت القوات الإسرائيلية الخاصة المدعومة بعشرات الجنود والآليات في الخلف من اغتيال «الهدف» الذي جاءت من أجله وهو مصطفى الكستوني أحد قادة كتائب شهداء الأقصى في مدينة جنين، كما أصابت موظفة في وزارة الصحة الفلسطينيّة برصاصتين في الصدر والبطن خلال اقتحامها فضلًا عن إصابات أخرى في صفوفِ المقاومين الذين اشتبكوا معها. لم تكتفِ القوات الإسرائيلية باغتيال الكستوني فحسب، بل فجّرت منزله واختطفت شابين لم يُفصَح حينها عن هويّتهما.
قبل انسحابها من جنين تعرضت القوات الخاصة لوابلٍ من الرصاص من عناصر في كتيبة جنين والذين نجحوا في إصابة جندي من شرطة الحدود بجروح متعددة، وفي ردودٍ الفعل على الاقتحام وعلى اغتيال مصطفى، أكّدت سرايا القدس جهوزيتها العالية والدائمة «للتصدي لأي عدوان صهيوني يستهدفُ مدينة جنين ومخيمها»، أما الناطق باسمِ حماس فقد اعتبرَ «جنين عاصمة المقاومة وقلعة المجاهدين ولن يكسرها كل إجرام العدو الصهيوني»، في حين حذرت كتيبة جنين الاحتلال من ارتكاب أي حماقة مؤكّدة أن سلاحها سيبقى جاهزًا للتصدي لأي عدوان، في الوقت الذي توعَّدت فيه كتائب شهداء الأقصى التي ينتمي لها الكستوني بالردّ.
هجوم حوارة
عقبَ اغتيال مصطفى الكستوني وغيره من الشبان الفلسطينيين الذي قتلهم الجيش الإسرائيلي خلال اقتحاماته الأخيرة للمخيمات والبلدات الفلسطينية، ردَّ الفلسطينيون سريعًا عبر عملية نفذها فلسطيني يوم التاسع عشر من أغسطس في مدينة حوارة حينما استهدفَ عبر سلاحه الناري مستوطنين اثنين فقتلهما في عينِ المكان. سُرعان ما باشرت القوات الإسرائيلية في ملاحقة المشتبه فيه في العملية ونشرت عشرات الحواجز في المنطقة كما بدأت في إجراء عمليات تفتيشٍ دقيقة ومع ذلك فقد فشلت في العثور عليه. أُرسلت تعزيزاتٌ عسكرية إلى بلدات وقرى جنوب نابلس، ونُصبت حواجز على مداخل ومخارج بلدة حوارة والبلدات القريبة منها.
ترأس وزير الدفاع اجتماعا لتقييم الوضع الأمني مع كبار قادة الجيش والأجهزة الأمنية بخصوص عملية حوارة في الوقت الذي طالبَ فيه وزير المالية الإسرائيلي بتسلإيل سموتريش الجيش بتنفيذ عملية عسكرية جديدة في الضفة الغربية لاستعادة الردع والأمن كما قال، أمّا الخارجية الفلسطينية فقد عبّرت عن قلقها من شعار «محو حوارة» الذي يُنادي به المستوطنين الإسرائيليين واعتبرته تحريضًا لارتكاب مجازر إبادة بحقّ الشعب الفلسطيني. هدمت السلطات الإسرائيلية مدرسة في عين سامية بعد التهجير القسري لمعظم سكان المجتمع البدوي في مايو. زار ممثلو الاتحاد الأوروبي الموقع في 12 أغسطس وأدانوا الهدم القادم. قُتل رجل إسرائيلي يبلغ من العمر 60 عامًا وابنه البالغ من العمر 29 عامًا، من سكان أشدود، بالرصاص في مغسلة سيارات في حوارة، على يد فلسطيني. أشادت حماس والجهاد الإسلامي الفلسطيني بالهجوم، ووصفته بأنه "بطولي" و"رد طبيعي على جرائم الاحتلال". تم إطلاق عملية مطاردة للمسلح. قتل مسلح فلسطيني مشتبه به امرأة إسرائيلية تبلغ من العمر 40 عامًا من بيت هاجاي وأصاب رجلًا إسرائيليًا بجروح خطيرة أثناء سفره بالسيارة في تلال الخليل الجنوبية بالقرب من الخليل. أشادت الجماعات الفلسطينية المسلحة بالهجوم. تم القبض على فلسطينيين بعد ذلك للاشتباه في تنفيذهما للهجوم.

### 21 – 31 أغسطس
هجوم الخليل
بعد يومٍ واحدٍ تقريبًا من هجوم حوارة، عاودَ الفلسطينييون عمليّاتهم الانتقاميّة ردًا على سلسلة الاغتيالات التي ينتهجها الجيش الإسرائيلي في مدن الضفة والتي لا تُميّز بين مدني ولا منخرطٍ في فصائل المقاومة، فقامَ فلسطينيان اثنان بتنفيذِ عملية جديدة قرب مستوطنة كريات أربع في الخليل حينما فتحا النار على سيّارة مستوطنٍ إسرائيلي، ما نجم عنها مقتل المستوطنة الإسرائيلية في السيارة وإصابة الثاني بجروح حرجة، قبل أن يلوذ المنفذان بالفرار من عينِ المكان. استدعى الجيش الإسرائيلي مروحية إلى موقع إطلاق النار لمطاردة منفذي العملية، كما نادى مئات الجنود لمباشرة مهام البحث والمطاردة خاصّة بعد فرار منفذ عملية حوارة رغم كل التعزيزات الأمنية والرقابة المشددة. أغلقت القوات الإسرائيلية الخاصة منافذ الخليل واستُدعيت مروحيات عسكرية للمشاركة في العمليّة، كما استُدعيت قوة من كتيبة الاستخبارات القتالية 636 للبحث عن المنفذ(ين).
أشادَ الناطق باسمِ حركة حماس بالعمليّة قائلًا إنّ المقاومة الباسلة تضربُ بكل قوة وتحدٍ في شمال الضفة الغربية ووسطها واليوم في جنوبها، مضيفًا أنّ الفعل الفدائي سيتواصل ويتطور حتى دحر الاحتلال، وقالت حركة الجهاد الإسلامي إنّ عملية الخليل رد طبيعي ومشروع على جرائم الاحتلال وعدوان مستوطنيه بحق أبناء الشعب الفلسطيني، في حين وصفت الجبهة الشعبية العملية بأنها امتدادٌ لتصاعد المقاومة بالضفة وإثباتٌ لقدرتها على خرقِ الإجراءات الأمنية الصهيونية. من الجانبِ الإسرائيلي، وصلَ بنيامين نتنياهو ووزير دفاعه لموقعِ العمليّة وتحدثا في بيانٍ مشتركٍ وصفا فيه ما يجري بأنه تمّ بتوجيهٍ خارجي متوعدًا بمحاسبة من وصفهم بالقتلة ومرسليهم، ومُضيفًا أنّ «إسرائيل في ذروة هجومٍ إرهابي ممول ومدعوم من إيران وأتباعها». تمكّنت قواتٌ خاصّة من وحدة اليمام بعد مرور أكثر من 40 ساعة من عمليّة الخليل من إلقاء القبض على المنفذين كما نقلت وسائل إعلام عبريّة، في الوقت الذي أكّد نادي الأسير الفلسطيني أنّ القوات الإسرائيلية اعتقلت 50 فلسطينيًا في الضفة الغربية معظمهم من الخليل في إطار العملية الكبيرة التي تشنّها ضد الشباب الفلسطيني في المدينة.
صالح العاروري
ظهر نائب رئيس المكتب السياسي لحركة حماس صالح العاروري في لقاءٍ مطوّلٍ عبر فضائية الأقصى وفيه هدَّد حكومة الاحتلال الإسرائيلي من الاستمرار في تنفيذ مخططاتها مؤكدًا أن المساس بالوضع القائم في المسجد الأقصى وتصعيد الاستيطان سيجرُّ المنطقة إلى حرب إقليمية شاملة. أثارت تصريحاتُ العاروري لغطًا داخل إسرائيل، التي هدَّد رئيسُ وزرائها نتنياهو باغتيالِ العاروري نفسه وقادة آخرين في حماس ردًا على عملياتها الفرديّة في الضفة، وردّت حركة المقاومة الفلسطينية بالقولِ إنّ تهديدات الاحتلال باغتيال قادة المقاومة لن تُرهبها وأنّ أي حماقة ستواجه بقوة وحزم، مضيفةً أنّ التهديدات بتصفية العاروري جوفاء ولن تُضعف المقاومة، أمّا العاروري نفسه فقد نشر له صورة في وقتٍ لاحقٍ بعد الشد والجرّ الذي حصل وهو مرتديًا للزيّ العسكري.
لقاء المنقوش وكوهين في روما
كشفت الخارجية الإسرائيلية في بيانٍ لها يوم السابع والعشرين من آب/أغسطس عن عقدِ اجتماعٍ وصفته بـ «السرّي» بين وزير الخارجية الإسرائيلي إيلي كوهين و‌نجلاء المنقوش وزيرة الخارجية الليبية في العاصمة الإيطالية روما قبل أسبوع رغم عدم وجود علاقات دبلوماسية بين البلدين أساسًا. تسبَّب البيان الإسرائيلي في خلقِ جدلٍ كبيرٍ داخل ليبيا وفي حصول ردود فعل ملحوظة، فعلى الرغم من محاولة وزارة الخارجية الليبية الدفاع عن ممثلتها حين سارعت بنشر بيانٍ توضيحي عقبَ البيان الإسرائيلي أكّدت فيه رفضَ نجلاء المنقوش عقد لقاءات مع أي طرف ممثلٍ للكيان الإسرائيلي وفقا لنهج الحكومة معترفةً أنّ ما حدث في روما كان «لقاءً عارضًا غير رسمي وغير معد مسبقًا» ولم يتضمّن أي مباحثات أو اتفاقات، إلّا أن الأمور تطوَّرت سريعًا حينما خرجت احتجاجاتٌ نظّمها ليبيون في العاصمة طرابلس وفي مناطق أخرى ضدّ المنقوش ما دفعَ رئيس حكومة الوحدة الوطنية إلى إيقافِ الوزيرة عن العمل قبل أن يُحيلها للتحقيق، ومع ذلك فقد استمرَّت الاحتجاجات الليليّة رفضًا لأيّ محاولة تطبيع وتنديدًا بتصرّف المنقوش التي أدرجها جهاز الأمن الداخلي الليبي ضمنَ قائمة الممنوعين من السفر لحين امتثالها للتحقيقات وسطَ أنباء عن فرارها.
مقتل فلسطيني على يدِ أجهزة الأمن الفلسطينية
أعلنت الشرطة الفلسطينية صباح الثلاثين من آب/أغسطس مقتل شابٍ في إطلاق نار بمخيم طولكرم، مؤكّدةً أنّ الأجهزة الأمنية باشرت التحري في ظروف الحادث، لكنّ كتيبة طولكرم الناشطة في طولكرم خرجت ببيانٍ تعقيبي قالت فيه إنّ أجهزة أمن السلطة هي من أطلقت النار نحو المدنيين والمقاومين ما تسبب في مقتلِ المقاوِم في صفوفها، ومشددة على أنّ مقاتليها لم يطلقوا النار صوب الأجهزة الأمنية مطالبةً هي والمبادرة الوطنية الفلسطينية بتشكيل لجنة تحقيق مستقلة ومحاسبة المتسببين بمقتل المقاوم الفلسطيني في طولكرم. تسبب هذا الاغتيال في ردود فعل ملحوظة في فلسطين حيث أعلنَ المتحدث باسم حماس أن «استشهاد شاب برصاص أجهزة أمن السلطة الفلسطينية في طولكرم جريمة وطنية وأخلاقية» داعيًا إلى المحاسبة ومثله فعل المتحدث باسمِ حركة الجهاد الذي أدان بشدة ما وصفها بجريمة اعتداء السلطة على أبناء الشعب الفلسطيني.
الفشل الإسرائيلي في اقتحام نابلس
حاول مستوطنون في وقتٍ متأخرٍ من يوم الثلاثين من أغسطس وبحمايةٍ من الجيش الإسرائيلي اقتحام مناطق محددة في نابلس، لكنّ مجموعة عرين الأسود منعتهم من ذلك بعدما فجّرت في جنود الجيش عبوة ناسفة. اعترفَ مصدرٌ في عرين الأسود أنّ العبوة التي انفجرت بجنود الاحتلال في نابلس زرعها المقاوم الفلسطيني عايد القني من عرين الأسود نفسها، والذي كان قد أُعلن عن وفاته خلال الأعمال التحضيريّة قُبيل الاقتحام الإسرائيلي بقليل. تحدثت مصادر عرين الأسود عن إيقاعِ قتلى وإصابات محقّقة في وسطِ جنود الاحتلال بعد التفجير، قبل أن يُعلن الجيش الإسرائيلي في بيانٍ رسمي نُشر في وقتٍ لاحقٍ عن إصابة ضابطٍ و3 جنود آخرين خلال محاولة تأمين دخول المستوطنين لقبر يوسف.
عملية الدهس في رام الله
دهسَ فلسطيني صباح الحادي والثلاثين من آب/أغسطس مجموعة من الجنود الإسرائيليين في حاجزٍ عسكري على مقربةٍ من مدينة رام الله. وصل الإسعاف الإسرائيلي لعينِ المكان للتعامل مع الجرحى، قبل أن يُعلق في وقت لاحق عن مقتل جندي إسرائيلي متأثرًا بالجروح الحرجة التي طالته خلال العملية مع إصابة 4 مجنّدين آخرين بجروح متفاوتة الخطورة وبعضهم في حالة صعبة إلى حرجة. في ردودِ الفعل على العمليّة أشاد الناطق باسم حماس حازم قاسم بعمليّة الدهس مؤكّدًا على أنّ العمليات في الضفة الغربية ضد جنود الاحتلال ومستوطنيه رسالة واضحة أنه لا أمن للمحتل على الأرض الفلسطينية، أما من الجانب الإسرائيلي فقد لمَّح وزير الدفاع الإسرائيلي يوآف غالانت أنّ عملية الدهس غربي رام الله ستكون لها عواقب وخيمة. قتلت القوات الإسرائيلية فلسطينيًا يبلغ من العمر 17 عامًا خلال مداهمة اعتقال في الزبابدة جنوب جنين. ادعت حركة الجهاد الإسلامي أن الفلسطيني كان مقاتلاً. أطلقت القوات الإسرائيلية النار على فلسطيني يبلغ من العمر 34 عامًا وأصابته بجروح خطيرة في بيتا. يظهر مقطع فيديو الضحية وهو غير مسلح وقد أصيب برصاصة في ظهره. وقالت الولايات المتحدة "إن الولايات المتحدة تحث على الانتهاء السريع من تحقيق موضوعي وشامل في الحادث، والذي نفهم أنه مستمر، وتدعو إلى المساءلة الكاملة في هذه القضية". في تقرير لمجلس الأمن التابع للأمم المتحدة، قال تور وينسلاند إن عام 2023 شهد حتى الآن أعلى عدد من القتلى منذ عام 2005 وأن "الافتقار إلى التقدم نحو أفق سياسي يعالج القضايا الجوهرية التي تحرك الصراع قد ترك فراغًا خطيرًا ومتقلبًا، يملأه المتطرفون من جميع الجوانب". وفقًا لتحقيق أجرته صحيفة هآرتس وجماعتي حقوق الإنسان بتسيلم ويش دين، كما حدث في مقتل 4 أغسطس في برقة، قُتل ثمانية فلسطينيين آخرين في السنوات الخمس عشرة الماضية. ولم يتم تقديم أي إسرائيلي للمحاكمة في أي من الحالات. وأدان وفد من الاتحاد الأوروبي نمو عنف المستوطنين. قالت هيومن رايتس ووتش إن القوات الإسرائيلية تقتل الأطفال الفلسطينيين "دون أي سبيل للمساءلة تقريبًا" وأن عام 2022 كان العام الأكثر دموية للأطفال الفلسطينيين منذ 15 عامًا. ادعت مجموعات مثل منظمة مراقبة المنظمات غير الحكومية أن هيومن رايتس ووتش تجاهلت "الأدلة المتاحة للجمهور على انتماءاتهم الإرهابية" و"[فشلت] في إدانة مشاركتهم في أعمال عنف أثناء وقت وفاتهم". صدم سائق شاحنة فلسطيني يبلغ من العمر 41 عامًا مجموعة من الجنود عند حاجز بيت سيرا، مما أسفر عن مقتل أحدهم، وبعد أن ابتعد بالسيارة، قُتل هو نفسه على يد القوات الإسرائيلية عند نقطة تفتيش قريبة. تم إبلاغ عائلة فلسطيني يبلغ من العمر 13 عامًا طعن ضابط حدود إسرائيلي في فبراير بالهدم الوشيك لمنزل العائلة. وافقت محكمة إسرائيلية على الهدم قبل أسبوع في قرار 2 مقابل 1. ركزت القضية على ممارسة هدم منازل المهاجمين الفلسطينيين، وهي سياسة تنتهجها الحكومة الحالية بقوة والتي تقول إن هذه السياسة رادعة. ينتظر الفلسطيني المحاكمة بتهمة القتل على الرغم من أن حارس الحدود الذي تعرض للطعن قُتل عن طريق الخطأ على يد ضابط آخر. وقد نددت جماعات حقوق الإنسان بما في ذلك منظمة العفو الدولية بهذه السياسة باعتبارها عقابًا جماعيًا-

## سبتمبر

### 1 سبتمبر
قتلت القوات الإسرائيلية رجلاً فلسطينيًا يبلغ من العمر 36 عامًا بعد اندلاع اشتباك بالأسلحة النارية مع مسلحين فلسطينيين أثناء مداهمة للقبض على مسلحين مشتبه بهم في عقابا. وقال الجيش إنه كان مسلحًا. وذكر ابن عم الرجل ووزارة الصحة الفلسطينية أنه لم يكن متورطًا. نفذ الجيش الإسرائيلي مداهمات في عدة بلدات في الضفة الغربية، بما في ذلك نابلس، واعتقل سبعة مسلحين مشتبه بهم.
لقد فرت معظم المجتمعات التي تعيش في منطقة تبلغ مساحتها 150 كيلومترًا مربعًا شرق رام الله إلى ضواحي أريحا بسبب عنف المستوطنين الإسرائيليين ومصادرة الأراضي. تم إنشاء أكثر من 10 بؤر استيطانية في المنطقة. يستخدم المستوطنون رعي الأغنام كوسيلة لإجبار الفلسطينيين على ترك أراضيهم. قال وزير التنمية الدولية البلجيكي إن "قرى بأكملها يتم محوها من على الخريطة من قبل الإسرائيليين"، مما أدى إلى استدعاء السفير البلجيكي من قبل إسرائيل لتوبيخه دبلوماسياً، بينما قالت مجلة 972 "إن عملية التطهير العرقي البطيئة ولكن التدريجية التي تنتهجها إسرائيل مستمرة بوتيرة سريعة، حيث تضم فعليًا مساحات كبيرة من الأراضي المحتلة للاستيطان اليهودي الحصري".

### 5 سبتمبر
قتلت القوات الإسرائيلية شاباً فلسطينيا يبلغ من العمر 17 عامًا بالقرب من أريحا. وقال الجيش إنه أطلق النار عليهم، مما أدى إلى إصابة جندي إسرائيلي، فردوا بإطلاق النار.

### 6 سبتمبر
وصفت تقارير هآرتس وبتسيلم تفتيش خمس نساء من عائلة فلسطينية من قبل جنديتين إسرائيليتين ملثمتين في مدينة الخليل بالضفة الغربية في يوليو. صرح نائب المتحدث باسم الأمم المتحدة فرحان حق قائلاً: "سنقف ضد أي شكل من أشكال العقاب الجماعي. من الواضح أن هذا الحادث المبلغ عنه يحتاج إلى النظر فيه والتحقيق فيه بدقة".

### 9 سبتمبر
قُتِل فلسطيني يبلغ من العمر 16 عامًا برصاص جندي إسرائيلي عند مدخل مخيم العروب للاجئين بالقرب من الخليل. ووفقًا لجيش الاحتلال الإسرائيلي، ألقى العديد من المسلحين الفلسطينيين زجاجات حارقة على بعض جنود جيش الاحتلال الإسرائيلي المتمركزين بالقرب من مدخل مخيم اللاجئين، مما دفع هؤلاء الجنود إلى الرد بالنيران الحية. ووفقًا لوزارة الصحة الفلسطينية، أصيب المراهق برصاصة في ظهره.

### 20 سبتمبر
خلال فترة 24 ساعة، قُتل 7 فلسطينيين، من بينهم 3 مسلحين ينتمون إلى حركة الجهاد الإسلامي الفلسطينية أو حماس، على يد القوات الإسرائيلية. كما قُتل مسلحان آخران غير تابعين لهما على يد جيش الاحتلال الإسرائيلي أثناء الغارة. وكان الأول قد رفع بندقية على منشور على وسائل التواصل الاجتماعي، مما يدل على نشاطه المسلح. وكان الثاني شابًا يبلغ من العمر 15 عامًا قُتل على يد قوات متخفية إسرائيلية بعد أن كشف عن غطائهم.

### 22 سبتمبر
قتلت القوات الإسرائيلية شاباً فلسطينياً يبلغ من العمر 18 عامًا خلال غارة على كفر دان. وقيل إن المسلح كان عضوًا في حركة الجهاد الإسلامي الفلسطينية وعضوًا مقاتلًا في لواء القدس ولواء جنين متعدد الفصائل. اشتد الاشتباكات على طول حدود غزة. شنت إسرائيل غارات جوية بعد أن أطلق متظاهرون فلسطينيون على الحدود بالونات حارقة على إسرائيل. ألقى المتظاهرون الفلسطينيون متفجرات على الجنود الإسرائيليين المتمركزين على طول الحدود مما دفع الجنود إلى الرد بالغاز المسيل للدموع والنيران الحية. وقال مسؤولون صحيون فلسطينيون إن النيران الإسرائيلية أصابت 28 فلسطينيًا. وقال المتظاهرون الفلسطينيون إنهم كانوا يتظاهرون ضد الزيارات اليهودية الأخيرة إلى الحرم القدسي/مجمع الأقصى. أغلقت إسرائيل معبر إيريز منذ 19 سبتمبر ردًا على اعتراض شحنة تحتوي على متفجرات. قالت وزارة الخارجية الأمريكية، ردًا على تعليقات وزير الأمن القومي الإسرائيلي إيتامار بن جفير: "نحن ندين بشدة التعليقات العنصرية المدمرة التي أدلى بها الوزير بن جفير بشأن حرية حركة السكان الفلسطينيين في الضفة الغربية. مثل هذه الرسائل ضارة بشكل خاص عندما يتم تضخيمها من قبل أولئك في مناصب قيادية ... كان الرئيس [جو] بايدن ووزير الخارجية [أنتوني] بلينكن واضحين في أن الإسرائيليين والفلسطينيين يستحقون التمتع بمقاييس متساوية من الحرية والأمن". كما أدان الاتحاد الأوروبي التعليقات بينما دافع رئيس الوزراء الإسرائيلي نتنياهو عن بن جفير.

### 25 سبتمبر
انتقدت ألمانيا رئيس الوزراء الإسرائيلي بنيامين نتنياهو لتقديمه في الأمم المتحدة خريطة "الشرق الأوسط الجديد" التي لم تشمل فلسطين. قال المتحدث باسم وزارة الخارجية الألمانية سيباستيان فيشر: "إن عرض خريطة لا تظهر الأراضي المحتلة أو المضمومة، إذا جاز التعبير، هو أمر نرفضه بطبيعة الحال ولا يساعد في الجهود المبذولة للتوصل إلى حل الدولتين عن طريق التفاوض".

### 29 سبتمبر
قتلت القوات الإسرائيلية فلسطينيًا بالقرب من البيرة. وقال الجيش إن الرجل، مع شخص آخر، ألقيا قنابل حارقة على موقع عسكري. ادعت حماس أن الرجل عضو فيها.
تضمنت الاحتجاجات قيام الفلسطينيين بإلقاء الحجارة والعبوات الناسفة وحرق الإطارات، ووفقًا للجيش الإسرائيلي، إطلاق النار على الجنود الإسرائيليين.

## أكتوبر

### 1 – 10 أكتوبر
- 7 أكتوبر: اندلاع عملية طوفان الأقصى.

وفقًا لمنظمة كيريم نافوت، وهي منظمة إسرائيلية مستقلة تراقب النشاط الاستيطاني، يقوم المستوطنون الإسرائيليون بإنشاء بؤر استيطانية عشوائية لرعي الماشية، غالبًا بالقرب من القرى الفلسطينية. وتقول المجموعة إن 20 بؤرة استيطانية جديدة تم إنشاؤها خلال عام 2023 على مساحة تزيد عن 140 ميلًا مربعًا وانسحاب الفلسطينيين في نفس الوقت من نفس المناطق الريفية. وفقًا لمكتب تنسيق الشؤون الإنسانية، غادر 84 فلسطينيًا مسافر يطا منذ يوليو. وقالت الأمم المتحدة إن النقل القسري للمواطنين غير قانوني ودعت إسرائيل إلى وقف القيود المفروضة على الحركة وتدمير الهياكل وإجراء التدريبات العسكرية. قتلت القوات الإسرائيلية مسلحين فلسطينيين خلال غارة على مخيم طولكرم للاجئين. وقال الجيش إن الجنود تعرضوا لإطلاق نار وأطلقت القوات النار على مسلحين فلسطينيين. وأصيب خمسة من ضباط شرطة الحدود. ادعت حماس أن الفلسطينيين الاثنين من أعضائها.

### 4 أكتوبر
وفقًا لمكتب تنسيق الشؤون الإنسانية، غادر 84 فلسطينيًا مسافر يطا منذ يوليو. وقالت الأمم المتحدة إن النقل القسري للمواطنين غير قانوني ودعت إسرائيل إلى وقف القيود المفروضة على الحركة وتدمير الهياكل وإجراء التدريبات العسكرية.

### 5 أكتوبر
وفي وقت لاحق، قُتل مسلح فلسطيني في حوارة بعد أن أطلق النار على سيارة إسرائيلية على يد القوات الإسرائيلية. وفي أعقاب هذا الحادث، وصل مستوطنون إسرائيليون، بمن فيهم النائب اليميني المتطرف تسفي سوكوت، إلى حوارة، مما أدى إلى اندلاع اشتباكات بين المستوطنين والفلسطينيين. ووفقًا لوسائل الإعلام الفلسطينية وشهود العيان، قُتل فلسطيني يبلغ من العمر 19 عامًا على يد مستوطن. وظل من غير الواضح حتى 6 أكتوبر ما إذا كان الفلسطيني قد قُتل على يد الجيش أم على يد مستوطن.

### 6 أكتوبر
قال منسق الأمم المتحدة الخاص لعملية السلام في الشرق الأوسط، تور وينسلاند، في بيان له: "أدين الهجوم الذي شنه المستوطنون الإسرائيليون اليوم على الفلسطينيين وممتلكاتهم في بلدة حوارة في الضفة الغربية المحتلة". كما أصدر الاتحاد الأوروبي بيانًا أعرب فيه عن قلقه إزاء حادثة حوارة.

### 7 أكتوبر
أعلنت حماس بدء عملية طوفان الأقصى، فأطلقت أكثر من 5000 صاروخ في الساعة 6:30 صباحًا (بتوقيت الهند) من قطاع غزة إلى إسرائيل. وفي الوقت نفسه، اخترق حوالي 6000 فلسطيني الحدود في 119 مكانًا وتسللوا إلى إسرائيل، بما في ذلك 3800 مسلح من "قوات النخبة" التابعة لحماس و2200 مدني فلسطيني ومسلحين آخرين من غزة. وبدا أن الصور ومقاطع الفيديو أظهرت مسلحين يفتحون النار في سديروت، مما أسفر عن مقتل عدد كبير من المدنيين الإسرائيليين وعدة جنود. وأظهر مقطع فيديو من غزة جثة جندي إسرائيلي هامدة يدوسها حشد يهتف "الله أكبر". وبدا أن مقاطع فيديو أخرى أظهرت أسرى إسرائيليين ودبابة إسرائيلية محترقة. كما تم رصد متسللين في بئيري ونتيف هاعسارة، حيث أخذوا عشرات الرهائن على الأقل. أصدرت حماس نداءً لحمل السلاح، حيث صرح محمد ضيف "أدعو المسلمين في كل مكان لشن هجوم". أعلن الجيش الإسرائيلي "حالة الاستعداد للحرب" وقال إنه هاجم أهدافًا في غزة في إطار عملية سيوف من حديد. في المجموع، قُتل ما لا يقل عن 485 مدنيًا إسرائيليًا في ذلك اليوم. بالإضافة إلى ذلك، احتجزت حماس ما بين 100 و150 مدنيًا إسرائيليًا كرهائن. قُتل فلسطينيان على يد القوات الإسرائيلية. ووفقًا لوزارة الصحة، قُتل أحدهما في رام الله وآخر في أريحا. هناك حاجة إلى أقوال إضافية] قتلت القوات الإسرائيلية فلسطينيًا خلال اشتباكات عند مدخل البيرة وصبيًا يبلغ من العمر 13 عامًا في قلقيلية. قتلت القوات الإسرائيلية فلسطينيًا يبلغ من العمر 19 عامًا في الخليل وفلسطينيًا يبلغ من العمر 18 عامًا في بيت أمر.

### 8 أكتوبر
- قتلت قوات الاحتلال الإسرائيلي فلسطينياً خلال مواجهات قرب دير شرف غرب نابلس. وسقط 7 شهداء في الضفة الغربية خلال أقل من 24 ساعة.[700][701]
- قتلت قوات الاحتلال الإسرائيلي فلسطينياً خلال مواجهات على المدخل الشمالي لمدينة أريحا،[702] واستشهد ثلاثة فلسطينيين خلال مواجهات على حاجز قلنديا العسكري، واستشهد فلسطيني آخر بالرصاص خلال مواجهات في مدينة الخليل.[703] وفي وقت لاحق، توفي فلسطيني رابع متأثرا بجراحه.[704] وقتلت القوات الإسرائيلية فلسطينيا خلال مواجهات في بيتا.[705]
- أكد مكتب تنسيق الشؤون الإنسانية أنه في الضفة الغربية، بما فيها القدس الشرقية، "في الفترة ما بين 7 و8 تشرين الأول/أكتوبر، وحتى الساعة 21:00، قُتل 13 فلسطينيًا، من بينهم طفل يبلغ من العمر 12 عامًا، على يد القوات الإسرائيلية في مناطق مختلفة في جميع أنحاء الضفة الغربية". ". قُتل شخص أثناء مهاجمته أو محاولته طعن جندي بالقرب من رام الله. وقتل آخر خلال مواجهات قرب نابلس. أما الفلسطينيون الأحد عشر الباقون فقد قتلوا جميعا "خلال مظاهرات تضامنية مع قطاع غزة ومواجهات أخرى شملت رشق الحجارة".[706]
- أمر وزير الدفاع الأمريكي لويد أوستن بنشر يو إس إس جيرالد فورد مجموعة حاملة الطائرات الضاربة في شرق البحر الأبيض المتوسط.[707]
- قُتل جميع الفلسطينيين الحادي عشر المتبقين "خلال مظاهرات تضامناً مع قطاع غزة ومواجهات أخرى تضمنت إلقاء الحجارة".[708]
- أعلنت إسرائيل رسميًا حالة الحرب بموجب المادة 40أ لأول مرة منذ حرب يوم الغفران عام 1973.[709] تم استدعاء 300000 جندي احتياطي، وهو العدد الأكبر في تاريخ الأمة. هدفها المعلن هو القضاء على القدرات العسكرية لحماس وإنهاء حكمها لقطاع غزة.[710] صدرت أوامر بإجلاء السكان في إسرائيل الذين يعيشون بالقرب من قطاع غزة،[711][712]
- أمر وزير الدفاع الأمريكي لويد أوستن بنشر مجموعة حاملة الطائرات يو إس إس جيرالد فورد في شرق البحر الأبيض المتوسط.عززت القوات الجوية الأمريكية أسرابها من طائرات إف-35 وإف-15 وإف-16 وأيه-10 في المنطقة.[713]
- وقد أدانت حماس نشر البحرية الأميركية ووصفته بأنه "عدوان على الشعب الفلسطيني".[714] وأعلن حزب الله يوم الأحد 8 أكتوبر/تشرين الأول أنه بادر إلى إطلاق صواريخ موجهة وقصف مدفعي على ثلاثة مواقع في منطقة مزارع شبعا كإظهار للدعم للشعب الفلسطيني. وخلال فعالية أقيمت في معقل حزب الله في الضاحية الجنوبية على مشارف بيروت، أعلن المسؤول الكبير في حزب الله هاشم صفي الدين: "إن تاريخنا وأسلحتنا وصواريخنا تقف تضامناً معكم".[715]

### 9 أكتوبر
- قُتل فلسطيني على يد القوات الإسرائيلية في الخليل بعد هجوم على كريات أربع بجرار، ليصل عدد القتلى إلى 15 منذ 7 أكتوبر/تشرين الأول.[716][717][بحاجة لاستشهادات إضافية][718]
- قوات الاحتلال تقتل فلسطينياً وتصيب آخرين أثناء قيادتهم سيارة جنوب الخليل.[719]
- أكد مكتب تنسيق الشؤون الإنسانية أنه في الضفة الغربية، بما فيها القدس الشرقية، "في الفترة ما بين 7 و9 أكتوبر، وحتى الساعة 16:00، قُتل 15 فلسطينيًا، من بينهم أربعة أطفال، على يد القوات الإسرائيلية في مناطق مختلفة عبر الضفة الغربية".[720]

### 10 أكتوبر
- مع دخول الصراع في غزة إلى يومه الرابع، قُتل أكثر من 900 شخص وجُرح أكثر من 2600 في إسرائيل. ويقال إن مسلحي حماس يحتجزون حوالي 150 رهينة. وقُتل ما لا يقل عن 687 فلسطينياً وجُرح ما لا يقل عن 3726 آخرين. وحذر رئيس الوزراء الإسرائيلي بنيامين نتنياهو من حرب طويلة مقبلة.[721]
- أكد مكتب تنسيق الشؤون الإنسانية أنه "في الفترة ما بين 7 و10 تشرين الأول/أكتوبر، وحتى الساعة 16:00، قُتل 19 فلسطينيًا، من بينهم ثلاثة أطفال، على يد القوات الإسرائيلية في مناطق مختلفة في أنحاء الضفة الغربية".[722]
- ضربت القوات الجوية الإسرائيلية أكثر من 70 هدفًا في دائرة التفاح ومحيطها.[723]
- وصلت أسلحة متقدمة من الولايات المتحدة إلى إسرائيل، وهي أول شحنة من هذا النوع تصلها منذ الحرب.[723] ألغى منسق أنشطة الحكومة الإسرائيلية في المناطق جميع تصاريح العمل الصادرة لسكان غزة، مما أدى إلى حرمان العمال في غزة من وضعهم القانوني بموجب القانون الإسرائيلي وإثارة موجة من الاعتقالات الإدارية.[724]

### 11 أكتوبر
- قتلت القوات الإسرائيلية ما لا يقل عن 27 فلسطينياً خلال اشتباكات في الضفة الغربية منذ 7 أكتوبر/تشرين الأول.[725] يُذكر أن الضفة الغربية بأكملها قد تم وضعها تحت الإغلاق الإسرائيلي.[726]
- هاجم مستوطنون إسرائيليون قرية قصرة، مما أدى إلى مقتل أربعة فلسطينيين. قُتل فتى يبلغ من العمر 16 عامًا برصاص الجيش الإسرائيلي في بني نعيم، بينما قُتل أيضًا شخص آخر برصاص الجيش الإسرائيلي بالقرب من بيت لحم.[727][728]
- أطلقت شرطة الحدود الإسرائيلية النار على فلسطينيين اثنين في القدس الشرقية.[729]
- أعلن حزب الله من لبنان مسؤوليته عن الهجمات التي تم شنها ضد قوات جيش الاحتلال الإسرائيلي باستخدام "صواريخ دقيقة".[730]
- هاجمت الطائرات الحربية الإسرائيلية ودمرت العديد من المباني في الجامعة الإسلامية بغزة ومحيطها.[731] توقفت محطة الطاقة الوحيدة في غزة عن العمل بعد نفاد الوقود بسبب الحصار الإسرائيلي.[732]

### 12 أكتوبر
- وصلت المعدات العسكرية الأمريكية إلى قاعدة نيفاتيم الجوية، ووصلت مجموعة الضاربة يو إس إس جيرالد فورد إلى شرق البحر الأبيض المتوسط.[733]
- أعلنت إسرائيل أن غزة لن تتلقى الماء أو الوقود أو الكهرباء حتى يتم إطلاق سراح الرهائن.[734][735][736][737]
- في أعقاب إغلاق محطة الطاقة في قطاع غزة في اليوم السابق، ورد أن المستشفيات في غزة ستنفد قريبًا من الوقود المتاح لتشغيل المولدات.[738]

### 13 أكتوبر
- أفادت التقارير أن التوترات مرتفعة في القدس الشرقية والضفة الغربية المحتلة. رفضت إسرائيل دخول الفلسطينيين الذين تقل أعمارهم عن 60 عامًا والذين جاءوا لصلاة الجمعة في المسجد الأقصى. وقالت السلطات إن القوات الإسرائيلية قتلت ما لا يقل عن 35 فلسطينيًا في الضفة الغربية منذ 7 أكتوبر.[739]
- وفي تحديث عن الأعمال العدائية المستمرة بين غزة وإسرائيل، أفاد مكتب تنسيق الشؤون الإنسانية عن مقتل 1300 فلسطيني في إسرائيل وفقًا لمصادر رسمية إسرائيلية و1900 في غزة وفقًا لوزارة الصحة الفلسطينية.[740]
- أبلغت حماس سكان غزة في المنطقة الشمالية (حوالي 1.1 مليون شخص) بالبقاء في مكانهم.قُتل 16 فلسطينيًا على يد القوات الإسرائيلية في الضفة الغربية، بإجمالي 51 منذ 7 أكتوبر، وفقًا لوزارة الصحة الفلسطينية.[741]
- شن جيش الاحتلال الإسرائيلي غارات محلية على حماس.[742]
- تم قصف طريق إخلاء في شارع صلاح الدين، وأعلنت وزارة الصحة في غزة عن مقتل 70 شخصًا.[743]

### 14 أكتوبر
- في تحديث للأعمال العدائية المستمرة بين غزة وإسرائيل، أفاد مكتب تنسيق الشؤون الإنسانية بمقتل 1300 شخص في إسرائيل وفقًا لمصادر رسمية إسرائيلية و2228 في غزة بالإضافة إلى 54 قتيلًا في الضفة الغربية، وفقًا لوزارة الصحة الفلسطينية منذ 7 أكتوبر.[744]
- واستمرت التوترات في الارتفاع في الضفة الغربية وقال مراقبو الأمم المتحدة إن هذا الأسبوع كان الأكثر دموية منذ عام 2005 بالنسبة للفلسطينيين.[745][746]
- قصف سلاح الجو الإسرائيلي مبنى في جنوب خان يونس.[747]
- ضرب سلاح الجو الإسرائيلي سيارات إسعاف تابعة للهلال الأحمر في غزة.[748]
- قالت إسرائيل إن الحرب قد تستغرق شهورًا. وقد بلغ عدد جنود الاحتياط الذين التحقوا بالخدمة 360 ألف جندي، وهو رقم قياسي.[749]
- وأعلنت الأونروا على تويتر أن ملاجئها لم تعد آمنة، واعتبرت ذلك وضعًا غير مسبوق.[750] كما قالت إن المياه نفدت.[751]
- تعرضت سيارات إسعاف الهلال الأحمر في غزة لقصف من قبل سلاح الجو الإسرائيلي.[748]

### 15 أكتوبر
- أدى الحصار الإسرائيلي المستمر لشمال قطاع غزة إلى مقتل 61 فلسطينياً على الأقل وسط الصراع. بالإضافة إلى ذلك، استخدم الجيش الإسرائيلي قذائف الهاون التي تحتوي على متفجرات لهدم المباني السكنية. في غزة، أسفرت الهجمات الإسرائيلية منذ أكتوبر 2023 عن مقتل ما لا يقل عن 42344 شخصًا، مع الإبلاغ عن إصابة 99013 آخرين.[752]
- اعتقلت شرطة الحدود الإسرائيلية أكثر من 50 فلسطينيًا في الضفة الغربية المحتلة وفقًا لوكالة الأنباء الفلسطينية وفا. استمرت الاشتباكات الطفيفة بين حزب الله والجيش الإسرائيلي في وحول مزارع شبعا[.وفي أماكن أخرى على الحدود اللبنانية الإسرائيلية.[753]
- أبلغت إسرائيل مستشار الأمن القومي الأمريكي جيك سوليفان أن أنابيب المياه أعيد تشغيلها في جنوب غزة.[754] بدأت منظمة الهلال الأحمر المصري ومنظمة الصحة العالمية ومنظمات غير حكومية أخرى ومجموعات تطوعية في تخزين الإمدادات الإنسانية عند معبر رفح.[755]
- أشار رئيس الأونروا فيليب لازاريني إلى أن إمدادات غزة من مياه الشرب النظيفة آخذة في النفاد، وصرح في مؤتمر صحفي أن غزة "بدأت تفقد الحياة".[756] أصبحت أربعة مستشفيات في غزة غير صالحة للعمل بينما طالب جيش الدفاع الإسرائيلي بإخلاء 21 مستشفى في شمال غزة وفقًا لمنظمة الصحة العالمية.[757] قالت لجنة حماية الصحفيين إن 12 صحفيًا على الأقل قُتلوا وجُرح ثمانية حتى الآن، بينما فُقد اثنان آخران. وقد عملوا بشكل مستقل أو لصالح وكالة فرانس برس، وعين ميديا، وإذاعة الأقصى، والغد، والجزيرة، والخمسة نيوز، ووكالة أنباء السلطة الرابعة، ووكالة خبر، وإسرائيل اليوم، وسكاي نيوز عربية، ورويترز، وإذاعة صوت الأسرى، وسمارت ميديا.[758]
- وورد أن العاملين في مجال الرعاية الصحية كانوا قلقين من أن المرضى سيموتون عند انقطاع التيار الكهربائي إذا توقفت مولدات المرافق الطبية.[759]
- ووصفت منظمة الصحة العالمية أمر الإخلاء الإسرائيلي بأنه "حكم بالإعدام" على المرضى والجرحى.[760]

### 16 أكتوبر
- أعلنت منظمة الصحة العالمية أنه لم يتبق سوى "24 ساعة من الماء والكهرباء والوقود" قبل "كارثة حقيقية" في قطاع غزة.[761]
- هاجمت إسرائيل معبر رفح الحدودي.[762] صرح الوزير الإسرائيلي بدون حقيبة جدعون ساعر أن "غزة يجب أن تكون أصغر في نهاية الحرب".[763] كتب رئيس منظمة أطباء بلا حدود كريستوس كريستو أن الوضع في غزة كان "مروعًا وكارثيًا ... لا كهرباء ولا إمدادات طبية. الجراحون في مستشفى الشفاء يعملون الآن بدون مسكنات للألم".[764][765]

### 17 أكتوبر
أدى انفجار مستشفى الأهلي العربي إلى مقتل مئات الفلسطينيين الذين لجأوا إلى المستشفى. قالت إسرائيل إن الانفجار نجم عن صاروخ فلسطيني طائش. ونفى متحدث باسم الجهاد الإسلامي المسؤولية
وفي تحديث للأعمال العدائية المستمرة بين غزة وإسرائيل، أفاد مكتب تنسيق الشؤون الإنسانية بمقتل 1300 شخص في إسرائيل وفقًا لمصادر رسمية إسرائيلية و3000 شخص في غزة بالإضافة إلى 61 حالة وفاة في الضفة الغربية، وفقًا لوزارة الصحة الفلسطينية منذ 7 أكتوبر.

### 18 أكتوبر
صاغت البرازيل قرارًا للأمم المتحدة يطلب من الدول المعنية المبادرة إلى "وقفات إنسانية" في الصراع، وذلك لتسهيل توصيل المساعدات إلى المدنيين في غزة. امتنعت روسيا عن التصويت لأن النص لم يدعو إلى وقف إطلاق نار أكثر ديمومة، واستخدمت الولايات المتحدة حق النقض ضده لأن "القرار لم يذكر حق إسرائيل في الدفاع عن النفس". اختلف القرار عن مشروع روسي سابق بإدانة تصرفات حماس ضد المدنيين. ذكرت منظمة الصحة العالمية أن الوضع في غزة "يخرج عن السيطرة". وصل الرئيس بايدن إلى تل أبيب، لكن تم إلغاء قمة مخططة في عمان بالأردن مع زعماء الأردن ومصر وفتح بسبب قصف مستشفى الأهلي أعرب بايدن عن دعمه لإسرائيل و"التطلعات المشروعة للشعب الفلسطيني"، لكنه لم يدعو إلى وقف إطلاق النار. وفي خضم الاشتباكات التي اندلعت في مختلف أنحاء الضفة الغربية، أعلنت السلطات الصحية الفلسطينية مقتل 13 فلسطينياً، بينهم خمسة أطفال، في اشتباكات في منطقة نور شمس، في حين أعلنت القوات الإسرائيلية مقتل أحد ضباطها. وقال المتحدث باسم المفوض السامي لحقوق الإنسان في الأمم المتحدة فولكر تورك: "نحن منزعجون للغاية من التدهور السريع لحالة حقوق الإنسان في الضفة الغربية المحتلة وزيادة الاستخدام غير القانوني للقوة المميتة".

### 19 أكتوبر
وفي تحديث لتطورات الأعمال العدائية الجارية بين غزة وإسرائيل، أفاد مكتب تنسيق الشؤون الإنسانية بمقتل 1400 فلسطيني في إسرائيل وفقًا لمصادر رسمية إسرائيلية و3785 في غزة بالإضافة إلى 79 قتيلًا في الضفة الغربية، وفقًا لوزارة الصحة الفلسطينية منذ 7 أكتوبر. وفي خضم الاشتباكات في جميع أنحاء الضفة الغربية، قالت السلطات الصحية الفلسطينية إن 13 فلسطينيًا، بينهم خمسة أطفال، قُتلوا في اشتباكات في نور شمس، بينما أفاد الجيش الإسرائيلي بمقتل أحد ضباطه. وقال متحدث باسم رئيس حقوق الإنسان في الأمم المتحدة فولكر تورك "نحن منزعجون للغاية من تدهور وضع حقوق الإنسان بسرعة في الضفة الغربية المحتلة وزيادة الاستخدام غير القانوني للقوة المميتة". تعرض حرم كنيسة القديس بورفيريوس الأرثوذكسية اليونانية في غزة لقصف من سلاح الجو الإسرائيلي.

## ديسمبر

### 28 ديسمبر
صرح مدير العمليات بوزارة الصحة في غزة أن 1.6 مليون شخص في رفح بحاجة إلى رعاية طبية وأن التدخل الدولي ضروري.